# Mohandas Karamchand Gandhi
Vous lisez un « article de qualité » labellisé en 2007.
Pour les articles homonymes, voir Mohandas, Gandhi (homonymie), MKG et Bapu.
Mohandas Karamchand Gandhi (en gujarati : મોહનદાસ કરમચંદ ગાંધી, Mohandās Karamcaṃd Gāndhī, API : /ˈmoː.ɦən.d̪aːs ˈkə.rəm.t͡ʃənd̪ ˈɡaːn.d̪ʱi/ ), né à Porbandar (Gujarat) le 2 octobre 1869 et mort assassiné à New Delhi le 30 janvier 1948, est un avocat indien, un nationaliste, anti-colonialiste et une personnalité politique connue pour avoir employé la résistance non violente. 
Il mène des campagnes politiques en faveur de l'indépendance de l'Inde vis-à-vis de la domination britannique.
Pionnier et théoricien du satyāgraha, de la résistance à l'oppression par la désobéissance civile de masse, cette théorisation est fondée sur l'ahiṃsā (« non-violence »), qui contribue à conduire l'Inde à l'indépendance. Gandhi inspire de nombreux mouvements de libération et de défense des droits civiques dans le monde. Son analyse critique de la modernité occidentale, des formes d'autorité et d'oppression (dont l'État), sont une remise en cause du développement qui influence nombre de théoriciens et de dirigeants politiques.
Avocat ayant fait ses études de droit en Grande-Bretagne, Gandhi développe, au fil de ses actions pour la dignité humaine et la justice sociale, une méthode de désobéissance civile non violente en Afrique du Sud, en organisant la lutte de la communauté indienne pour ses droits civiques. À son retour en Inde, Gandhi incite les fermiers et les travailleurs pauvres à protester contre les taxes jugées trop élevées et la discrimination dont ils sont victimes. Il porte sur la scène nationale la lutte contre les lois coloniales instaurées par les Britanniques. Devenu le dirigeant du Congrès national indien, Gandhi mène une campagne nationale pour l'aide aux pauvres, pour la libération des femmes, pour la fraternité entre les communautés de différentes religions ou ethnies, pour la fin de l'intouchabilité et de la discrimination des castes, et pour l'autosuffisance économique de la nation, mais surtout pour le Swaraj — l'indépendance de l'Inde de toute domination étrangère.
Gandhi conduit la marche du sel, célèbre opposition à la taxe sur le sel. Il lance également l'appel au mouvement Quit India le 8 août 1942. Emprisonné plusieurs fois en Afrique du Sud et en Inde pour ses activités, il passe en tout six ans en prison.
Hindou profondément religieux et adepte de la philosophie indienne, Gandhi vit simplement, organisant un ashram autosuffisant. Il tisse et lave ses propres vêtements — la traditionnelle dhoti indienne et le châle, avec du coton filé avec un charkha (rouet) — et est un militant végétarien. Il pratique des jeûnes rigoureux sur de longues périodes, pour s'auto-purifier mais aussi comme moyen de protestation, d'influence et de réforme chez autrui.
Gandhi est reconnu comme le Père de la Nation en Inde, où son anniversaire est une fête nationale. Cette date a également été déclarée « Journée internationale de la non-violence » par l'Assemblée générale des Nations unies en 2007.

## Biographie

### Jeunesse en Inde (1869-1888)

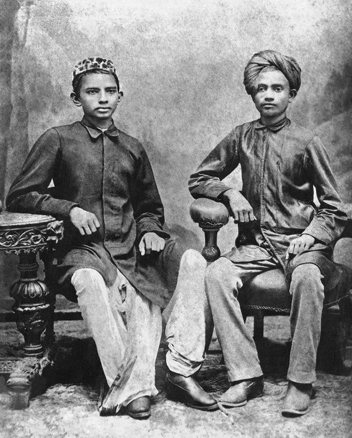
Gandhi, 13 ans, l'année de son mariage, en photo avec son camarade de classe Sheikh Mehtab (à droite) à Rajkot.

Mohandas Karamchand Gandhi est né le 2 octobre 1869 à Porbandar, dans l'actuel État du Gujarat, en Inde. Il est né et a vécu toute sa vie en tant qu'hindou, mais dans une famille ouverte aux autres communautés religieuses, qu'elles soient jaïne, musulmane ou parsie.
Il fait preuve de beaucoup d'attachement et de respect pour ses parents. Son père, Karamchand Gandhi, est un fonctionnaire de l'administration judiciaire de la principauté de Porbandar, que le talent conduit au poste de dewan (en) (premier ministre) de Porbandar, puis de dewan de la plus petite principauté de Rajkot, ainsi que le furent plusieurs membres de la famille Gandhi, administrateurs au durbar (à la Cour) de ces États depuis six générations. Gandhi décrit son père comme un homme bon et généreux, franc et honnête, pragmatique et parfois irascible qui, en dépit d'une instruction formelle limitée, est capable de résoudre les problèmes complexes de ses missions grâce à son expérience professionnelle et le savoir qu'il en a acquis. Sa mère, Poutlibai, est la quatrième et dernière femme de son père, dont elle a quatre enfants, Gandhi étant le plus jeune d'entre eux. Il garde d'elle le souvenir d'une femme pieuse et ascétique, observant de manière stricte ses vœux religieux, notamment le jeûne et les rites vishnouites. 
Gandhi naît ainsi dans une famille aisée et religieuse, issue de la caste des vaishyas (marchands), troisième caste hindoue après la deuxième caste des kshatriyas (guerriers) et la première caste des brahmanes (lettrés, religieux), ces dernières dont la supériorité est d'ordre sacré et cosmique et non d'ordre économique. La famille Gandhi vit par ailleurs dans une grande et belle propriété, le Kaba Gandhi No Delo (en) (aujourd'hui un musée), construite entre 1880 et 1881, sur deux étages et sur une superficie de 330 m2, et abritant quelques autres oncles, tantes, cousins et cousines, conformément à la tradition familiale indienne.
Gandhi est, selon ses propres termes, un élève médiocre à l'école primaire, à Porbandar, et devient plus studieux – quoique très timide et sensible – au collège, à Rajkot.
En mai 1883, à l'âge de 13 ans, Gandhi est marié par ses parents à Kasturba Makhanji (aussi épelé « Kasturbai » ou connue comme « Ba »), qui a le même âge. Ils auront quatre fils : Harilal Gandhi, né en 1888 ; Manilal Gandhi, né en 1892 ; Ramdas Gandhi, né en 1897 et Devdas Gandhi, né en 1900. À la suite de ce mariage, ses études sont retardées d'une année mais étant bon élève, on l'autorise à sauter une classe, ce qui ne sera pas sans lui poser des problèmes dans sa scolarité.
Son père Karamchand Uttamchand Gandhi, qu'il vénère, est malade depuis longtemps et meurt alors que Gandhi a 16 ans. Il restera marqué par le fait qu'il n'ait pu assister à ses derniers instants parce qu'il passait la nuit avec sa femme. Gandhi pensera toute sa vie que c'est à cause de ce qu'il considérait comme un manque de piété filiale que le bébé qu'ils eurent peu après ne survécut que quelques jours.
Gandhi forge pendant cette partie de sa vie des aspects très importants de son éthique et de sa personnalité tels que l'honnêteté, la tolérance, le respect de ses aînés, le végétarisme et surtout le rejet du mensonge et la recherche de la vérité.
En 1887, il passe l'examen d'entrée à l'université de Samaldas située à Bhavnagar, au Gujarat, mais est complètement dépassé par des exigences qui lui semblent hors de portée.

### Études en Angleterre (1888-1891)

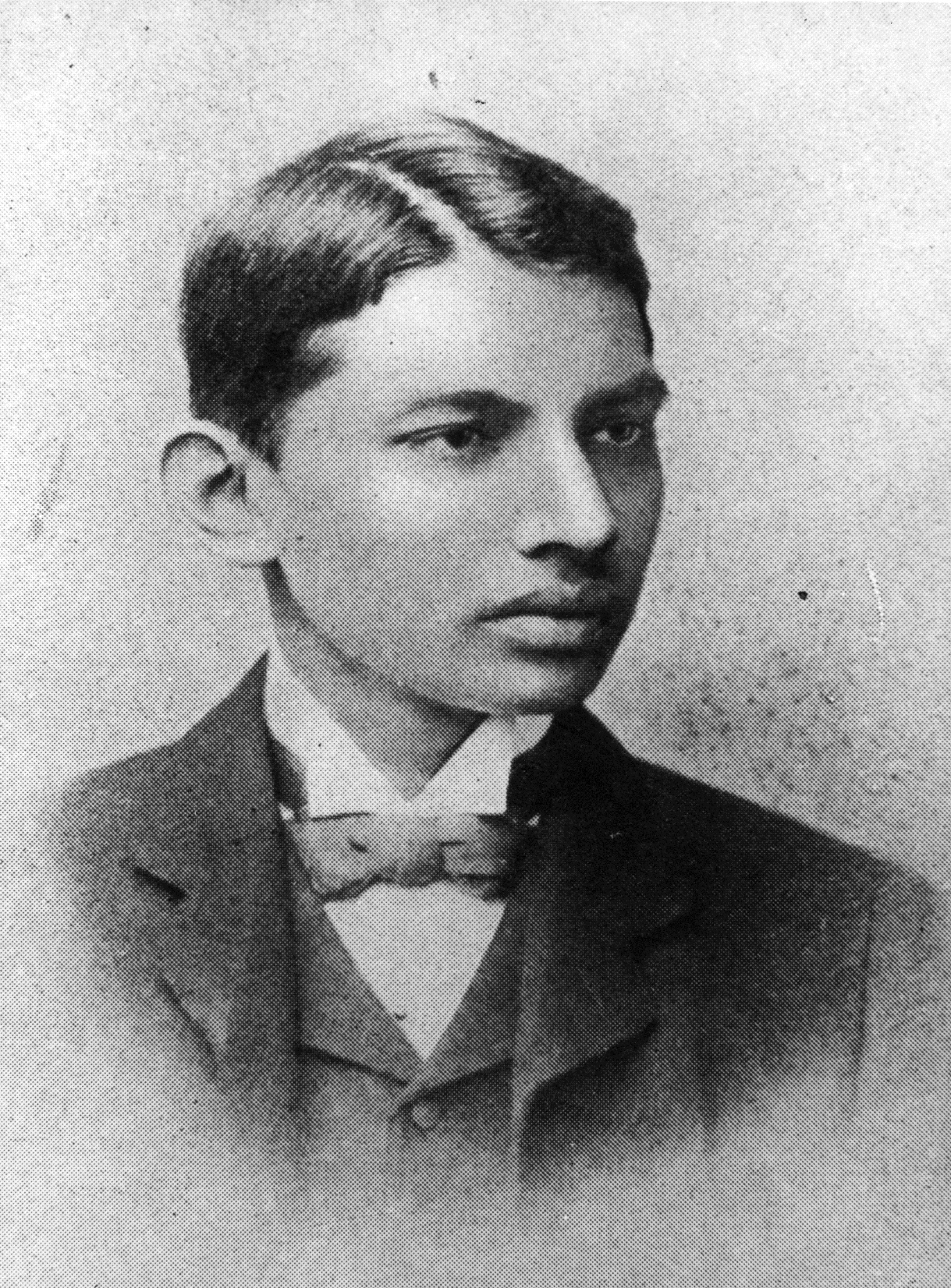
Gandhi étudiant à Londres.

Sur le conseil d'un vieil ami de la famille, il décide de partir faire des études de droit en Angleterre, une opportunité qui le remplit d'enthousiasme. Il promet à sa mère en présence de Becharji Svâmi, un moine jaïn et autre conseiller de la famille, de suivre les préceptes hindous et « de ne toucher ni au vin, ni à la femme, ni à la viande ». Sa caste s'oppose à son départ, considérant que la vie dans ce pays ne peut aboutir qu'à une perte de la foi. Gandhi, mettant en avant le vœu fait à sa mère et soutenu par sa famille, décide de partir malgré tout et est condamné à être hors caste par le chef de sa communauté.
Gandhi entre donc à l'University College de Londres le 4 septembre 1888 à l'âge de 18 ans pour devenir avocat. Il tente dans une certaine mesure de s'adapter aux coutumes anglaises, en s'habillant comme un gentleman et en prenant des cours de danse, mais il se refuse à manger de la viande chez ses hôtes. Il fréquente par la suite les restaurants végétariens londoniens. Au lieu de s'en tenir simplement à la promesse faite à sa mère, il va au-delà en s'intéressant à la diététique et plus particulièrement au végétarisme. Il rejoint la Vegetarian Society et devient membre du comité exécutif pendant un temps. Gandhi déclara plus tard que cela lui donna une première expérience de l'organisation d'une institution.
Certains des végétariens qu'il rencontre sont membres de la société théosophique, fondée en 1875 et dévouée à l'étude des littératures bouddhistes et brahmaniques dans l'espoir de renforcer la fraternité universelle.
Grâce à eux, Gandhi étudie plus attentivement la Bhagavad-Gita, qui le marque profondément, notamment à travers l'idée que le désir est source d'agitation de l'esprit et de souffrance. À cette occasion, il rencontre en 1890 Madame Blavatsky et Annie Besant (dont l'adhésion à la société théosophique vient de susciter la polémique). Invité à les rejoindre, il décline, par humilité, considérant comme il l'écrit dans son autobiographie, « qu'il ne connaît pas assez bien sa propre religion pour appartenir à un mouvement spirituel ». Il développe dès lors un intérêt pour la religion, qui ne se limite pas à l'hindouisme mais s'étend également aux autres religions comme le jaïnisme, le bouddhisme, l'islam et le christianisme, dont il retient entre autres l'incitation à réagir par la non-violence ; « si quelqu'un vous frappe sur la joue droite, présentez-lui la joue gauche ».

### Retour en Inde (1891-1893)

#### Rédacteur juridique
Il reprend le bateau pour l'Inde le 12 juin 1891, deux jours après avoir été facilement admis au barreau d'Angleterre et du pays de Galles. Il a en revanche beaucoup plus de mal à exercer son métier : ses études sont restées théoriques, il n'a encore aucune connaissance du droit indien et sa timidité fait qu'il éprouve des difficultés à s'exprimer en public. Il tente d'abord de s'installer à Bombay où il est admis au barreau mais doit renoncer au bout de six mois, faute de rentrées d'argent suffisantes.
Gandhi retourne ensuite à Râjkot travailler auprès de son frère, avocat lui aussi. Il y rédige des requêtes et des mémoires en profitant de la clientèle de son frère.

#### Premier conflit avec l'autorité britannique
À cette époque se produit un incident qu'on connaît par l'Autobiographie de Gandhi et qui jouera un rôle décisif dans sa vie. Son frère Laxmidas, qui avait été secrétaire et conseiller du chef de l'État princier de Porbandar, est accusé, selon les termes de Gandhi, d'avoir donné au prince un « mauvais conseil ». Selon le petit-fils de Gandhi, on reprochait à Laxmidas d'avoir fermé les yeux sur un vol de bijoux de la couronne commis par l'héritier du trône, encore mineur. Selon une autre source, Laxmidas Gandhi était accusé d'avoir lui-même suggéré ce vol. L'affaire était instruite par l'agent politique du Raj au Kathiawar, Charles Ollivant (en), un fonctionnaire britannique que Mohandas avait rencontré à Londres et qui s'était montré aimable avec lui. Laxmidas, qui professe que seule l'influence compte au Kathiawar, demande à Mohandas d'intervenir en sa faveur auprès d'Ollivant. Mohandas objecte que Laxmidas a des moyens légaux de défense, mais il cède à contrecœur à l'insistance de son frère et se fait recevoir par Ollivant, tout en étant conscient de n'y avoir aucun droit. Ollivant n'apprécie pas cette démarche : « Votre frère est un intrigant. Je ne souhaite pas vous écouter plus avant. Je n'ai pas le temps. Si votre frère a quelque chose à dire, qu'il fasse une demande par la voie appropriée. » Dans son autobiographie, Gandhi reconnaît que cette réponse était peut-être méritée « mais l'attachement à nos intérêts nous rend aveugles. Je continuai à parler. » Ollivant dit à Gandhi qu'il doit maintenant s'en aller. Gandhi demande à être écouté jusqu'au bout et Ollivant le fait expulser par son domestique. Gandhi, « pleurant et fumant de rage » selon ses propres termes, envoie une lettre à Ollivant, exigeant des excuses sous peine de poursuites. Ollivant répond que Gandhi avait été impoli et que le domestique, en le poussant dehors par les épaules après l'avoir vainement invité à sortir, n'a pas abusé de la force. Il ajoute que Gandhi peut procéder contre lui s'il le désire. Gandhi demande l'avis d'un juriste indien réputé, qui estime que « l'avocat au sang chaud débarqué d'Angleterre » n'aurait pas gain de cause en justice et lui déconseille d'engager des poursuites.
Dans son autobiographie, Gandhi reconnaît qu'il était en faute, mais il soutient que la réaction impatiente d'Ollivant était excessive et que celui-ci était intoxiqué par le pouvoir. Pour le petit-fils de Gandhi, la conduite d'Ollivant est de l'arrogance raciale : « Le choc s'avéra toutefois salutaire. Gandhi avait été confronté à une forme d'arrogance raciale qu'il n'avait jamais connue durant ses trois années passées en Angleterre […] son renvoi par Ollivant avait déclenché un processus qui conduirait, cinquante ans plus tard, à la campagne Quit India. ». Cependant, Nagindas Sanghavi (en) estime que la conduite d'Ollivant était pleinement justifiée et il reproche à Gandhi de n'avoir jamais reconnu que tous les torts étaient de son côté.

#### Désir de fuir l'Inde
Exercer le métier d'avocat au Kathiawar aurait demandé à Gandhi de saluer Ollivant après l'avoir vainement menacé de poursuites judiciaires, idée que Gandhi trouvait insupportable.
De plus, il est écœuré par le climat de lutte pour le pouvoir qui règne autour de lui et par l'obligation de devoir s'attirer les bonnes faveurs de la hiérarchie, indienne ou britannique. Non seulement sa querelle avec le « sahib » Ollivant le détourne d'une carrière d'avocat au Kathiawar, mais il se heurte à un fonctionnaire indien qui surclasse le sahib en arrogance.
Il saute donc sur l'occasion lorsqu'une société indienne lui propose un contrat d'un an au plus dans la colonie du Cap en Afrique du Sud. Il voit là l'occasion à la fois de quitter l'Inde, de voyager et d'acquérir de l'expérience, et s'embarque donc pour l'Afrique en avril 1893.

### Gandhi en Afrique du Sud (1893-1915)

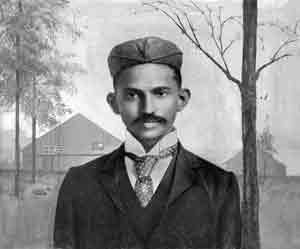
Gandhi en Afrique du Sud (1895).

À cette période de sa vie, Gandhi est un individu doux, timide et politiquement indifférent. Il lit son premier journal à 18 ans, ne dispose en droit que d'une culture livresque, dont il ignore les aspects commerciaux intéressant les milieux commerçants indiens qui formeront sa principale clientèle. Sans facilités particulières dans l'exercice de sa profession, il est sujet au trac lorsqu'il doit parler au tribunal. L'Afrique du Sud le change de manière spectaculaire, d'une part en lui donnant, par sa réussite professionnelle, l'assurance qui lui manquait jusque-là, d'autre part en éveillant sa conscience politique par les témoignages de discrimination envers les Noirs et les Indiens auxquelles il sera confronté dans ce pays.
Diverses anecdotes, rapportées d'abord par Gandhi au titre d'« expériences de vérité », peuvent expliquer l'évolution du positionnement de Gandhi à cette période de sa vie.

#### L'incident du turban
Le journal The Natal Mercury rapporte le 26 mai 1893 que la veille, un Indien est entré dans le palais de justice et a pris place dans la partie du tribunal réservée aux avocats. « Il est entré dans le tribunal sans ôter son couvre-chef ni saluer (salaaming) et le magistrat l'a regardé avec désapprobation. On demanda courtoisement au nouvel arrivant quelles étaient ses occupations et il répondit qu'il était un avocat anglais. Il ne chercha pas à présenter ses références et quand il retourna au banc des avocats, on lui dit calmement que la façon correcte de procéder, avant d'occuper sa position au barreau, était de se faire admettre par la Cour suprême ». Gandhi répond immédiatement à cet article que s'il s'est attiré un regard réprobateur du magistrat en gardant son turban, il en est très peiné et qu'il n'a agi comme il l'a fait que par ignorance des usages en vigueur au Natal. Il ajoute que s'il est retourné au banc des avocats après que le greffier l'avait pris à part pour l'avertir de la nécessité de produire ses références, c'est parce que, le greffier ayant cru pouvoir déroger à la règle pour cette fois, il ne s'attendait pas à ce que le magistrat se montrât moins conciliant.
Dans son Autobiographie de 1927, Gandhi dira que, le magistrat lui ayant demandé d'enlever son turban, il avait refusé de le faire et quitté le tribunal. Dans ce récit, Gandhi ne dit pas qu'il avait dû quitter le banc des avocats parce qu'il ne s'était pas accrédité comme tel.
N. Sanghavi relève que la version tardive de Gandhi n'est pas en harmonie avec les deux documents d'époque, qui ne permettent pas de conclure à un incident racial. G. B. Singh et T. Watson, auteurs hostiles à Gandhi, font la même remarque.

#### L'incident du train
Gandhi a également raconté avoir été victime d'un incident racial dans le train qui le conduisit de Durban (Natal) à Pretoria (Transvaal), quelques jours après son arrivée en Afrique du Sud, et donc fin mai ou début juin 1893. Cet incident semble n'être connu que par les récits qu'en a faits Gandhi. Selon son Autobiographie de 1927, Abdulla Sheth, un des Indiens établis en Afrique du Sud pour qui Gandhi va travailler, lui achète un billet de train de première classe pour la première partie du voyage, qui se fera au Natal, et l'avertit qu'au Transvaal, contrairement à ce qui est le cas au Natal, les Indiens ne sont pas autorisés à voyager en première ou en seconde classe. « L'usage, raconte Gandhi, était de payer cinq shillings supplémentaires si on avait besoin d'une literie. Abdulla Sheth insista pour que je commande une literie, mais par obstination et fierté, ainsi que pour épargner cinq shillings, je refusai. » À la gare de Pietermaritzburg (capitale du Natal, et donc toujours dans la partie du trajet où les Indiens peuvent voyager en première classe), un employé du chemin de fer distribue les literies. Gandhi n'en prend pas, disant qu'il a la sienne. Après que l'employé a quitté le compartiment, un passager arrive et toise Gandhi. Gandhi, dans son récit, ne prête aucune parole à ce passager, mais affirme : « Il vit que j'étais un homme de couleur. Cela le dérangeait. » Le passager va alerter des employés de la compagnie et un de ceux-ci dit à Gandhi d'aller dans le fourgon à bagages. Le récit de Gandhi n'indique pas quel motif l'employé alléguait et ne lui fait exprimer aucun propos racial. Gandhi refuse de quitter le compartiment et un policier le fait descendre de force à la gare de Pietermaritzburg. Gandhi passe la nuit à la gare et, le lendemain matin, il envoie des télégrammes au directeur général de la compagnie du chemin de fer et à Abdulla Sheth, qui intervient auprès du directeur général. Celui-ci justifie la conduite des employés (Gandhi ne dit pas par quels arguments), mais donne des instructions pour que Gandhi puisse poursuivre son voyage avec un jour de retard. Cette fois, Gandhi achète le ticket de literie qu'il avait refusé de commander à Durban. G. B. Singh et T. Watson, dans un livre consacré principalement à mettre en doute l'incident du train tel que raconté par Gandhi, se demandent si ses ennuis, au lieu d'avoir la cause raciale que Gandhi prétend, ne provenaient pas en réalité de ce qu'il était en infraction au règlement sur la literie.
La suite du voyage, telle que nous la connaissons par Gandhi, est marquée par d'autres incidents analogues.
Les incidents du turban et du train ont été décrits par plusieurs biographes comme un tournant de sa vie et ils lui servirent ensuite de catalyseur pour son militantisme. C'est en étant témoin direct de l'intolérance, du racisme, des préjugés et de l'injustice contre les Indiens d'Afrique du Sud que Gandhi commence à réfléchir au statut de son peuple et à sa propre place dans la société. Gandhi réagit par de premières protestations. Ainsi, il écrit une lettre à la direction des chemins de fer du Transvaal et obtient que les Indiens « convenablement habillés » puissent voyager en première et en seconde classe,.

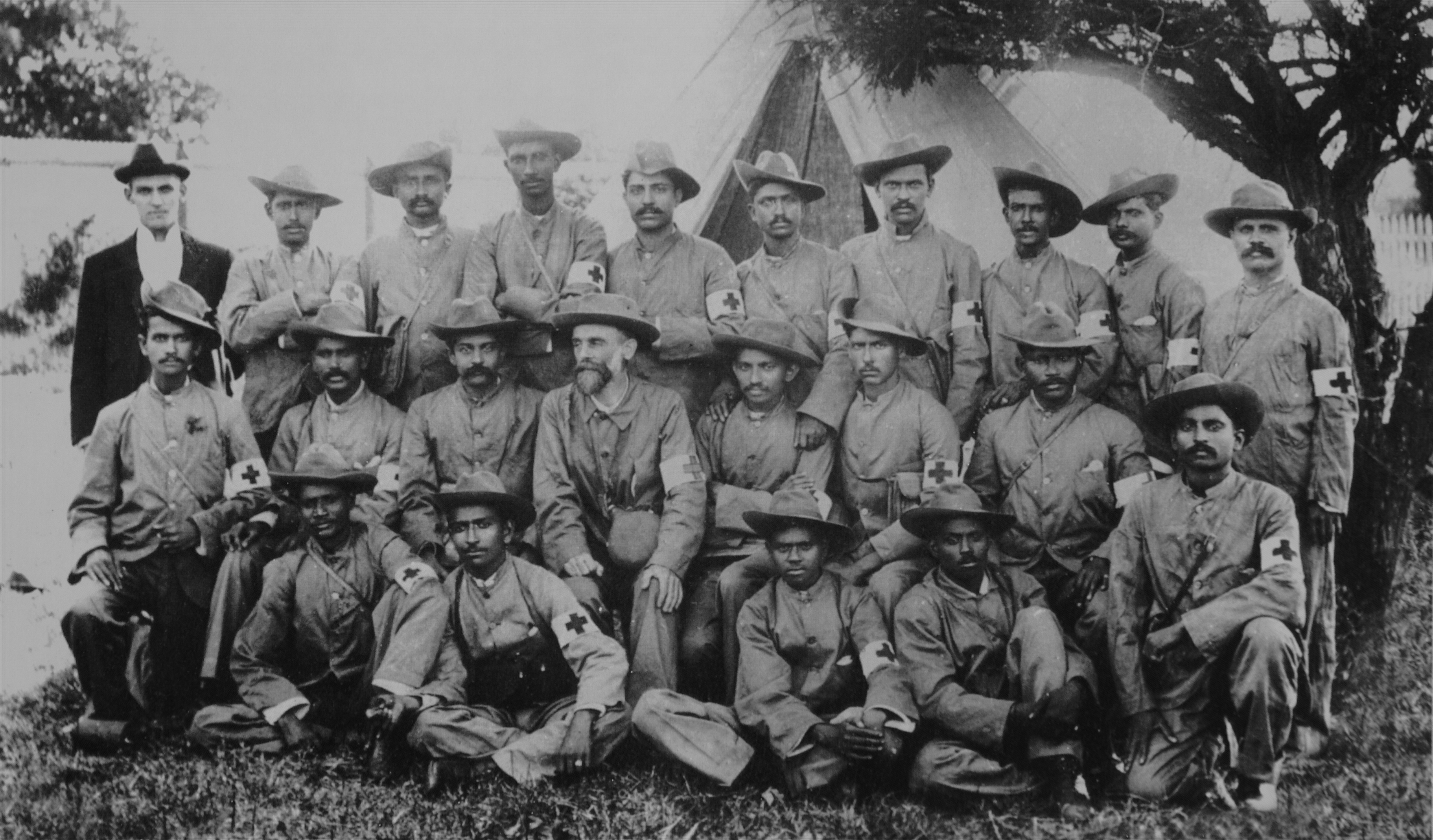
Gandhi durant la guerre des Boers (2e rang, 3e en partant de la droite).

#### Lutte légaliste contre des projets de loi défavorables aux Indiens
À la fin de son contrat, Gandhi se prépare à rentrer en Inde. Cependant, lors d'une fête d'adieu en son honneur, il remarque un article de journal selon lequel des membres de l'assemblée du Natal préparent une loi (Franchise Amendment Bill) retirant le droit de vote aux Indiens (voir Indiens d'Afrique du Sud). Selon le récit que Gandhi donnera plus tard dans son Autobiographie, c'est lui qui alerte ses hôtes, car les Indiens, même aisés, se considèrent comme incompétents en politique. Maureen Swan note cependant que l'autobiographie de Gandhi est très romancée et qu'en réalité, tout indique que, dès avant l'arrivée de Gandhi en Afrique du Sud, les Indiens de la classe aisée étaient conscients de leurs intérêts politiques en tant qu'Indiens. Les hôtes de Gandhi lui demandent de rester pour les aider comme juriste à combattre ce projet de loi. Il fait circuler plusieurs pétitions, adressées au gouvernement du Natal et au gouvernement britannique. Bien qu'incapable d'empêcher le vote de la loi, sa campagne permet d'attirer l'attention sur les difficultés des Indiens en Afrique du Sud.
À la prière de ses partisans, il accepte de rester dans la région pour continuer à défendre les droits des Indiens, mais, pour garder son indépendance, il refuse que ses actions politiques soient rémunérées. Il demande donc qu'on lui assure des revenus à titre d'honoraires pour des causes privées, ce que font une vingtaine de marchands. Il loue une maison de deux étages au bord de la mer à Durban : c'est pour lui une question de prestige et il veut lutter contre un préjugé selon lequel les Indiens sont avares. Il fonde en 1894 le Natal Indian Congress, prenant lui-même le poste de secrétaire. Cette organisation transforme la communauté indienne en une force politique homogène, publiant des preuves de la ségrégation britannique en Afrique du Sud : limitation de l'immigration indienne au Natal (Immigration Law Amendment Bill, Immigration Restriction Act de 1897) et plus tard au Transvaal, loi imposant aux Indiens de donner leurs empreintes digitales pour obtenir un permis de circuler (Black Act).
Pendant plus de dix ans, les actions de Gandhi contre les lois de discrimination envers les Indiens seront menées par des moyens traditionnels et tout à fait légaux : pétitions au pouvoir et appels à l'opinion par voie de presse.

#### Émeute organisée contre Gandhi et l'immigration indienne
En juin 1896, Gandhi séjourne quelques mois en Inde, d'une part pour emmener sa femme et ses enfants vivre avec lui au Natal et d'autre part pour inciter des avocats indiens à venir y exercer leur profession. Il est en outre mandaté par des dirigeants de la communauté indienne du Natal pour faire connaître en Inde les griefs des Indiens vivant en Afrique du Sud. Son voyage est payé par le Natal Indian Congress.
En Inde, il publie une brochure exprimant les doléances des Indiens d'Afrique du Sud ; il y dit notamment qu'au Natal, les employés du chemin de fer peuvent traiter les Indiens comme des bêtes. La brochure fait du bruit en Inde, ce qu'on apprend au Natal par une dépêche de l'agence Reuters en date du 14 septembre 1896. Au vu du résumé de la brochure donné par cette dépêche, la presse du Natal s'indigne contre Gandhi, mais concède très tôt que le résumé caricature la brochure.
Un second ordre de faits contribue à tourner certains esprits contre Gandhi. À cette époque, quatre lignes maritimes dont les propriétaires sont indiens apportent chacune, quatre fois par an, 300 ou 400 Indiens en Afrique du Sud, ce qui donne à des Blancs le sentiment d'être envahis. Le bateau qui ramène Gandhi en décembre 1896, et qui appartient à son ami Abdullah, est accompagné d'un autre bateau qui, lui, appartient à une compagnie dont la firme d'Abdullah est l'agent. Ces bateaux transportent à eux deux environ huit cents passagers. Gandhi est vu comme organisant l'invasion. À cela s'ajoute qu'au mois d'août, la Tongaat Sugar Company avait essayé de faire venir au Natal des ouvriers qualifiés indiens qui recevraient des salaires très inférieurs au cours du marché du travail. Des ouvriers blancs s'y étaient opposés par des meetings massifs, dénonçant la rapacité des capitalistes et la concurrence déloyale des ouvriers indiens qui, selon eux, acceptaient de vivre dans des conditions indignes pour supplanter les Blancs. Le projet avait été abandonné, mais la colère se rallume maintenant contre Gandhi.
Pendant que les deux bateaux sont en quarantaine, une réunion publique est tenue à l'hôtel de ville de Durban. Devant un auditoire de 2 000 personnes, formé principalement d'artisans, des agitateurs exigent le renvoi en Inde de tous les passagers candidats à l'immigration. Les autorités sympathisent avec les mécontents et cherchent à faire pression sur les arrivants en prolongeant leur quarantaine et en les invitant à retourner chez eux aux frais du Natal, mais, encouragés par Gandhi, les passagers restent fermes. Les autorités, n'ayant aucun moyen légal de refuser l'entrée à des sujets britanniques, décident de les laisser accoster.
Quand Gandhi débarque le 13 janvier 1897, il est attaqué par une foule de Blancs et de Noirs. La presse sud-africaine, selon laquelle ces Noirs ont été amenés par les meneurs blancs, dénonce l'irresponsabilité de ces derniers, compte tenu notamment des sentiments mutuels peu amicaux des Noirs et des Indiens. Les émeutiers menacent de lyncher Gandhi, mais il est protégé par les autorités,. Une première indication des valeurs qui donneront forme à ses futures campagnes est son refus de porter plainte contre ses assaillants, en précisant que c'était un de ses principes de ne pas résoudre des problèmes personnels devant une cour de justice.

#### Participation à la deuxième guerre des Boers
Au début de la Deuxième Guerre des Boers, en 1899, Gandhi déclare que les Indiens doivent soutenir l'effort de guerre s'ils veulent légitimer leur demande de citoyenneté. Il organise un corps d'ambulanciers volontaires de 300 Indiens libres et de 800 coolies indiens, appelé le Indian Ambulance Corps, une des rares unités médicales qui secouraient les Sud-Africains noirs. Gandhi lui-même est porteur de civière à la bataille de Spion Kop. Il est décoré à cette occasion. Malgré tout, à la fin de la guerre, la situation des Indiens ne s'améliore pas, et continue même à se détériorer.

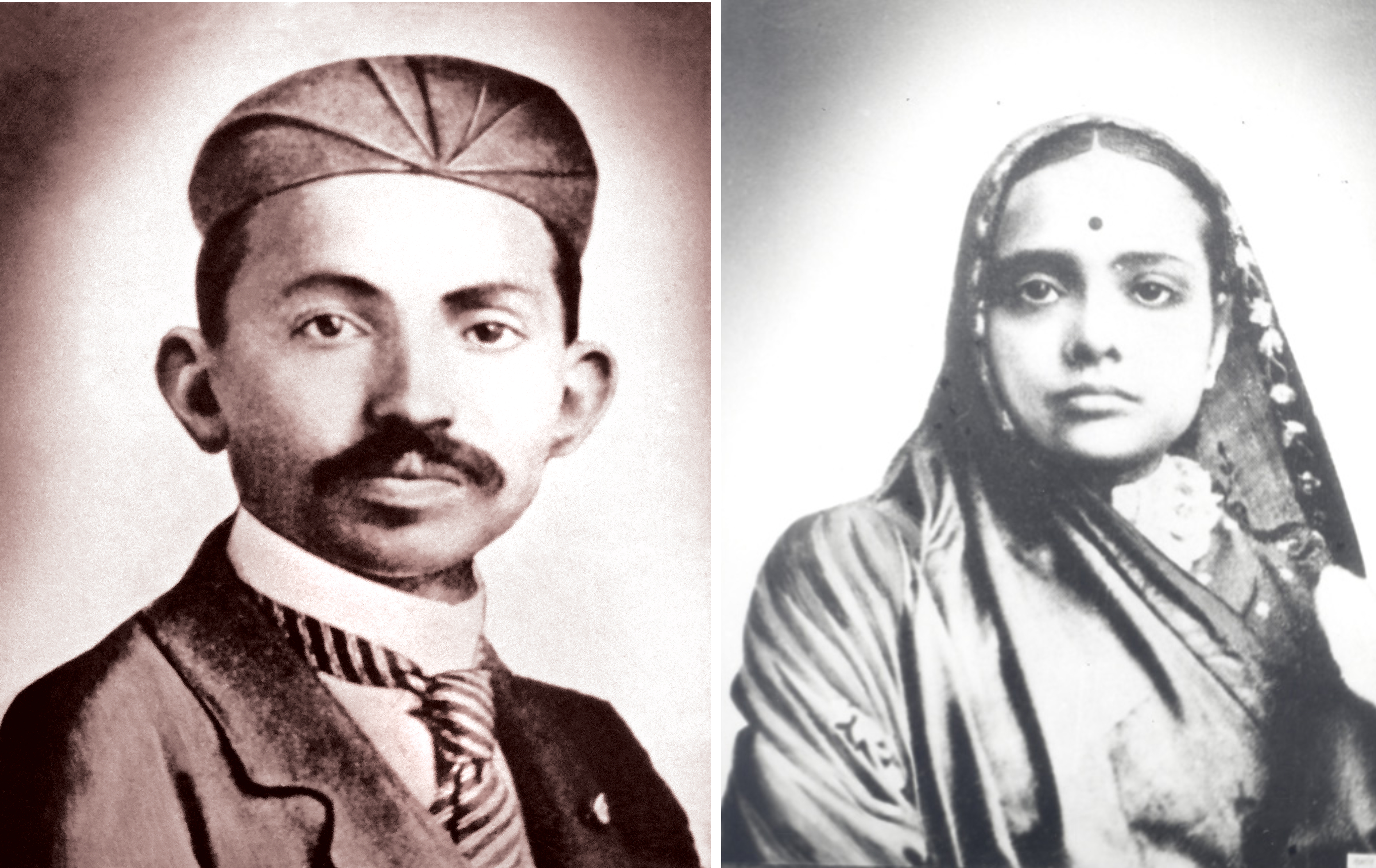
Gandhi et sa femme Kasturba (1902).

#### Loi d'enregistrement
En 1906, le gouvernement du Transvaal vote une nouvelle loi demandant l'enregistrement de toute la population indienne. Lors d'une rencontre de protestation à Johannesbourg le 11 septembre 1906, Gandhi met en pratique pour la première fois sa méthodologie du satyagraha (attachement à la vérité), ou protestation non violente, dont il avait exposé la théorie en 1904. Il appelle ses compagnons indiens à défier la nouvelle loi et à subir les punitions qui en résulteraient au lieu de résister par la violence. Il s'inspire en cela des préceptes de son ami indien Shrimad Rajchandra, un ascète jaïn avec lequel il correspond jusqu'à la mort de celui-ci, et considéré comme son premier gourou, c'est-à-dire maître spirituel.
Ce plan est adopté, ce qui mène à une lutte de sept ans au cours de laquelle des milliers d'Indiens et de Chinois sont emprisonnés (incluant Gandhi lui-même en de nombreuses occasions), fouettés ou même abattus pour avoir fait grève, refusé de s'enregistrer, brûlé leur carte d'enregistrement ou avoir résisté de manière non violente. C'est durant cette période que Gandhi entame une correspondance avec Léon Tolstoï, où ils échangent leurs vues sur la non-violence et la politique globale jusqu’à la mort de l’écrivain russe. La désobéissance civile culmine en 1913 avec une grève des mineurs et la marche des femmes indiennes.
Bien que le gouvernement sud-africain réprime les manifestants indiens avec succès, l'opinion publique réagit violemment aux méthodes extrêmement dures employées contre les manifestants asiatiques pacifiques. Finalement le général Jan Christiaan Smuts est forcé de négocier un compromis avec Gandhi. Les mariages non chrétiens redeviennent légaux et une taxe de trois livres, qui représentait six mois de salaire, imposée aux Indiens qui voulaient devenir des travailleurs libres (c'est-à-dire les coolies) est abolie.

#### Attitude de Gandhi envers les populations noires
Plusieurs auteurs ont noté le mépris souvent exprimé par Gandhi envers les Noirs (qu'il appelle Kaffirs) durant son séjour en Afrique du Sud, voire des préjugés racistes qu'il abandonnera à sa maturité. Le procès fut instruit de façon assez détaillée par G. B. Singh (en) en 2004, puis par deux universitaires sud-africains, A. Desai et G. Vahed en 2015.
À l'époque de l'arrivée de Gandhi en Afrique du Sud, il y a au bureau de poste de Durban deux entrées, une pour les Blancs et une pour les Noirs et les Asiatiques. Les Indiens considèrent comme un outrage d'être mis au même niveau que les Noirs. Le Natal Indian Congress pétitionne et dans un rapport d'activités de cet organisme, Gandhi annonce en août 1895 un résultat qu'il considère comme « non insatisfaisant » : il y aura désormais trois entrées, une pour les Blancs, une pour les Asiatiques et une pour les Noirs.
En 1896, Gandhi proteste contre la mise sur le même pied de l'Indien et du Noir paresseux. Les Européens « désirent nous dégrader au niveau du Cafre grossier dont l'occupation est de chasser et dont la seule ambition est de réunir un certain nombre de têtes de bétail pour acheter une femme et passer ensuite sa vie dans l'indolence et la nudité. » Un arrêté du Natal, qui impose l'enregistrement des domestiques noirs ou « appartenant aux races non civilisées d'Asie » est, selon Gandhi, justifié à l'égard des Noirs, qui en sont encore à apprendre la dignité et la nécessité du travail, mais non à l'égard des Indiens, qui savent ces choses et qu'on fait venir parce qu'ils les savent. Gandhi relève d'ailleurs que le surintendant de police de Durban, R.C. Alexander, n'applique pas cet arrêté aux Indiens. En 1904 et en 1905, Gandhi fait la même distinction entre « les indigènes qui ne veulent pas travailler » et les Indiens « convenables, travailleurs et respectables ».
En 1905, un journal ayant reproché aux Indiens de dissimuler des cas de maladies contagieuses dont la déclaration est obligatoire, Gandhi se dit persuadé qu'une comparaison entre Européens et Indiens de même classe sociale ne révélerait aucune différence à cet égard mais il ajoute que tant qu'on ne pratiquera pas dans les hôpitaux une double ségrégation, entre Indiens et Noirs d'une part, entre Indiens de religions et de castes différentes d'autre part, les salutaires mesures de l'administration rencontreront des obstacles. Maureen Swan observe que cette revendication de Gandhi diffère peu de la ségrégation entre Blancs et non-Blancs voulue par le pouvoir blanc.
Le petit-fils de Gandhi, tout en reconnaissant que celui-ci se montrait souvent méprisant envers les Noirs, note qu'il lui arrivait de tenir un discours plus respectueux. Le 18 mai 1908, invité par la Young Men's Christian Association (YMCA) de Johannesbourg à participer à un débat sur la question « Les races asiatiques et de couleur sont-elles une menace pour l'Empire ? », Gandhi, sans faire allusion à ses propres réclamations ségrégationnistes des années passées, déclare : « Je n'ai certainement jamais été capable de trouver la moindre justification à la barrière entre couleurs. […] Il me semble que les Africains et les Asiatiques ont été utiles à l'Empire dans son ensemble ; il est difficile de se représenter l'Afrique du Sud sans les races africaines. […] Et comment les races africaines seraient-elles une menace ? Elles sont encore au stade de l'apprentissage (They are still in the history of the world’s learners). Physiquement aptes et intelligentes comme elles le sont, elles ne peuvent qu'être un atout pour l'Empire. Je crois avec M. Creswell qu'il n'y a pas lieu de protéger les Africains. Nous ne voulons pas de protection pour eux, sous quelque forme que ce soit, mais je crois ceci : ils ont droit à la justice, à un traitement équitable et non une faveur. […] Si nous regardons vers l'avenir, n'est-ce pas un héritage que nous devons léguer à la postérité que toutes les différentes races se mélangent et produisent une civilisation que le monde n'a peut-être pas encore vue ? ».

#### Participation à la guerre contre les Zoulous rebelles
En 1905, le gouvernement du Natal est confronté à de grosses difficultés financières et décide d'augmenter les impôts, aussi bien ceux des Blancs et des Asiatiques que ceux des Noirs (Zoulous). En janvier et février 1906, quand la nouvelle taxe est collectée à travers tout le pays, des Noirs se rebellent : c'est la rébellion zouloue, appelée aussi rébellion de Bambatha. Après que les troubles ont causé la mort de trois Blancs (un fermier et deux policiers), le gouvernement décrète la loi martiale le 10 février 1906. Les révoltés sont bientôt des milliers.
Un bon nombre de Noirs, toutefois, désapprouvent la rébellion. C'est par exemple le cas du représentant zoulou John Dube, qui estime que les Noirs doivent provisoirement faire abstraction de leurs griefs (légitimes, selon lui) pour aider le gouvernement à réprimer la révolte.
Gandhi, qui en novembre 1905 avait réclamé pour les Indiens du Natal « un entraînement complet à un véritable service militaire », plaide en mars 1906 pour que le gouvernement permette une participation indienne à la répression de la révolte zouloue. Puisque les Indiens n'ont pas reçu d'instruction militaire, ils feraient un service non armé.
En avril, s'adressant aux Indiens pour les exhorter à former un corps d'ambulanciers, Gandhi insiste pour que toute considération de justice soit écartée : « Ce n'est pas à nous de dire si la révolte des Cafres est justifiée ou non. […] Comme nous le montre le cas des douze Cafres [exécutés comme coupables du meurtre de deux policiers], toute justice que nous pourrions chercher ne nous viendrait finalement que du gouvernement local. » Le Natal Indian Congress offre les services des Indiens au gouvernement. En mai, Gandhi décrit la rébellion comme menaçant l'Afrique du Sud tout entière et argue que si les Indiens restent à l'écart dans un tel danger, ils feront mauvaise impression. En réponse à certaines critiques auxquelles la presse a fait écho, Gandhi reconnaît que les Indiens ne sont pas indifférents à l'estime que peut leur valoir le fait de se tenir « épaule contre épaule avec leurs compagnons colons » et à l'amélioration de leur statut légal qui peut en résulter, mais il proteste que leur offre de soutien au gouvernement est inconditionnelle et inspirée par le seul sentiment du devoir. Fin mai, le gouvernement accepte la formation d'un corps de vingt brancardiers indiens. Gandhi fait campagne pour que les Indiens qui ne vont pas au front aident financièrement les soldats gouvernementaux. Il soutient aussi qu'à l'avenir, il ne faudra pas en rester à un corps de brancardiers, mais obtenir la constitution d'un corps permanent de volontaires indiens armés, qui recevront chaque année un entraînement militaire. Il y aura peu de risques de se battre, car les guerres sont rares : la dernière rébellion des Cafres date de plus de vingt ans. L'entraînement sera une sorte de pique-nique annuel, qui rapportera aux Indiens santé, perfectionnement moral (comme d'apprendre à obéir sans discuter), respect de la part des Blancs et, vraisemblablement, avantages politiques. De toute façon, avantages politiques ou non, c'est un devoir.

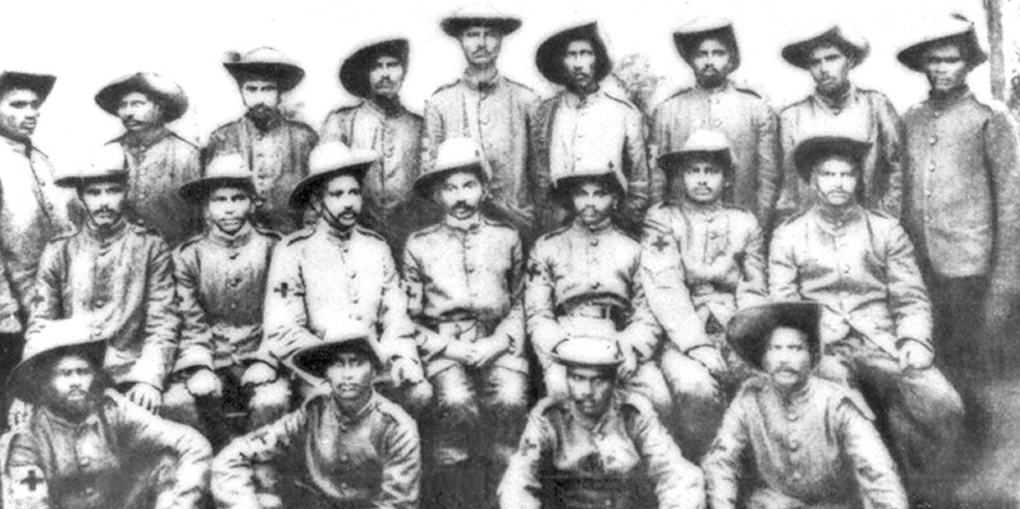
Le corps d'ambulanciers de Gandhi, lors de la rébellion zouloue.

Le corps de brancardiers entre en fonctions le 26 juin 1906. Il est dirigé par Gandhi, qui a le titre de sergent-major. Dans un récit des activités du corps qu'il publie à cette époque, Gandhi mentionne les diverses tâches assignées à ses hommes : approvisionnement en eau à partir d'un ruisseau voisin, désinfection du camp, tenue du registre d'infirmerie, transport des soldats britanniques blessés et, en deux circonstances, soins à des Noirs : tout d'abord, trois ou quatre Indiens sont requis pour panser des Noirs rebelles qui ont été fouettés et, plus tard, les brancardiers sont chargés de transporter un Noir loyaliste sur qui un soldat a tiré par erreur. Dans ce dernier cas, une vingtaine de Noirs loyalistes sont désignés pour aider et guider les brancardiers ; c'est à ce sujet que Gandhi exprime la seule appréciation morale sur des Noirs qu'on trouve dans ce récit : « Les Noirs dont nous disposions se révélèrent très indignes de confiance et très obstinés. Sans une attention constante, ils auraient tout de suite lâché le blessé, et ils semblaient n'avoir aucun souci de leur compatriote souffrant ».
Les chefs rebelles se rendent le 14 juillet 1906 et le corps de brancardiers est dissous le 19.
Dans une lettre du 31 juillet 1906, Gandhi prône de nouveau la formation d'un corps permanent de volontaires indiens. Il précise cette fois que le service qui semble convenir le mieux aux Indiens est celui de brancardiers et d'infirmiers. Il ajoute qu'en accomplissant ce service, les Indiens devraient être armés pour leur propre défense.
En juillet 1906, le Gaelic American (en) et l'Indian Sociologist (en) qualifient la conduite de Gandhi de méprisable.
Le 4 août 1906, Gandhi répond à des protestations qui se sont élevées en Angleterre contre la dureté avec laquelle la rébellion zouloue a été réprimée. Il mentionne les peines très sévères infligées par les Britanniques aux Égyptiens qui se sont révoltés lors de l'incident de Denshawai et conclut qu'en comparaison, il n'y a pas de quoi s'indigner contre les autorités du Natal.
Plus tard, Gandhi expliquera son engagement dans le camp gouvernemental par la certitude qu'il avait alors du caractère bienfaisant de l'Empire britannique. Plusieurs auteurs ont d'ailleurs noté que, dans ses récits ultérieurs de sa participation à la répression de la rébellion, Gandhi donnera de sa conduite et de la conduite des soldats blancs envers les Noirs rebelles une description que ses textes contemporains de la révolte ne confirment pas. Ainsi, il dira dans son Autobiographie de 1927 que « de toute façon, j’étais de tout cœur avec les Zoulous et je fus ravi d’apprendre […] que l’essentiel de notre travail serait de soigner des blessés zoulous ». Alors qu'avant la constitution du corps de brancardiers, il avait pressé les Indiens de réagir face à l'extension de la révolte, il affirmera qu'en arrivant au front, il n'avait rien vu qui pût justifier le mot de « rébellion ». Et lui qui, en 1906, n'avait pas exprimé la moindre sympathie pour les Zoulous rebelles et avait déclaré les Zoulous loyalistes indignes de confiance, peindra dans son Autobiographie un touchant tableau de l'affection mutuelle entre Noirs et Indiens, mise en contraste avec l'odieux racisme des Blancs :

« [L'officier de santé] nous dit que les Blancs ne voulaient pas servir d'infirmiers aux Zoulous blessés, que les plaies de ceux-ci suppuraient et qu'il était à bout de ressources. Il salua notre arrivée comme un don du ciel à ces gens innocents […]. Les Zoulous furent ravis de nous voir. Les soldats blancs regardaient à travers la clôture qui nous séparait d'eux et essayaient de nous dissuader de soigner les plaies. Et comme nous refusions de les écouter, ils devinrent enragés et lancèrent des flots d'injures indescriptibles aux Zoulous. »

#### Relation singulière avec Hermann Kallenbach
En 1906, Gandhi fait à Johannesburg la connaissance d'Hermann Kallenbach, riche architecte juif allemand passionné de culturisme, qui sera un de ses plus fidèles confidents et compagnons de combat. À cette époque, qui est partiellement antérieure à celle où Gandhi formule son vœu de chasteté, les deux hommes cohabitent. Ils vivront ensemble pendant au moins sept ans à Johannesburg "presque dans le même lit", selon la formule de Kallenbach (l'épouse de Gandhi est restée en Inde). En 1995, dans une communication non publiée, James D. Hunt signala que la correspondance entretenue par les deux hommes dans leur jeunesse manifestait la nature, selon lui, clairement homoérotique mais non homosexuelle de leurs relations. Thomas Weber, dans un livre de 2004, fit écho à la communication de Hunt. Cette question vint à la connaissance du grand public en 2011, quand Joseph Lelyveld, dans une biographie de Gandhi intitulée Great Soul: Mahatma Gandhi and His Struggle with India, publia des extraits de la correspondance privée de Gandhi avec Kallenbach. Plusieurs médias ou historiens ont interprété ces lettres comme révélatrices d'une histoire d’amour homophile ou homosexuelle entre les deux hommes de 1908 à 1915, histoire poursuivie par correspondance après le retour de Gandhi en Inde. Bien que l'homosexualité de Kallenbach soit attestée, Lelyveld est plus nuancé dans son interprétation, considérant que les mots d'amour échangés pourraient être homophiles ou bien seulement de l'ordre d'un certain mysticisme. Graham Smith, dans un article du Mail Online, signale que Gandhi, sans qu'on sache bien ce qu'il entendait par là, écrivit dans cette correspondance que la vaseline et le coton lui rappelaient constamment Kallenbach. Dans son livre Global Gay, Frédéric Martel, qui a eu accès à Johannesburg à cette correspondance privée et en publie des extraits, a également relevé les formules de jalousie et un "serment d'amour" (un amour "d'une nature que le monde n'a jamais connue"), des éléments de possession physique (Kallenbach a "pris complètement possession de mon corps") et de nature sado-masochiste entre les deux hommes (ils se baptisent "Upper house" et "Lower house"). Cette polémique est telle que deux États de l'Inde (dont le Gujarat, son État natal) ont interdit la publication du livre Great Soul mais le gouvernement indien qui préparait une loi punissant de prison les insultes envers le « père de la Nation » a finalement renoncé à cette mesure. Tushar Gandhi, l'arrière petit fils de Gandhi, a pris la défense du livre peu avant que l'homosexualité ne soit définitivement dépénalisée en Inde.

### Combat pour l'indépendance de l'Inde (1915-1945)

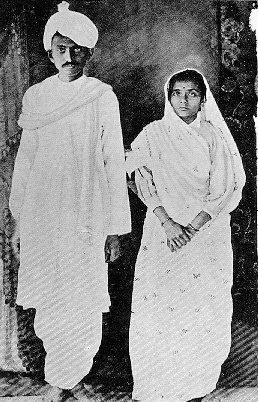
Gandhi et Kasturba en janvier 1915 après leur retour en Inde.

Lors de son retour en Inde, Gandhi découvre qu’il ne connaît pas son propre pays. Il décide alors de le parcourir de long en large, allant de village en village, afin de rencontrer l’âme indienne et connaître ses vrais besoins. En mai 1915, Gandhi fonde un ashram dans la banlieue d'Ahmedabad en Inde et l'appelle Satyagrah Ashram (aussi connu comme l'ashram de Sabarmati). Là logent 25 hommes et femmes qui font vœux de vérité, de célibat, d'ahimsa, de pauvreté, et de servir le peuple indien.
Il fait des discours lors de réunions du Congrès national indien et il est introduit en politique par Gopal Krishna Gokhale, qui est un des dirigeants les plus respectés du parti à cette époque. Après avoir rejoint la direction du Parti du congrès, il impose, selon le journaliste Tibor Mende, « sur un mouvement essentiellement laïc un voile de mysticisme religieux qui masquait les dures réalités économiques du peuple indien ».
Il précipite en 1917 l'abolition de l'engagisme des coolies, émigrés indiens qui travaillaient dans des conditions proches de l'esclavage dans les colonies anglaises et françaises. Gandhi avait rencontré pour la première fois des coolies en Afrique du Sud et avait lancé sa première pétition contre l'engagisme en 1894.

#### Champaran et Kheda

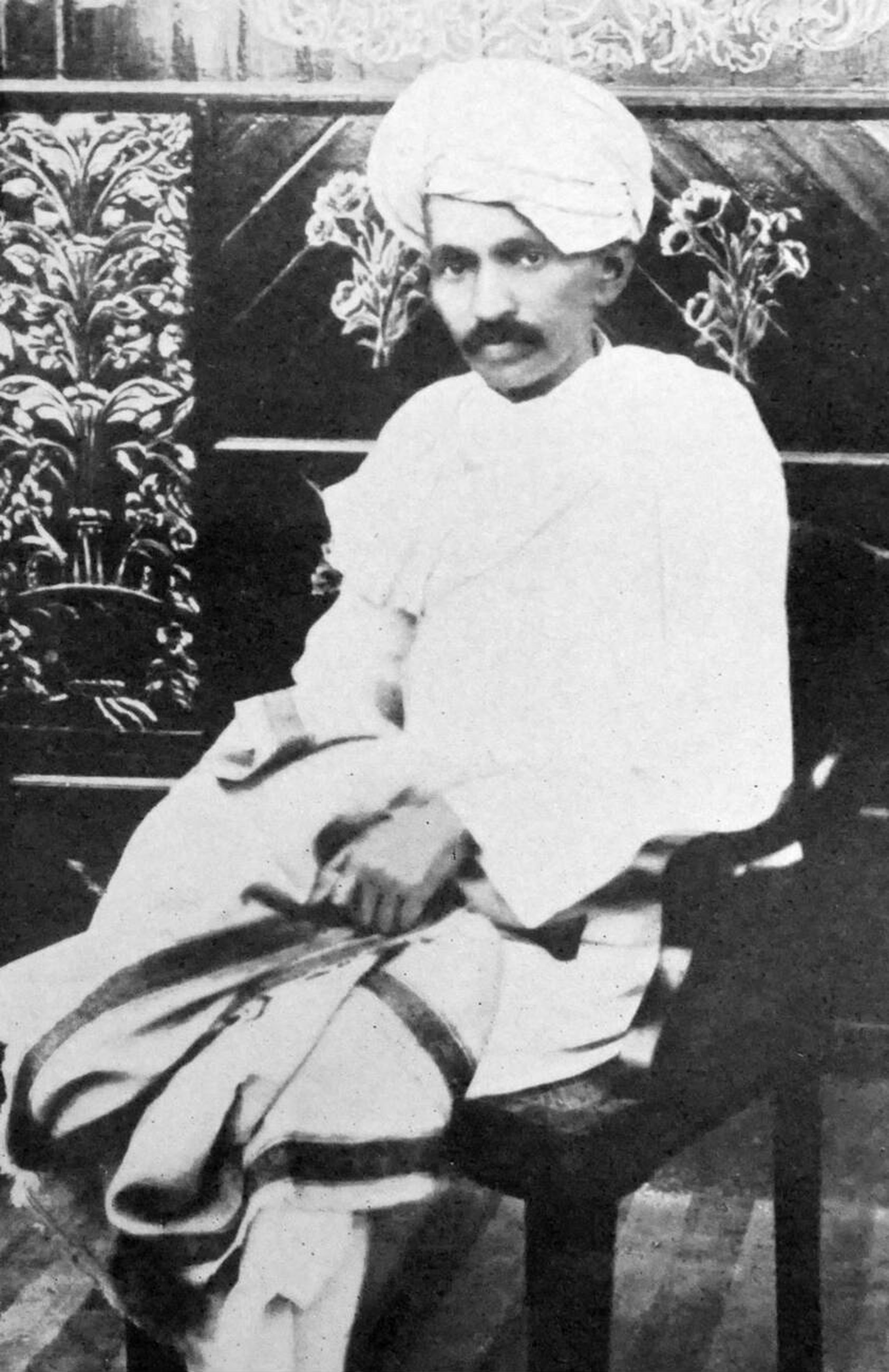
Gandhi en 1918, au moment des satyagrahas du Champaran et du Kheda.

La première réussite majeure de Gandhi vient en 1918 avec les satyagrahas du Champaran et du Kheda, bien que pour cette dernière, il soit impliqué de pair avec Sardar Vallabhbhai Patel, qui agit comme son bras droit et dirige des rebelles.
Au Champaran, un district de l'État du Bihar, il organise la résistance civique pour les dizaines de milliers de fermiers sans terres, pour les serfs et pour les petits propriétaires pauvres qui sont forcés de cultiver l'indigo et autres produits d'exportation au lieu de cultiver la nourriture nécessaire à leur subsistance. Opprimés par les milices des grands propriétaires britanniques pour la plupart, ils ne reçoivent que de maigres compensations, les laissant dans une pauvreté extrême. Les villages subissent des conditions d'hygiène déplorables et l'alcoolisme, la discrimination envers les intouchables et la purdah sont très répandus. Au cours d'une terrible famine, les Britanniques veulent encore augmenter l'une de leurs taxes, ce qui rend la situation désespérée.
À Kheda, au Gujarat, le problème est identique. Gandhi y établit un ashram, regroupant un grand nombre de partisans et de volontaires de la région. Il y mène une étude détaillée sur les villages, rendant compte des atrocités et des terribles conditions de vie. Gagnant la confiance des villageois, il dirige le nettoyage des villages, la construction d'écoles et d'hôpitaux et encourage les dirigeants locaux à condamner et éliminer les problèmes sociaux décrits plus haut.
Le pic de la crise vient quand il est arrêté par la police pour « trouble à l'ordre public », et il lui est demandé de quitter la province. Des centaines de milliers de personnes manifestent autour de la prison, des commissariats et des palais de justice demandant sa libération, ce que la justice accorde à contrecœur.
Gandhi mène des grèves et des manifestations contre les grands propriétaires qui, sous la direction du gouvernement britannique, signent un accord donnant plus de compensations et plus de contrôle sur la production aux fermiers pauvres, ainsi qu'une annulation de la taxe jusqu'à la fin de la famine. Si pour Gandhi les gains matériels de la victoire sont minimes, le fait que les paysans aient acquis une conscience politique est inestimable.
C'est à partir de cette époque que Gandhi est baptisé par le peuple Bapu (père) et Mahatma (Grande âme). Ce terme, qui est d'usage courant dans la culture sanskrite pour désigner tout être « magnanime », était aussi utilisé par Annie Besant chez les théosophes qu'elle dirigeait, pour lesquels un mahatma était une « grande âme » qui guide l'humanité. Dans le cas de Gandhi, on rapporte que c'est Rabindranath Tagore qui le premier le lui accorda, peut-être avec un peu d'ironie par rapport à un correspondant occidental qui comparait Gandhi à Jésus-Christ. Dans son autobiographie, Gandhi explique qu'il n'a jamais approuvé ce titre qui le dérangeait même,,.
Au Kheda, Patel représenta les fermiers et obtint la même victoire.
La célébrité de Gandhi s'étend alors à l'Inde entière.

#### Non-coopération
En mars et avril 1919, Gandhi organise un satyagraha pour protester contre le Rowlatt Act. Des heurts ont lieu entre les troupes de Gandhi et les autorités. Du 10 au 12 avril, des Indiens qui ont répondu à l'appel de Gandhi commettent des meurtres, des incendies et des pillages au détriment de civils européens dans la ville d'Amritsar, au Pendjab. Le 13 avril, les autorités britanniques font tirer, sans sommations, sur des Indiens qui, bravant l'interdiction des rassemblements de plus de cinq personnes, se sont amassés par milliers dans cette même ville d'Amristar. C'est ce qu'on appelle le massacre d'Amritsar.
Gandhi critique à la fois les violences du Royaume-Uni et celles des Indiens. Il écrit une résolution où il présente ses condoléances aux victimes civiles britanniques et condamne les émeutes. Elle est acceptée malgré un début d'opposition du parti, après que Gandhi expose sa position lors d’un discours émouvant où il met en avant son principe que toute violence est maléfique et injustifiable.
En 1921, Édouard VIII, qui était alors Prince de Galles, visite l'Inde. D'après ses souvenirs, publiés en 1947, Gandhi et ses suiveurs usèrent d'intimidation et de soudoiement pour dissuader la population d'assister aux apparitions publiques du prince ; ils répandirent le bruit que la police avait ordre de tirer sur les indigènes et que la nourriture traditionnellement offerte aux pauvres lors des visites princières serait empoisonnée. Le 19 novembre 1921, à Bombay, des parsis, des chrétiens et des juifs qui reviennent d'avoir salué le prince, sont attaqués par des non-coopérants. Ceux-ci tuent deux Européens, un Américain (William Francis Doherty) et deux parsis. Parmi les émeutiers, cinquante-trois sont tués. Le nom de Doherty nous est connu notamment par Harry Hubert Field, selon qui Gandhi essaya de payer la veuve de Doherty pour qu'elle ne publie pas le fait aux États-Unis.
C’est après ces massacres que Gandhi se concentre sur l'indépendance, ce qui devient la swaraj, c'est-à-dire une indépendance complète, aussi bien individuelle, spirituelle que politique en devenant le dirigeant exécutif pour le Parti du Congrès en décembre 1921. Sous sa direction, le congrès est réorganisé avec une nouvelle constitution, mentionnant le but de la swaraj. L'adhésion au parti est ouverte à tous ceux qui sont prêts à payer une participation symbolique. Une hiérarchie de comité est établie pour améliorer la discipline, transformant un parti élitiste en une organisation de masse, de dimension et de représentativité nationale.

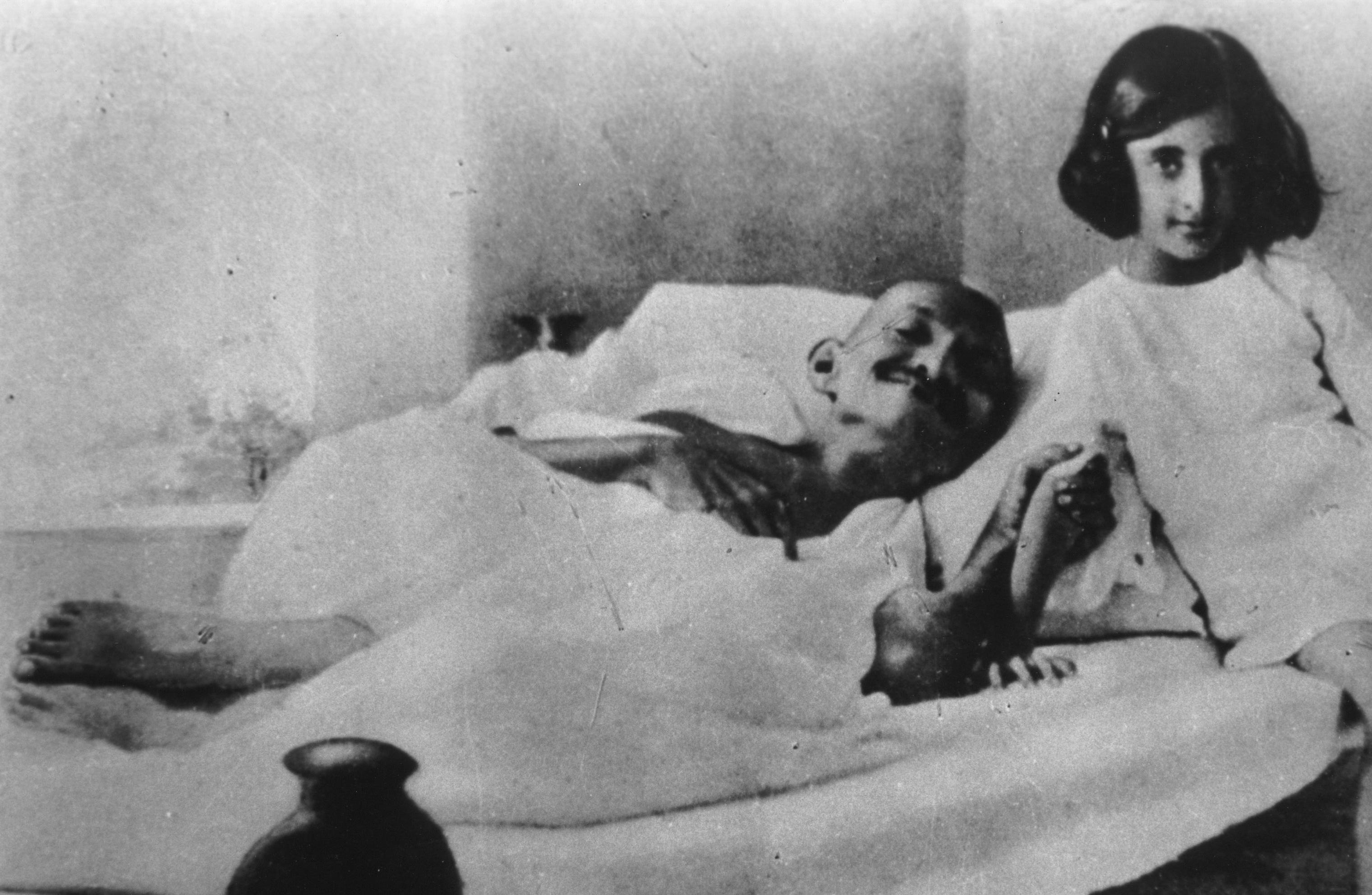
Gandhi jeûnant en 1924, et la jeune Indira Gandhi, fille de Nehru, qui deviendra plus tard Première ministre de l'Inde.

Gandhi étend son principe de non-violence au mouvement Swadeshi et sa politique de boycott aux marchandises étrangères, spécialement les produits anglais. Lié à cette politique, il demande que le khadi (vêtement fait maison) soit porté par tous les Indiens au lieu des textiles britanniques. Riches ou pauvres, hommes ou femmes, doivent filer chaque jour afin d'aider le mouvement d'indépendance.
Cette stratégie inculque discipline et attachement, afin d'éliminer les moins motivés ou les plus ambitieux. Elle permet aussi d'inclure les femmes au mouvement, à une époque où ce genre d'activité n'était pas considéré comme « respectable » pour les femmes. Gandhi appelle de plus au boycott des institutions judiciaires et scolaires, à la démission des postes gouvernementaux et au rejet des titres et honneurs britanniques.
La « non-coopération » bénéficie d'un grand succès, augmentant l'enthousiasme et la participation de toutes les couches de la société indienne. Au moment où le mouvement atteint son apogée, il s'arrête brusquement à la suite de violents affrontements dans la ville de Chauri Chaura, dans l'Uttar Pradesh, en février 1922. Craignant que le mouvement ne tourne à la violence, et convaincu que cela ruinerait toute son œuvre, Gandhi arrête la campagne de désobéissance civile.
Gandhi est arrêté le 10 mars 1922, sous l'inculpation de subversion. Le 12 mars, il prononce un discours devant le tribunal. Selon le texte de ce discours publié dans Young India (23 mars 1922), il déclare : « Il m'est impossible de me dissocier des crimes diaboliques de Chauri Chaura ou des atrocités insensées de Bombay et de Madras. [L'Avocat général] a tout à fait raison de dire qu'en tant qu'homme tenu à une conduite responsable, en tant qu'homme bien pourvu d'instruction et d'expérience de ce monde, j'aurais dû connaître les conséquences de chacun de mes actes. Je savais que je jouais avec le feu. J'ai couru le risque et si j'étais libéré, je referais la même chose ». C. Sankaran Nair, dans son livre Gandhi and Anarchy, publié en cette même année 1922, fait ce commentaire : « Un homme qui dit que s'il était libéré, il se conduirait de même tout en connaissant les conséquences de ses actes, n'est pas un chef sûr ». Gandhi est condamné le 18 mars à 6 ans de prison. Il ne fait que deux ans et est libéré en février 1924 après une opération de l'appendicite. Sans la personnalité unificatrice de Gandhi, le parti commence à se diviser pendant qu'il est en prison. Deux factions apparaissent : l’une, menée par Chitta Ranjan Das et Motilal Nehru, favorise la participation du parti aux organes législatifs, l'autre, menée par Chakravarti Rajagopalachari et Sardar Vallabhbhai Patel, s'y oppose.
De plus, la coopération entre hindous et musulmans, qui avait été forte pendant la campagne de non-violence commence à s'étioler. Gandhi essaye bien d'atténuer ces différences à travers divers moyens, incluant un jeûne de trois semaines en automne 1924, mais avec un succès limité.

#### Leswarajet la marche du sel (satyagraha)

Gandhi pendant la marche du sel.

Gandhi reste en dehors de toute agitation durant la plus grande partie des années 1920, préférant résoudre les différends entre le parti Swaraj et le Congrès national indien, et multipliant les initiatives contre la ségrégation des intouchables, l'alcoolisme, l'ignorance et la pauvreté.
Il retourne sur le devant de la scène en 1928. L'année précédente, le gouvernement britannique a nommé une nouvelle commission pour la réforme de la constitution qui ne comptait pas un seul Indien dans ses rangs. Le résultat est un boycott de la commission par tous les partis indiens. Gandhi appuie une résolution lors du congrès de Calcutta en décembre 1928 demandant au gouvernement britannique à choisir entre l'octroi du statut de protectorat à l'Inde ou faire face à une nouvelle campagne de non-violence pour une indépendance complète.
Gandhi atténue les opinions de plus jeunes comme Subhash Chandra Bose et Jawaharlal Nehru, qui veulent demander l'indépendance immédiate, mais il doit donner un délai d'un an aux Britanniques au lieu de deux comme il l'envisageait en compensation.
Comme les Britanniques ne répondent pas, le 31 décembre 1929 le drapeau indien est déployé à Lahore. Le 26 janvier 1930 est célébré par le parti du Congrès et par presque toutes les organisations indiennes comme jour de l'indépendance.
Tenant sa parole, Gandhi lance en mars 1930 une nouvelle campagne contre la taxe sur le sel, d'abord par la célèbre marche du sel depuis Ahmedabad vers Dandi du 12 mars au 6 avril 1930. Longue de 400 km, des milliers d'Indiens se joignent à la marche vers la mer afin de ramasser leur propre sel. Les Indiens investissent ensuite pacifiquement les dépôts de sel. Cette campagne est l'une des plus réussies mais l'Empire britannique réagit en emprisonnant plus de 60 000 personnes.

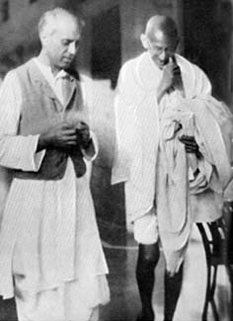
Gandhi et Nehru en 1929.

Le gouvernement, représenté par Lord Edward Irwin, décide de négocier avec Gandhi. Le Gandhi-Irwin Pact est signé en mars 1931. Le gouvernement britannique accepte de libérer tous les prisonniers politiques contre une suspension du mouvement de désobéissance civile. De plus, Gandhi est invité à une table ronde à Londres comme seul représentant du parti du Congrès. Il séjourne trois mois en Europe. Cette conférence est décevante pour Gandhi et les nationalistes car elle se concentre sur les princes et les minorités indiennes plutôt que sur un transfert de pouvoirs.
De plus, le successeur de Lord Irwin, Lord Willingdon, commence une nouvelle campagne de répression contre les nationalistes. Gandhi est à nouveau arrêté, et le gouvernement essaie de détruire son influence en l'isolant complètement de ses partisans.
Cette stratégie est un échec, car en 1932, à la suite de la campagne du dirigeant intouchable Bhimrao Ramji Ambedkar, le gouvernement accorde aux intouchables un statut électoral séparé selon la nouvelle constitution. En protestation, Gandhi fait un jeûne de six jours en septembre 1932, obligeant le gouvernement à adopter un accord plus équitable au travers de négociations avec Palwankar Baloo, le champion de cricket intouchable devenu dirigeant politique.
Cela marque le début d'une nouvelle campagne de Gandhi pour améliorer la vie des intouchables, qu'il appelait Harijans, les enfants de Hari (un des noms de Dieu). Le 8 mai 1933 Gandhi entame un jeûne de 21 jours pour aider le mouvement Harijan.
En juillet 1933, Gandhi dissout l'ashram de Sabarmati. Les conflits y avaient été fréquents et un scandale avait éclaté en 1929 : deux membres de l'ashram entretenaient des relations sexuelles illicites ; Chhaganlal Gandhi, un cousin de Mohandas chargé de gérer les finances de l'ashram, avait détourné des fonds pendant des années et même Kasturbai, la femme du Mahatma, avait (en récidive) gardé par-devers elle une somme destinée à l'ashram. Gandhi avait donné à la Bombay Chronicle une version des faits qui laissait penser que Kasturbai n'était en infraction qu'à un règlement intérieur de l'ashram et quelques jours plus tard, il s'était félicité dans une lettre d'avoir ainsi épargné à Kasturbai, à Chhaganlal et à d'autres « des accusations inutiles » (« needless accusations »). Quand, le 25 juillet 1933, il annonce la dissolution de l'ashram à l'Associated Press of India, il présente cette décision comme un sacrifice accompli en solidarité avec les Indiens en lutte contre la fiscalité foncière, mais Kathryn Tidrick note que plus tard, en 1935, il parlera de « l'échec de Sabarmati ».
Pendant l'été 1934, trois tentatives d'assassinat ont lieu contre lui.
Quand le parti du Congrès choisit de contester les élections et d’accepter le pouvoir en échange d’un statut de fédération pour l’Inde, Gandhi décide de quitter le parti. Il n'est pas en désaccord avec cette action du parti mais il pensait que s’il démissionnait, sa popularité cesserait d'étouffer les membres du parti, qui comprenait alors aussi bien des communistes, des socialistes, des syndicalistes, des étudiants, que des conservateurs religieux ou des libéraux.
Gandhi ne veut pas non plus devenir une cible pour la propagande britannique en menant un parti qui avait temporairement accepté un accord politique avec le colonisateur.
Gandhi retourne à la tête du parti en 1936 avec la présidence de Nehru. Bien qu’il veuille une concentration totale sur la réalisation de l'indépendance plutôt que de spéculer sur le futur de l'Inde, il n’empêche pas le congrès d'adopter le socialisme comme son but.
Gandhi a une confrontation avec Subhas Bose, qui est élu président en 1938. Les problèmes que Bose posait à Gandhi étaient son manque d'implication dans la démocratie et son manque de foi en la non-violence.
Bose gagne un deuxième mandat en dépit de l'opposition de Gandhi mais quitte le Congrès quand les dirigeants démissionnent en masse pour protester contre son abandon des réformes introduites par Gandhi.

#### Visite en Italie
À la suite de la deuxième table ronde de Londres tenue entre septembre et décembre 1931, Gandhi arrive en Italie où il rencontrera personnellement Benito Mussolini lors d'un voyage de plusieurs jours à Rome,.

#### La Seconde Guerre mondiale et la résolutionQuit India

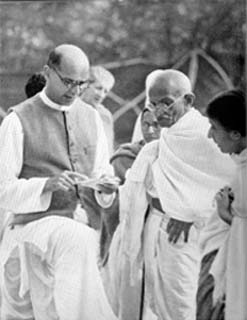
Mahadev Desai (à gauche) lisant une lettre à Gandhi de la part du vice-roi, à Birla House, Mumbai, le 7 avril 1939.

Quand la Seconde Guerre mondiale éclate en 1939, Gandhi favorise l'offre d'un « appui moral non violent » à l'effort de guerre britannique, mais les autres dirigeants du Congrès sont offensés par l'implication unilatérale de l'Inde dans la guerre, sans la consultation des représentants du peuple. Tous les membres du congrès démissionnent en masse.
Après de longues délibérations, Gandhi déclare que l'Inde ne peut pas participer à une guerre ayant pour but la liberté démocratique, alors que cette liberté est refusée à l'Inde elle-même.
Comme la guerre progresse, Gandhi augmente ses demandes pour l'indépendance, écrivant une résolution appelant les Britanniques à quitter l'Inde : Quit India. C’est pour Gandhi et le parti du Congrès la révolte la plus radicale destinée à rejeter les Britanniques hors des terres indiennes.
Gandhi est critiqué par certains membres du Congrès et d'autres groupes politiques aussi bien pour ou contre les Britanniques. Certains pensent que s'opposer au Royaume-Uni au moment de cette guerre totale est immoral, d'autres trouvent que Gandhi ne va pas assez loin. Quit India devient le mouvement le plus fort dans l'histoire de la lutte pour l'indépendance.

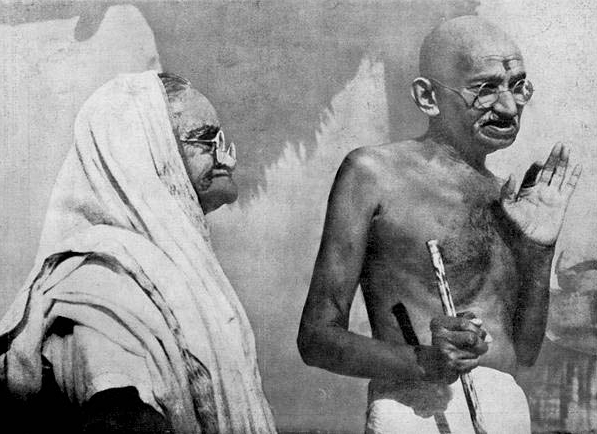
Gandhi et Kasturba à l'ashram de Sevagram, janvier 1942.

Gandhi et ses partisans disent clairement qu'ils ne participeront pas à l'effort de guerre à moins que l'Inde ne devienne immédiatement indépendante. En avril 1942, Gandhi rencontre Tchang Kaï-Chek à Calcutta pour discuter du rôle de leurs pays respectifs dans la guerre. Dans l'été 1942, Gandhi appelle à une grève générale pour forcer les Britanniques à quitter l'Inde. Il précise que le mouvement ne s’arrêtera pas même si des actes de violence individuels sont commis, disant que « l'anarchie ordonnée » autour de lui était « pire que la vraie anarchie ». Il appelle tous les Indiens et membres du Congrès à maintenir la discipline de l'ahimsa, et Karo Ya Maro (faire ou mourir) pour la cause de la liberté ultime. Gandhi et tout le comité dirigeant du Congrès sont arrêtés à Bombay par les Britanniques le 9 août 1942. Des indépendantistes, membres et non-membres du Congrès, lancent une vague de violences contre les Britanniques, détruisent ou endommagent des centaines de bâtiments gouvernementaux, rompent des voies de communication et tuent des employés du Raj. Deux mille cinq cents indépendantistes sont tués ou blessés par la police, plus de soixante-six mille autres sont arrêtés.
Gandhi est détenu deux ans dans le palais de l'Aga Khan à Pune. C’est là qu'il subit les deux coups les plus terribles de sa vie personnelle. D'abord son conseiller, âgé de 42 ans, Mahadev Desai meurt d'un arrêt cardiaque six jours après sa détention. Puis sa femme Kasturba, qui avait toujours été solidaire et engagée auprès de lui, meurt après 18 mois d'emprisonnement d'une crise cardiaque à la suite d'une pneumonie.
Gandhi est relâché le 6 mai 1944 parce qu'il doit subir une opération à cause de sa santé déclinante. Les Britanniques ne veulent pas qu'il meure en prison et soulève ainsi l'Inde entière. Bien que la répression violente du mouvement par les forces britanniques ait amené un calme relatif en Inde à la fin de 1943, Quit India réussit tous ses objectifs. À la fin de la guerre, le Royaume-Uni donne des indications claires annonçant que le pouvoir sera transféré aux mains des Indiens. Gandhi demande alors d'arrêter la lutte à la direction du Congrès et environ 100 000 prisonniers politiques sont relâchés.

### La libération et la partition de l'Inde (1945-1947)

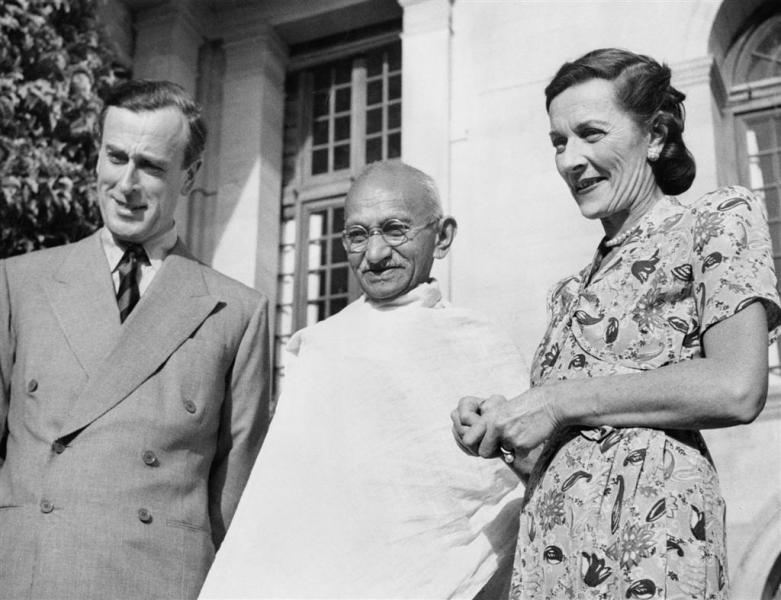
Gandhi entouré de Lord et Lady Mountbatten (1947).

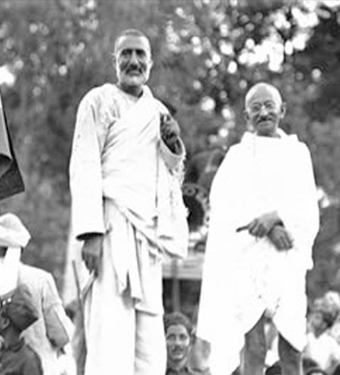
Khan Abdul Ghaffar Khan avec le Mahatma Gandhi en 1930. Très proche de Gandhi, Khan conduisit l'opposition non-violente contre le Raj britannique et fut un musulman fortement opposé à la partition de l'Inde.

Nommé le 24 mars 1947 vice-roi et gouverneur général des Indes, Lord Mountbatten a la lourde tâche de préparer l'indépendance. Gandhi conseille au Congrès de rejeter les propositions offertes par le British Cabinet Mission en 1946, car il se méfie du regroupement proposé pour les États à majorité musulmane qu'il considère comme un début de partition. Cependant, c’est l’une des rares fois où le Congrès rejette son avis (mais pas son autorité), car Nehru et Patel savent que si le Congrès n'approuve pas le plan, le contrôle du gouvernement passerait aux mains de la Ligue musulmane.
Entre 1946 et 1947, plus de 5 000 personnes sont tuées dans des violences inter-communautaires. Des millions de gens sont déplacés de force afin d’homogénéiser l’implantation des populations selon leurs croyances. Gandhi est viscéralement opposé aux plans qui sépareraient l'Inde en deux pays différents. Beaucoup de musulmans en Inde vivaient aux côtés d'hindous ou de sikhs et étaient en faveur d'une Inde unie. Mais Muhammad Ali Jinnah, le dirigeant de la Ligue musulmane, est très populaire dans les États du Pendjab, Sind, NWFP et Bengale Est.
La partition est approuvée par la direction du Congrès comme le seul moyen d'éviter une guerre civile à grande échelle entre musulmans et hindous. Ils savent que Gandhi rejettera catégoriquement cette partition, et il est impossible pour le Congrès d'avancer sans son accord car la popularité de Gandhi dans le parti et dans toute l'Inde est immense. Les collègues les plus proches de Gandhi ont accepté la partition comme meilleure solution et Sardar Patel entreprend de l'en convaincre. C'est un Gandhi dévasté qui donne son accord pour éviter la guerre civile.

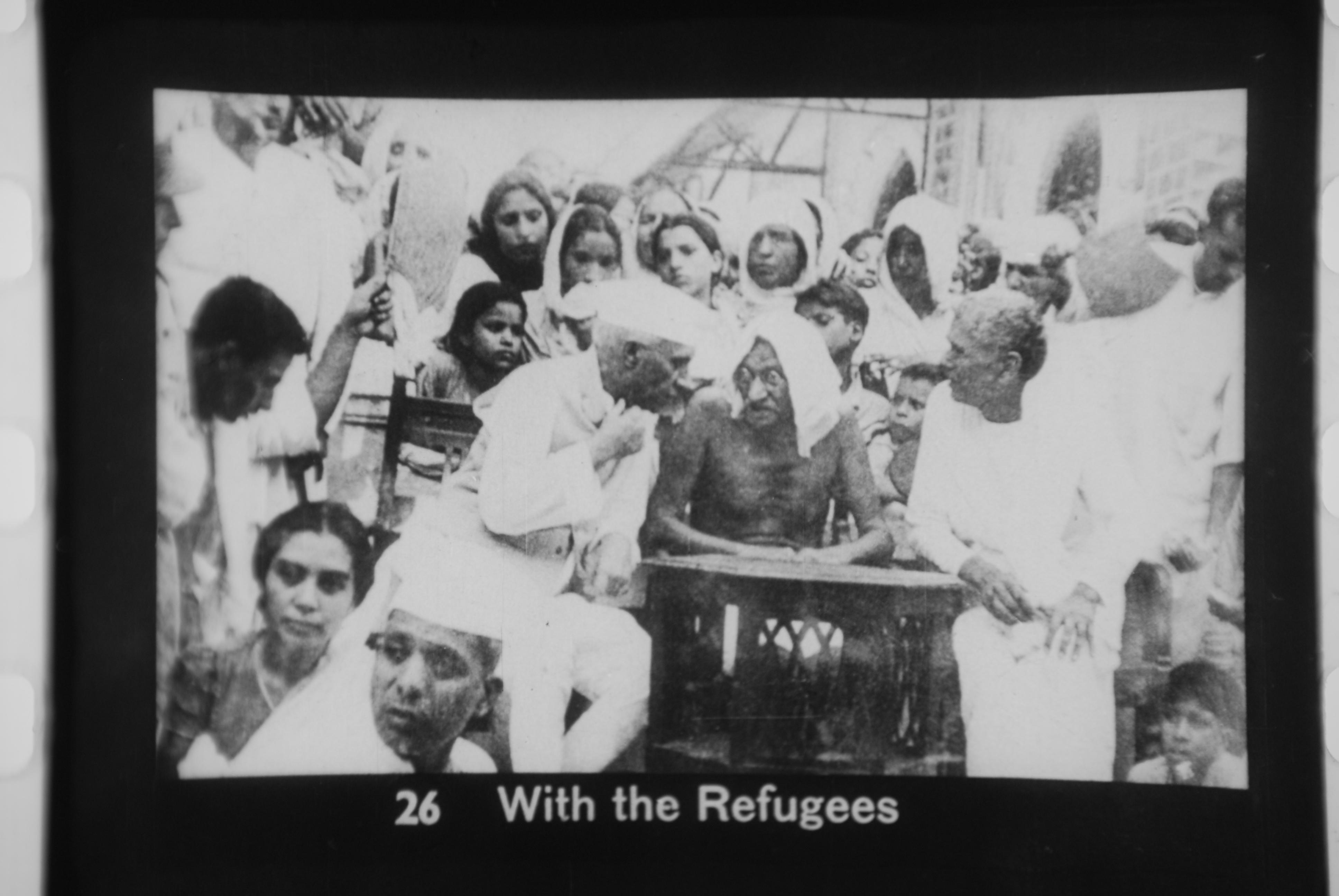
Gandhi et Nehru avec des réfugiés de la partition, 1947.

Le jour de l'indépendance, le 15 août 1947, Gandhi ne participe pas aux festivités avec le reste de l'Inde mais reste seul à Calcutta, portant le deuil de l'unité de l'Inde et travaillant à l'arrêt des violences. Après l'indépendance, Gandhi se concentre sur l'unité entre hindous et musulmans. Il construit un dialogue avec les dirigeants des deux communautés, travaillant à atténuer les tensions dans le Nord de l'Inde et le Bengale.
Malgré la guerre indo-pakistanaise de 1947, il est troublé quand le gouvernement décide de refuser aux Pakistanais les 550 millions de roupies prévus dans les négociations de la partition. Des dirigeants comme Sardar Patel craignent que le Pakistan n'utilise l'argent pour financer la guerre contre l'Inde.
Gandhi est aussi choqué quand des demandes sont faites de déporter tous les musulmans au Pakistan, et quand les dirigeants de chaque communauté expriment leur frustration et l’inaptitude à s'entendre entre eux. Dans une allocution du 12 janvier 1948, il exprime ces motifs de préoccupation et déplore aussi que, depuis l'indépendance, la nouvelle classe politique se montre extrêmement corrompue, au point que la population commence à dire que le gouvernement britannique valait mieux. Il lance son dernier jeûne à Delhi le 13 janvier 1948 à l'âge de 78 ans, demandant que toute violence communautaire cesse définitivement, que le Pakistan et l'Inde garantissent l'égalité dans la sécurité et les droits pour les pratiquants de toutes les religions, et que le paiement de 550 millions de roupies soit fait au Pakistan. Gandhi craint que l'instabilité et l'insécurité au Pakistan n’augmentent sa colère envers l'Inde, que la violence ne passe la frontière et qu'une guerre civile éclate en Inde à cause de nouvelles tensions.

« La mort serait une glorieuse délivrance pour moi plutôt que d'être le témoin impuissant de la destruction de l'Inde, de l'hindouisme, du sikhisme et de l'islam. »

Après de longs débats passionnés avec ses collègues les plus proches, Gandhi refuse de céder, et le gouvernement doit faire volte-face et payer la somme au Pakistan. Les dirigeants de chaque communauté, incluant le Rashtriya Swayamsevak Sangh et le Hindu Mahasabha lui assurent qu'ils renonceront à toute violence et demanderont la paix. Gandhi rompt alors son jeûne en buvant un jus d'orange.

### Assassinat (1948)

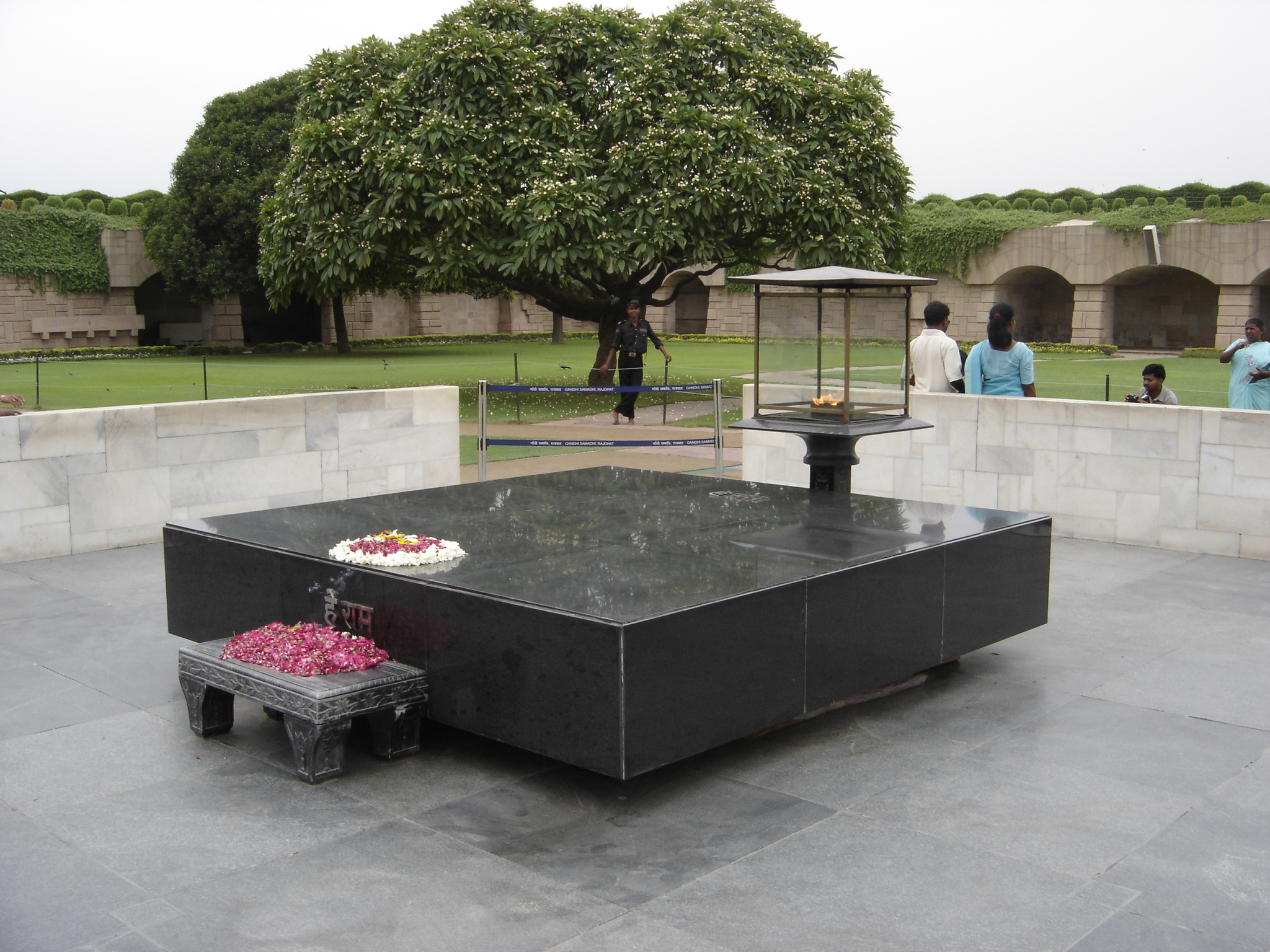
Monument commémoratif à New Delhi, capitale de l'Inde.

Le nouveau jeûne de janvier 1948 est perçu par les nationalistes hindous comme un soutien aux musulmans et au Pakistan et un affaiblissement de l'Inde. L'un de leurs leaders, Narayan Apte, décide d'un attentat contre Gandhi.
Une première tentative échoue, faute de préparation, le 20 janvier 1948. La seule des trois grenades lancée explose à 50 mètres du Mahatma. Un membre du commando est arrêté.
Le 30 janvier 1948, en chemin vers une réunion de prière, Gandhi est abattu par balles dans les jardins de la Birla House où il résidait, à New Delhi. L'auteur des tirs est Nathuram Godse, un hindou nationaliste en lien avec le groupe fanatique Hindu Mahasabha, et déjà impliqué dans le premier attentat. Godse tenait Gandhi pour responsable de la partition de l'Inde et de l'affaiblissement des hindous face aux musulmans. Gandhi meurt dans les minutes qui suivent, tandis que son assaillant se laisse arrêter.
Jawaharlal Nehru s'adresse en ces termes à la nation à la radio :
« Amis et camarades, la lumière a quitté nos vies, l'obscurité est partout, et je ne sais pas trop quoi vous dire et comment vous le raconter. Notre dirigeant bien aimé, Bapu comme nous l'appelions, le père de la nation, n'est plus. Peut-être ai-je tort de dire cela ; néanmoins, nous ne le verrons plus comme nous l'avons vu toutes ces années, nous ne pourrons plus lui demander conseil ou consolation, et c'est un coup terrible, pas seulement pour moi, mais pour des millions et des millions dans ce pays. »
Deux millions d’Indiens assistèrent à ses funérailles, au cortège funèbre et à sa crémation sur les rives de la Yamuna, à Delhi. Selon sa volonté, la plupart de ses cendres furent dispersées dans plusieurs grands fleuves du monde tels que le Nil, la Volga et la Tamise.
Le mémorial de Gandhi (ou Samādhi) à Rāj Ghāt à New Delhi, porte l'épitaphe (devanagari : हे ! राम ou, Hé Rām), qui peut être traduit par « Oh Dieu ». Il est largement accepté que ce furent les derniers mots de Gandhi, bien que certains le contestent.
Godse et le commanditaire Narayan Apte sont jugés, au cours d'un procès où ils assument publiquement leur décision de tuer Gandhi. Ils sont condamnés à mort, puis exécutés le 15 novembre 1949.
En mars 2009, des objets ayant appartenu à Gandhi sont vendus en un seul lot aux enchères au prix de 1,8 million de dollars, lors d'une vente controversée, et adjugés à un milliardaire indien, Vijay Mallya. Le vendeur, James Otis, a fait savoir qu'il utiliserait le profit de cette vente pour promouvoir la non-violence et le pacifisme.

## Pensée de Gandhi

### Influences de Tolstoï et Ruskin
L'opinion courante de l'influence de Tolstoï sur Gandhi est que le premier a « seulement dénoncé » alors que le second a « agi et construit », et que pour ce faire celui-ci a dû corriger la pensée de celui-là parce qu'il « ignorait tous les enjeux de la démocratie et de l'État de droit ». Mais, au contraire, ce que Gandhi admirait le plus de la vie de Tolstoï était qu'il « mettait en pratique ce qu'il prêchait » — disait-il dans les pages qu'il lui a consacrées ; pour les deux hommes la démocratie était un idéal sans valeur comparée à la vérité, « qui reste la vérité même si vous êtes une minorité de un », et Tolstoï s'opposait « seulement à la violence et à l’opinion que la force fait le droit », comme Gandhi. Selon l'opinion banale, l'influence de Tolstoï consiste en idées politiques : il a fustigé les lois qui ne sont pas l'expression de « la volonté du peuple », et revendiqué (en critiquant l'Église) la « liberté de penser » ; on dit qu'il était un « anarchiste chrétien » et que, « contrairement à ce que le titre à connotation religieuse indique, Le Royaume des cieux vous appartient (sic) est avant tout un pamphlet contre l'État, l'armée et la guerre et tous les pouvoirs politiques ou religieux qui cautionnent et entretiennent la violence » ; et la conséquence de cette opinion est que Gandhi a été surtout, voire seulement, un chef politique charismatique.
Mais l'opinion courante escamote l'essentiel, et y tend plus ou moins fortement selon les auteurs, car au cœur de l'influence de Tolstoï sur Gandhi il y a la conception de l'individu, comme le dit celui-ci : « le remarquable développement qu’il a su donner à la doctrine fait honte à l’interprétation étroite et sans nuance qu’en donnent aujourd’hui, dans notre pays, les adeptes de la non-violence (une « parodie » de la non-violence). Le véritable ahimsâ devrait signifier que l’homme se trouve totalement libéré de son mauvais vouloir, de la colère et de la haine, afin de laisser la place à un amour débordant pour tous les êtres. Pour nous avoir inculqué cet ahimsâ sous sa forme la plus vraie et la plus élevée, Tolstoï… ».
« Alors que je traversais une grave crise de scepticisme et de doute, je tombai sur le livre de Tolstoï Le Royaume des cieux est en vous, qui fit sur moi une profonde impression. À cette époque-là, je croyais à la violence. Après avoir lu cet ouvrage je fus guéri de mon scepticisme et crus fermement à l'ahimsâ », écrit-il à propos de lui-même. Gandhi a donc acquis au contact de Tolstoï sa compréhension du caractère vital de la non-violence (et celle aussi du « véritable christianisme » selon Tolstoï), la conviction que « la loi de l'amour est la loi fondamentale de la vie », comme il l'a exprimé toute sa vie : « La loi de l'amour est la loi de notre espèce » ; elle « gouverne le monde » ; « les forces morales sont supérieures à la force brute » ; comme Tolstoï l'avait prêché dans le désert au début de la révolution bolchévique et avant la Grande Guerre, et qu'il lui a écrit personnellement dans sa dernière lettre : « La loi de l'amour est la loi supérieure, unique de la vie humaine » ; « sans la loi de l'amour il ne pouvait y avoir que celle de la violence, c'est-à-dire du droit du plus fort ».
Gandhi a dit que Tolstoï a été « l'homme le plus véridique de son temps » ; « Personne en Occident, avant lui ou depuis n'a parlé de la non-violence d'une manière si magistrale, et avec autant d'insistance, de pénétration et de perspicacité ». Converti du nihilisme au christianisme en 1880, Tolstoï a exprimé jusqu'à sa mort en 1910 l'opposition absolue, la « contradiction », entre la loi de l'amour (« l'aspiration des âmes vers l'harmonie et l'action qui en résulte ») et la loi de la violence, et ce dans tous les domaines de la vie humaine (économie, relations internationales, gouvernements, tribunaux, etc. — aussi à l'occasion dans des portraits littéraires, propres à évoquer de manière plus sensible et moins abstraite le sujet), en mettant de l'avant les notions de non-résistance, de non-coopération et d'objection de conscience. Le « commandement de non-résistance du Christ », « Vous avez entendu qu'il a été dit : Œil pour œil… Et moi je vous dis de ne pas résister à celui qui est méchant », a été la clé de sa conversion. Tolstoï a démontré dans le livre qui a marqué Gandhi que cette « nouvelle conception de la vie », 1) répond aux exigences de la conscience humaine, 2) satisfait la raison et le sentiment de l'amour, qui est pour l'être humain naturel, 3) montre la direction de la vie dans toute l'histoire de l'humanité, et 4) « change tout le système social ». « Aime ton prochain comme toi-même » est la loi suprême, et n'admet à ce titre aucune exception, la règle permettant de ne jamais reculer, et donc de toujours avancer étant : « si tu n'es pas capable de faire aux autres ce que tu voudrais qu'ils te fassent, au moins ne leur fait pas ce que tu ne voudrais pas qu'ils te fassent ». Ainsi, l'influence de Tolstoï sur Gandhi a été celle de la foi en la vérité de la loi de l'amour.
Selon Gandhi, « en respectant cette loi de notre être [la « non-violence »] », un homme « [sauve] sa religion, son âme et son honneur », et même seul il « peut arriver à ébranler la puissance d'un empire fondé sur l'injustice » « ou promouvoir sa renaissance » ; cependant, « la non-violence n'était pas simplement une tactique » mais un « système de valeurs basé sur l'amour », dont la source est Dieu ; de manière tout à fait similaire selon Tolstoï, la non-résistance est pour tout homme une question de faire la volonté de Dieu, « sauver son âme » et « remplir sa destinée » ; et la non-résistance, l'ahimsa véritable, n'était pas simplement un positionnement politique mais, en vertu d'une force spirituelle issue de Dieu qui rend l'homme capable de répondre au mal par le bien, c'était, comme chez Adin Ballou, « une guerre contre l'ignorance, la volonté aveugle et l'immoralité ». De fait, Gandhi disait mener une lutte contre « l'irréligion, la haine et le mensonge ».
Tolstoï avait repris les notions formulées au sujet des gouvernements par Ballou ; « La non-résistance ne peut pas être pour la guerre, la peine capitale, l'esclavage et toutes sortes de blessures pénales » ; « ses adhérents ne peuvent [donc] pas être pour un gouvernement qui est fondamentalement pour ces choses » ; « ni prendre part aux gouvernements, non pas parce qu'ils sont opposés aux gouvernements comme tels, mais parce qu'ils sont opposés à ses maux fondamentaux » (la doctrine est « irréconciliable » avec de telles actions) ; c'est « la méthode [de « participation »] par laquelle le vrai christianisme enseigne à ses disciples à réformer les gouvernements ». Considérant la pensée de Tolstoï sous cet angle, il apparaît que Gandhi a largement adhéré à ses idées, même en ce qui concerne les gouvernements : A) en ne collaborant pas avec l'impérialisme anglais, B) en refusant d'appuyer l'Angleterre durant la Seconde Guerre mondiale, C) en excluant le recours aux armes s'il advenait que l'Inde soit envahie par des étrangers, D) en n'assistant pas à la cérémonie de levée des drapeaux et de partition du territoire entre l'Inde et le Pakistan, et E) en ne devenant jamais un membre du gouvernement.

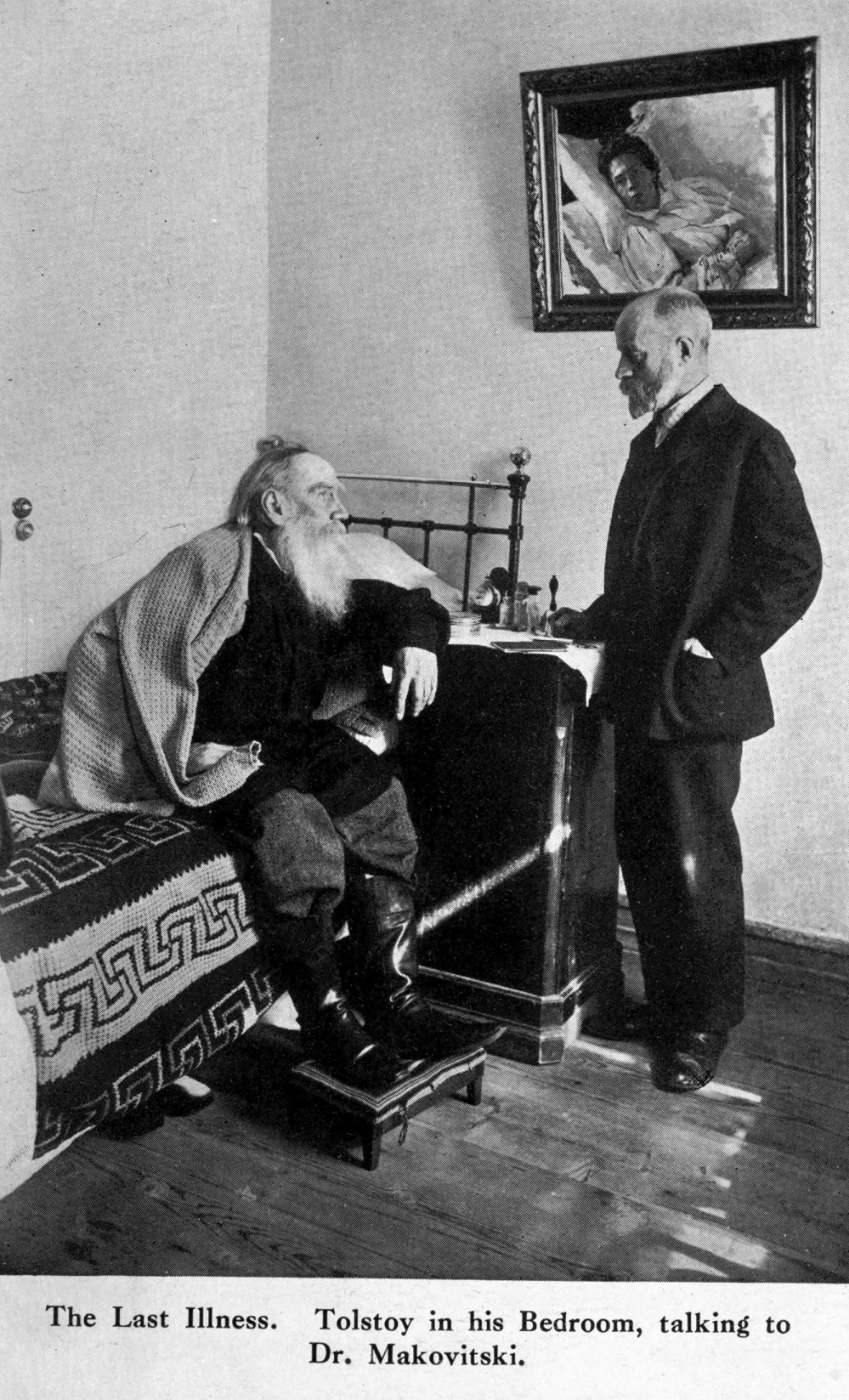
Léon Tolstoï dans sa chambre avec son médecin en 1910.

Gandhi a eu une brève correspondance avec Tolstoï en 1909-1910, qui a pris fin avec la mort de ce dernier à l'âge de 81 ans. Gandhi lui avait écrit pour lui demander son avis sur la « moralité » de la « résistance passive » dans le conflit au Transvaal (1er octobre 1909) ; puis, parce que sa « sympathie lui tenait fort à cœur », il le pria d'user de son influence pour que son mouvement soit connu (10 novembre 1909) ; et enfin il lui demanda (4 avril 1910) une critique de son livre Hind Swaraï or India Home Rule (Leur civilisation et notre délivrance). À ces occasions, Gandhi a reçu de Tolstoï la permission de traduire et de distribuer sa Lettre à un hindou, et d’agir selon son désir s'il voulait y omettre le mot « réincarnation », — comme il en avait exprimé le souhait ; son accord spirituel (« Nous menons ici, la même lutte que vous là-bas… » —1re lettre) ; l'expression de son enthousiasme (« la résistance passive est d'une importance capitale, non seulement pour l'Inde mais pour le monde entier » — 2e lettre) ainsi que de sa confiance (« tôt ou tard la contradiction [entre l'usage de la violence et la loi de la vie] sera reconnue de tous »), tout un résumé de sa pensée sur la loi fondamentale de la vie en rapport avec la situation occidentale, et pour finir une mise en garde à propos des gouvernements, qui « connaissent cette contradiction — aussi bien le vôtre, l'anglais, que le nôtre. Mais il s'agit de l'instinct de conservation. C'est pourquoi la lutte contre la violence est poursuivie plus énergiquement que tout autre activité antigouvernementale par les Pouvoirs, russe et anglais… » ; avec sa « très profonde estime » (3e et dernière lettre, 7 septembre 1910).
Troyat rapporte que Tolstoï admirait Gandhi, « sauf pour son patriotisme hindou qui gâche l'ensemble », mais cela, il ne lui a jamais exprimé personnellement dans ses lettres, lui laissant tout le soin de décider personnellement pour lui-même ce qu’il ferait. Ainsi, à la question fondamentale posée par Gandhi, « Est‑ce mal agir que de solliciter des aides ? », — alors qu'il cherchait à Londres l'appui des « autorités impériales » —, Tolstoï répond seulement indirectement, mais de manière très subtile et profonde, avec l'exemple d'une écolière qui exprime courageusement sa foi face aux autorités ; et tout en lui suggérant d'être innocent comme une colombe et rusé comme un serpent, d'agir avec conviction selon sa foi, il lui exprime en fait ses plus intimes convictions sur la politique, comme il les disait en 1909, à l'âge de 80 ans : 1) « je crois au libre jeu de la nature psychologique de l’homme », et 2) « je ne crois pas en un parlement comme but final de leadership social… ».
Les deux hommes ont souvent exprimé leur accord complet, jusque dans les mots utilisés, sur la foi, la raison, la religion, la morale, le progrès véritable, l'histoire, etc.. Ils accordaient tous deux la plus grande priorité au perfectionnement de soi-même, en vue de l'accroissement de l'amour, par l'abnégation et l'avancement de la vérité ; la vie a pu les mener elle-même tout autant à des expériences et des affirmations semblables (par exemple, sur l'abstinence et le végétarisme), qu'à des expériences différentes et uniques, chacun selon son temps et son lieu. Ils se rejoignent jusque dans leurs différences, alors que leurs vies démontrent clairement que pour eux « la vraie moralité » consiste [aussi] à « trouver [sa] propre voie… ».
Tolstoï a donc fourni à Gandhi l'essentiel de ses armes spirituelles, ainsi que des notions à appliquer et à approfondir pour instruire et élever son peuple et le monde, en commençant par lui-même, selon sa foi et sa raison, y compris par son exemple personnel, car Gandhi admirait de Tolstoï son humilité, sa « doctrine du pain par le travail », et qu'il « a su peu à peu limiter ses besoins ».
L'influence de Tolstoï sur Gandhi a été si profonde et durable qu'elle a été transmise par ce dernier à son « fils spirituel » Vinoba Bhave, qui s'est « voué [après l'indépendance de l'Inde] à la réalisation des conceptions morales et sociales de Gandhi, avec ses méthodes ». En effet, son programme, sa « triple révolution » (« purifier les esprits et les cœurs », « transformer les existences » en faisant disparaître les haines entre riches et pauvres, et « changer et révolutionner la société ») reprenait les « trois idées principales » de Tolstoï dans Le Royaume de Dieu est en vous (« effort de sincérité de la part de chaque individu », transformer les existences en faisant disparaître les haines qui s'expriment « dans l’armement universel et la conscription », et « changer tout le système social »). En effet, les haines se rapportant aux possessions et au lieu habité, issues de sentiments comme l'égoïsme et la cupidité, sont reliées entre elles dans toute l'organisation sociale selon Gandhi et Tolstoï ; « la propriété du sol doit prendre fin. Voilà soixante ans Tolstoï la proclamait immorale » dira Vinoba.
En 1904, après avoir fondé le journal Indian opinion, la lecture de Unto This Last de John Ruskin l'influence profondément et pousse Gandhi à changer radicalement de vie dans les années qui suivent. Il rachète peu après l'établissement Phoenix, qui devient la Tolstoï farm, en mémoire de Tolstoï, où tous les rédacteurs du journal participent aux travaux agricoles et reçoivent le même salaire sans distinction de métier, de nationalité ou de couleur de peau. Il commence la pratique du jeûne, arrête de consommer du lait, coupe ses cheveux lui-même et nettoie ses latrines (travail réservé aux intouchables en Inde), et incite sa femme et ses amis à faire de même. En 1905-1906, la réputation de compétence et d'intégrité de Gandhi en font l'homme de loi privilégié des marchands gujarati, ce qui assure une activité soutenue au prospère cabinet d'avocat qu'il dirige. Cela lui permet de disposer de confortables revenus de l'ordre de 5 000 livres par an, et démontre que son mépris ultérieur du confort matériel, « plus qu'une attitude « naturelle », est chez Gandhi un choix délibéré ».

### Foi

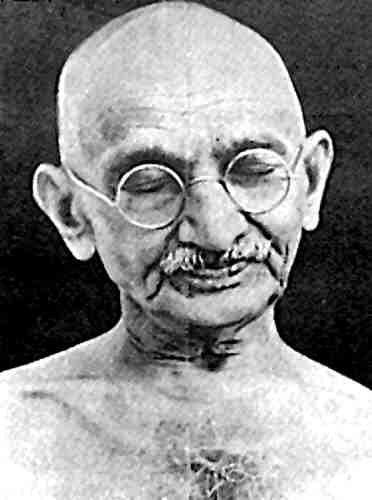
Pendant une prière à Bombay, septembre 1944.

Gandhi était né Vaishnava et pratiqua l'hindouisme toute sa vie, qui inspira la plupart de ses principes. Comme tout hindou traditionnel, il voyait dans toutes les religions autant de chemins possibles pour atteindre la Vérité, et refusait de se convertir à une autre foi. Gandhi écrivit un commentaire sur la Bhagavad Gita en Gujarati.
Dans son Autobiographie ou mes expériences de vérité, Gandhi confia qu'à partir de 1887, il choisit comme premier « principe directeur » de rendre le bien pour le mal — qu'il considère comme « à l’origine de plus d’une de [ses] expériences », précepte éthique et religieux tiré d'un sixtain gujarati composé par le poète et brâhmane Shamal Bhatt (en) :
« As-tu de l’eau, donne un bon repas ;
Pour une inclination de tête, fais une révérence zélée ;
Pour la valeur d’une poignée d’herbe, rends un écu d’or ;
Pour qui te sauve la vie, donne la tienne dans son malheur ;
Pour un bienfait, comptes-en-dix ; en esprit, en parole et en acte ;
Celui qui rend le bien pour le mal, c’est comme s’il avait conquis le monde. »
Gandhi était avide de connaissances théologiques et il lut beaucoup sur toutes les grandes religions. Il déclara sur sa propre religion :
« L'hindouisme tel que je le connais satisfait complètement mon âme, remplit mon être entier… Quand le doute m'assaille, quand le découragement me regarde en face, quand je ne vois plus aucune lueur d'espoir à l'horizon, je me tourne vers la Bhagavad-Gita, et je trouve un vers pour me consoler ; et je commence à sourire immédiatement au milieu d'un écrasant chagrin. Ma vie a été remplie de tragédies et si elles n'ont pas laissé d'effet indélébile sur moi, je le dois aux enseignements de la Bhagavad Gita. »
Gandhi croyait que le cœur de toutes les religions était la vérité et l'amour (compassion, non-violence et éthique de réciprocité). Il critiquait l'hypocrisie, les mauvaises pratiques et les dogmes de toutes les religions et fut un réformateur social infatigable. Ses commentaires sur les différentes religions furent :
« Ainsi, si je ne pourrais pas accepter le christianisme comme parfait ou comme la plus grande des religions, je ne pourrais pas non plus considérer l'hindouisme comme tel. Les défauts de l'hindouisme me sont bien visibles. Si l'intouchabilité pouvait être une partie de l'hindouisme, ce serait une partie pourrie ou une excroissance. Je ne pourrais pas comprendre la raison d'être d'une multitude de sectes ou de castes. Quel serait le sens de dire que les Vedas sont des textes sacrés inspirés par Dieu ? S'ils ont été inspirés par Dieu, pourquoi pas la Bible ou le Coran également ? Mes amis chrétiens ont été aussi entreprenants pour me convertir que mes amis musulmans. Abdullah Sheth m'a continuellement incité à étudier l'islam, et évidemment avait toujours quelque chose à dire concernant sa beauté. »
« Dès que nous perdons la base morale, nous cessons d'être religieux. Il n'y a pas de choses telle qu'une religion effaçant la moralité. L'homme donc, ne peut être menteur, cruel ou dépravé et clamer qu'il a Dieu de son côté. »
« Les paroles de Mahomet sont un trésor de sagesse, pas seulement pour les musulmans mais pour l'humanité entière.[réf. nécessaire] »
« Oui je le suis. Je suis aussi un chrétien, un musulman, un bouddhiste et un juif. »

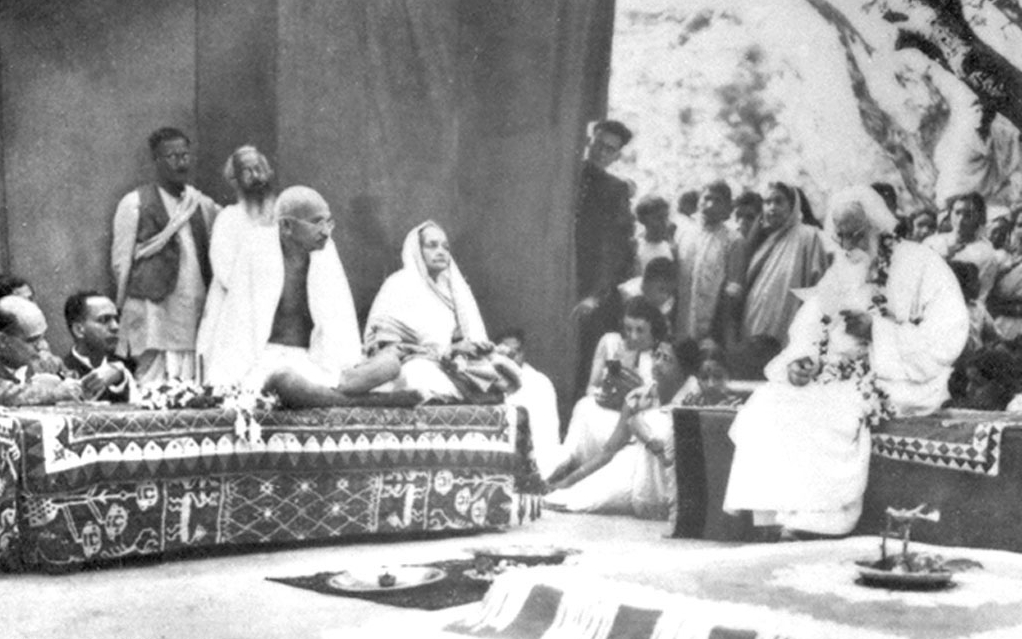
Gandhi et Kasturba visitant Rabindranath Tagore à Shantiniketan en 1940.

Son hymne religieux préféré était le morceau chrétien Abide with me ou le chant hindou Vaishnava Jana To (« Celui qui est Vishnouïte »).
En dépit de leur profond respect mutuel, Gandhi et Rabindranath Tagore furent impliqués dans des débats prolongés à plusieurs reprises. Ces débats illustraient les différences philosophiques entre les deux plus célèbres Indiens de ce temps. Gandhi s'est consacré à améliorer les conditions de vie des intouchables, les appelant Harijans, le peuple de Krishna. Le 15 janvier 1934, un tremblement de terre toucha le Bihar et causa de nombreuses victimes et dégâts. Gandhi maintint que cela était dû au péché commis par les castes hindoues supérieures de ne pas laisser les intouchables accéder à leurs temples. Tagore s'opposa diamétralement au point de vue de Gandhi, soutenant qu'un tremblement de terre pouvait être seulement créé par des forces naturelles, pas par des raisons morales, aussi répugnante que puisse être la pratique de l'intouchabilité.

### Vérité
Gandhi a dédié toute sa vie à la découverte de la vérité ou satya. Il essaya de l'atteindre en apprenant de ses propres erreurs et en pratiquant des expériences sur lui-même. C'est notamment le thème de son livre Autobiographie ou mes expériences de vérité.
Gandhi établissait que la plus importante bataille à remporter était vaincre ses propres démons, peurs et insécurités. Il résuma ses croyances quand il dit d'abord « Dieu est vérité ». Il changea ensuite cette déclaration en « la vérité est Dieu ». Ainsi satya (la vérité) dans la philosophie de Gandhi est « Dieu ».
C'est en Afrique du Sud, en luttant pour les droits des Indiens que Gandhi découvrit l'importance du respect de la vérité. « Tel un arbre immense, elle donne d’autant plus de fruits qu’on en prend soin. À l’image d’une mine où plus on creuse en profondeur, plus précieux sont les diamants qu’on y découvre, il est remarquable que plus on explore la vérité, plus nombreux et variés sont les services qu’elle nous fait assumer ».

### Simplicité

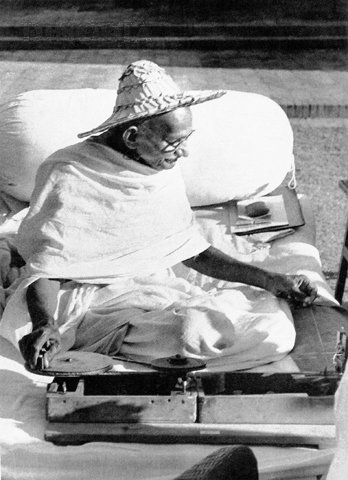
Gandhi filant avec un chapeau de Noakhali, à Birla House, New Delhi, novembre 1947.

Gandhi croyait sincèrement qu'une personne impliquée dans le service social devait mener une vie simple qui l'amènerait au brahmacharya. Sa pratique de l'ascétisme s'inspire de la pensée du philosophe et poète américain Henry David Thoreau. Cette simplicité commença par le renoncement au style de vie occidental qu'il menait en Afrique du Sud. Il appela cela « se réduire soi-même à zéro » ; « vivre simplement pour que tous puissent simplement vivre » telles étaient ses valeurs, son mode de vie, ce qui voulait dire abandonner toute dépense superflue, mener une vie simple et laver ses propres vêtements. En une occasion, il renvoya les cadeaux offerts par les indigènes pour son aide à la communauté.
Gandhi passait un jour de chaque semaine en silence. Il croyait que s'abstenir de parler lui amenait la paix intérieure. Ceci venait des principes hindous du mauna (en sanskrit, मौन : silence) et shanti (paix). Ces jours-là il communiquait avec les autres en écrivant sur un papier.
Pendant 3 ans et demi, à l'âge de 37 ans, Gandhi refusa de lire les journaux, clamant que les nouvelles tumultueuses du monde lui causaient plus de confusion que son propre trouble intérieur.
Revenant en Inde après son séjour en Afrique du Sud, il abandonna le port de vêtements occidentaux, qu'il associait à la richesse et au succès. Il s'habilla pour être accepté par les plus pauvres en Inde, et il promut l'utilisation de vêtements tissés à la maison (khadi). Gandhi et ses partisans fabriquaient donc les vêtements qu'ils portaient ; ils encourageaient les autres à faire de même dans le but de redonner une certaine autonomie économique à l'Inde rurale, autonomie laminée par la domination de l'industrie britannique qui détenait alors les filatures industrielles. Le rouet fut bientôt incorporé au drapeau du parti du congrès indien.
Gandhi porta la dhoti (équivalent masculin du sari) tout le reste de sa vie, non seulement en signe de simplicité mais aussi parce que cet habit, filé de ses mains, constituait pour lui une garantie de ne pas cautionner l'exploitation d'ouvriers britanniques ou indiens dans des filatures industrielles.

### Végétarisme

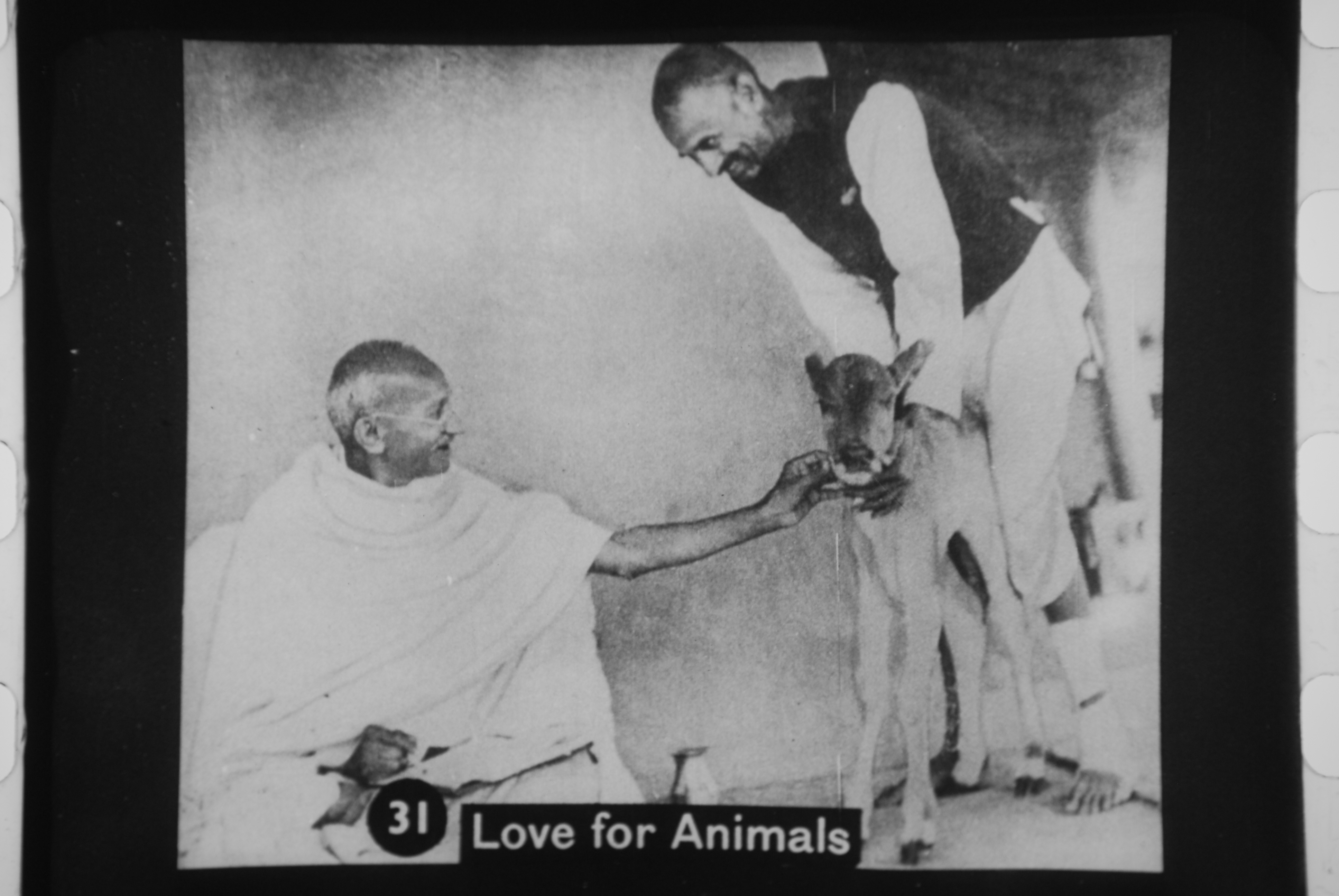
« Jamais je ne consentirais à sacrifier au corps humain la vie d’un agneau. J’estime que, moins une créature peut se défendre, plus elle a droit à la protection de l’homme contre la cruauté humaine. » – Mahatma Gandhi ; sur la photo, avec un veau.

La pratique du végétarisme est fortement ancrée dans les traditions hindoues et jaïnes, et dans sa terre natale du Gujarat la plupart des hindous et sa famille étaient végétariens. Avant de partir étudier pour Londres, Gandhi avait promis à sa mère qu'il ne mangerait pas de viande. Il tint sa promesse et son végétarisme devint une partie intégrante de sa philosophie politique de non-violence. Il écrivit le livre La Base morale du végétarianisme et plusieurs articles sur le sujet, certains furent publiés par la London Vegetarian Society dont Gandhi fit partie, et où il se fit de nombreux amis, tel le président Dr. Josiah Oldfield. Ayant lu et admiré les œuvres de Henry Stephens Salt, le jeune Mohandas le rencontra et correspondit longtemps avec le militant végétarien.
Gandhi passa beaucoup de temps à promouvoir le végétarisme pendant et après son séjour à Londres, voyant sa propagation comme une mission à réaliser ; il en vint ainsi à déclarer « que l'on reconnaît la grandeur d'une nation à la manière dont elle traite ses animaux ». En plus de la dimension éthique du végétarisme, il considérait la dimension économique, étant donné que la viande était (et est toujours) plus chère que les céréales, les légumes et les fruits, et aidait ainsi les Indiens qui avaient de faibles revenus. Enfin, la production de viande demande une grande disponibilité de terres et d'eau pour l'engraissement des animaux, et instaure une monoculture qui favorise l'industrie alimentaire et les grands propriétaires terriens plutôt que les productions locales et variées des paysans indiens possédant de petites parcelles de terre cultivable.
Il nota dans son autobiographie que le végétarisme était le début de son profond engagement pour le brahmacharya ; sans un contrôle total sur ses besoins alimentaires, il n'aurait pas pu réussir le brahmacharya.
Gandhi avait aussi une très nette tendance au végétalisme, par compassion pour les vaches, déclarant au sujet de son abandon de tout laitage (faisant de lui un végétalien, puisque le « végétarisme indien » exclut les œufs) : « Les considérations religieuses avaient été les plus fortes, quand il s'était agi d'abjurer le lait. L'image des procédés barbares que les govâls de Calcutta employaient pour traire leurs vaches et leurs buffles jusqu'à la dernière goutte de lait, m'avait hanté alors. J'avais eu aussi le sentiment que, de même que la viande n'était pas nourriture humaine, le lait non plus ne pouvait l'être… » ; et, ce faisant : « je me refuse à prendre du lait, les produits dans lesquels entre du lait, et aucune viande. Si ce refus devait signer mon arrêt de mort, mon sentiment est que je n'y devrais rien changer ».

### Brahmacharya
Le brahmacharya (pureté spirituelle et pratique) est largement associé avec le célibat et l'ascétisme. Le brahmacharya, qui correspond à l'une des quatre périodes de la vie humaine telle que le théorise l'hindouisme, est à rapprocher d'une forme de discipline du corps dont la visée, spirituelle ou religieuse, est le détachement des sens (lesquels entraveraient la libération (moksha) de l'âme). Gandhi concevait le brahmacharya comme un moyen de se rapprocher de Dieu et comme la pierre de fondation de sa réalisation personnelle. Pour Gandhi, brahmacharya signifiait « contrôle des sens en pensée, en mots et en actions ». Ce contrôle passe par l'arrachement à la racine des passions que l'on veut détruire : donc, tout d'abord par la pensée même ; Gandhi considérait — dans la ligne droite de la sagesse hindoue —, que celui qui était un vrai pratiquant du brahmacharya ne concevait même plus les passions, non seulement dans son esprit éveillé, mais aussi dans ses rêves, — ces pensées que l'on formule dans le sommeil et que l'on croit incontrôlables : le contrôle de soi conscient passe donc en premier lieu par une maîtrise même de son inconscient, chose qui est explicitée dans la philosophie classique hindoue du Yoga-sûtra de Patañjali.
Dans son autobiographie, il raconte sa lutte contre ses besoins sexuels et les accès de jalousie envers sa femme Kasturba. Il sentait comme une obligation personnelle de rester abstinent afin, d'une part, de pouvoir apprendre à aimer plutôt qu'à rechercher le plaisir, et d'autre part, de cantonner le corps — et plus largement le monde de la matière — au service des aspirations et de la volonté de l'esprit. Cette lutte, d'après ce qu'il expose dans son autobiographie, fut sans relâche, puisqu'à la fin de sa vie, devenu veuf, il partageait régulièrement la couche de sa nièce préférée, Manu, ceci afin d'éprouver la solidité de son vœu passé (ceci fit d'ailleurs scandale à l'époque). Par ailleurs, Gandhi n'eut de cesse toute sa vie d'étendre et d'approfondir les domaines d'application de sa recherche de maîtrise des sens. Outre la maîtrise du désir sexuel, il rechercha également à se détacher du plaisir gustatif : formant régulièrement des « vœux », Gandhi supprimait progressivement tel condiment, tel aliment, ou réduisait toujours plus le nombre d'aliments qu'il pouvait ingurgiter.

### Non-violence (ahimsâ)
« Alors qu'une bonne action doit appeler l'approbation, et une mauvaise, la réprobation, le fauteur de l'acte, qu'il soit bon ou mauvais, mérite toujours respect ou pitié, selon le cas. « Hais le péché, non le pécheur » – c'est là un précepte que l'on applique rarement, s'il est aisé à comprendre ; et c'est pourquoi le venin de haine se répand si vite dans le monde. L'ahimsâ est le fondement de la quête de vérité. Il n'est pas de jour où je ne m'aperçoive, en réalité, que cette quête est vaine, si elle ne se fonde pas sur l'ahimsâ. S'opposer à un système, l'attaquer, c'est bien ; mais s'opposer à son auteur, et l'attaquer, cela revient à s'opposer à soi-même, à devenir son propre assaillant. Car la même brosse nous a peints ; nous avons pour père le même et unique Créateur, et de ce fait les facultés divines que nous recélons en nous sont infinies. Manquer à un seul être humain, c'est manquer à ces facultés divines, et par là même faire tort non seulement à cet être, mais, avec lui, au monde entier. »

— Mahatma Gandhi, Autobiographie ou mes expériences de vérité.
Le concept de non-violence (ahimsa) et résistance non-violente a une longue histoire dans la pensée religieuse indienne et a eu de nombreuses occurrences dans des contextes hindouistes, bouddhistes, jaïnistes et judéo-chrétiens. Le concept de non-violence lui-même est une traduction, forgée par Gandhi, du mot sanscrit ahimsa (a : privatif et himsa : nuisance, violence), présent dans les traditions religieuses de l’Inde. Gandhi explique cette philosophie et ce mode de vie dans son autobiographie.
« Quelle différence cela fait-il aux morts, aux orphelins et aux sans-abri, que la destruction aveugle ait été amenée au nom du totalitarisme ou au nom sacré de la liberté et de la démocratie ? »
« Il y a beaucoup de causes pour lesquelles je suis prêt à mourir mais aucune cause pour laquelle je suis prêt à tuer. »

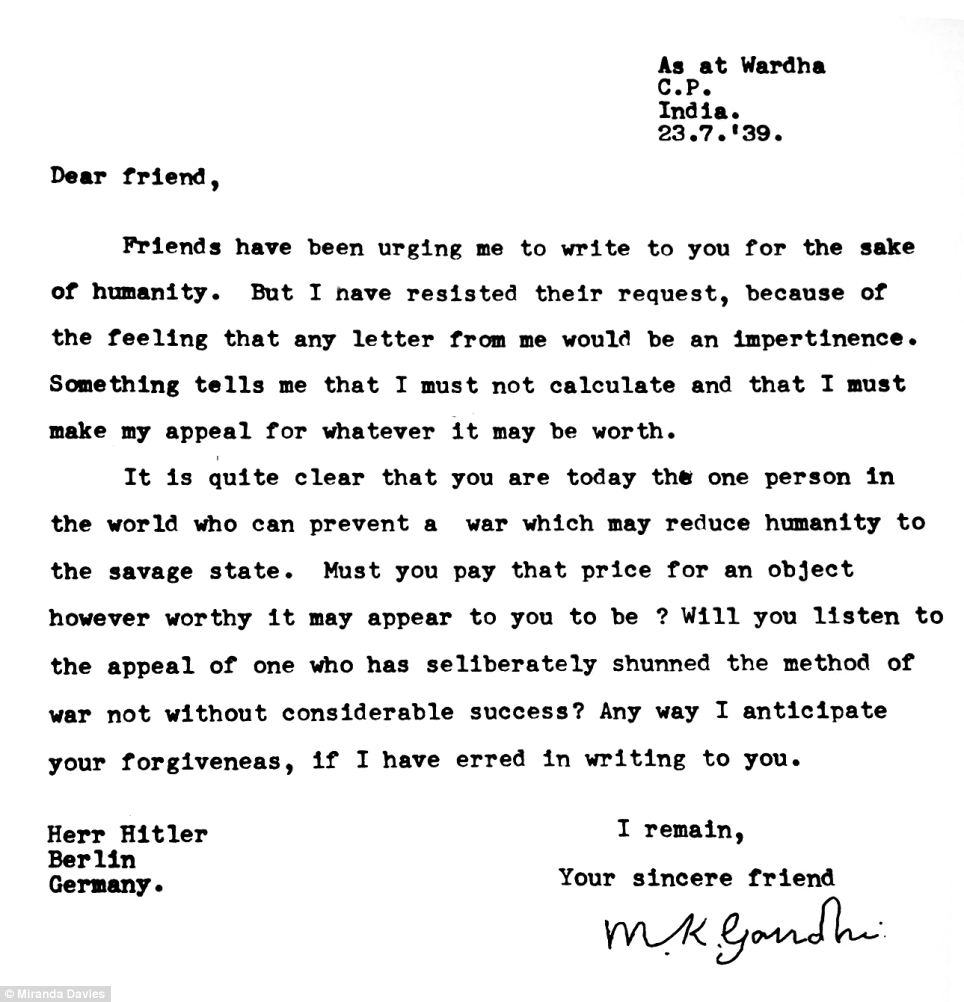
Lettre de Gandhi à Hitler, dans laquelle il le conjure de ne pas déclencher la guerre et d’atteindre ses objectifs par la non-violence, 23 juillet 1939.

En appliquant ces principes, Gandhi n’hésita pas à les emmener aux extrêmes de sa logique. En 1940, quand l’invasion des îles Britanniques par l’Allemagne nazie semblait imminente, Gandhi donna l’avis suivant au peuple anglais.
« J’aimerais que vous déposiez les armes que vous possédez comme étant inutiles pour vous sauver, vous ou l’humanité. Vous inviterez Herr Hitler et Signor Mussolini à prendre ce qu’ils veulent des pays que vous appelez vos possessions… Si ces gentlemen choisissent d’occuper vos foyers, vous les leur laisserez. S’ils ne vous laissent pas partir, vous vous laisserez massacrer, hommes, femmes et enfants, mais vous refuserez de leur prêter allégeance. »
Néanmoins, Gandhi se rendait compte que ce niveau de non-violence requérait une foi et un courage incroyable que peu de monde possédait. Il conseillait donc qu’il n’était pas nécessaire que tous restent non-violents si la violence était poussée à l’extrême :
« Je crois que s’il y a seulement le choix entre la violence et la lâcheté, je conseille la violence. »
« J'aimerais mille fois mieux risquer la violence que risquer l'émasculation de toute une race. »
« Marcher sur le tranchant effilé de l'ahimsâ n'est pas chose facile dans ce monde plein de himsâ. La richesse ne nous y aide pas ; la colère est un ennemi de l'ahimsâ ; et l'orgueil est un monstre qui la dévore. Dans cette observance ferme et acérée de la religion de l'ahimsâ, il faut souvent reconnaître la prétendue himsâ comme la forme la plus vraie de l'ahimsâ. »
« Je répétais à chaque réunion l’avertissement qu’à moins qu’ils sentent qu’avec la non-violence ils avaient une force infiniment supérieure à celle qu’ils possédaient avant, ils ne devaient pas appliquer la non-violence et reprendre les armes. »
Gandhi pensait que la violence était inefficace et ne pouvait qu’initier une chaîne continue de vengeance. Il disait de la loi du talion :
« Œil pour œil et le monde finira aveugle. »
Gandhi rattachait également la non-violence au féminisme. Il l’explique lors d’un discours pendant la marche du sel : « Appeler les femmes le sexe faible est un mensonge. C’est une injustice des hommes faite aux femmes. Si la non-violence est la loi de nos êtres, le futur est avec les femmes. »
Gandhi puisa une partie de son inspiration dans les écrits de Léon Tolstoï, qui s'est converti au christianisme en 1880, et a exprimé jusqu'à sa mort en 1910 l'opposition absolue entre la loi de l'amour du Christ et la loi de la violence, en s'opposant à « la notion que la force fait le droit », ce dans tous les domaines de la vie humaine (relations internationales, politique, tribunaux, économie, etc.), et en mettant de l'avant les notions de non-résistance, de non-coopération et d'objection de conscience. Gandhi a écrit à Tolstoï en 1909 pour lui demander conseil sur la moralité de sa lutte en Afrique du Sud, et ils eurent une brève correspondance qui s'arrêta l'année suivante avec son décès à l'âge de 81 ans. Dans une de ces lettres, Gandhi a demandé à Tolstoï de confirmer l'authenticité d'une copie qu'il avait de sa Lettre à un Hindou, écrite en réponse à la violence des nationalistes indiens, avec l'intention de la traduire dans une langue de l'Inde et la publier. Tolstoï était très célèbre, et il entretenait une très abondante correspondance en Europe, en Amérique, et également avec des bouddhistes, hindous et baha'is.

### Euthanasie
Gandhi envisageait l'euthanasie comme une forme de la non-violence, de sacrifice, signifiant que la Vie ne peut être valable que si elle est « vivable » :
« On ne commet pas de péché de himsâ [violence] par le seul fait de tuer, mais lorsqu'on tue pour le bien de son propre corps périssable. Toute destruction de vie provoquée par le fait de manger, de boire, etc., est égoïste, et par conséquent himsâ. Mais des hommes la considèrent inévitable et s'y résignent. Détruire, pour donner la paix à des créatures qui souffrent atrocement dans leur corps, ne peut pas être considéré comme himsâ, pas plus que la violence inévitable à laquelle on est contraint pour assurer la protection de ce qui nous est confié. »
« Beaucoup d'hommes en Inde ont acquis une horreur instinctive de tuer des êtres vivants dans quelque circonstance que ce soit. On a même proposé d'enfermer les chiens enragés et de les laisser mourir d'une mort lente. L'idée que je me fais de la charité me rend cette solution absolument inacceptable. Je ne pourrais souffrir un seul instant de voir un chien, ou d'ailleurs n'importe quelle autre créature, abandonné sans secours à la torture d'une longue agonie. Si dans les mêmes circonstances je ne donne pas la mort à un être humain, c'est parce que je dispose de remèdes moins désespérés. Mais si je tue un chien qui se trouve dans le même cas, c'est parce que je n'ai pas de remède pour le guérir. Si mon enfant était atteint de rage et qu'il n'existât aucun remède permettant d'alléger ses souffrances, je considérerais comme de mon devoir de lui donner la mort. Le fatalisme a des limites. Nous devons nous en remettre au sort uniquement lorsque nous avons épuisé tous les remèdes. L'un des moyens, qui est définitif, de soulager un enfant dans les affres d'une atroce souffrance, est de lui donner la mort. »

### Satyagraha

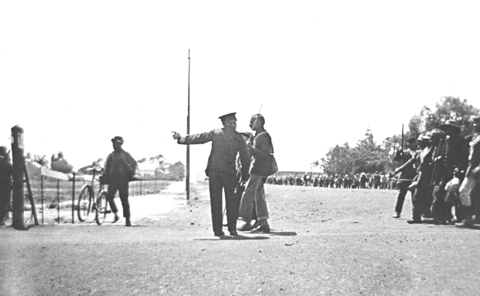
Face à face d'un policier et de Gandhi alors qu'il mène la grève des mineurs indiens en Afrique du Sud, 1913.

Le satyagraha (« la force née de la vérité et de l'amour ou non-violence ») est l'aboutissement de cette vérité contre des lois ou des systèmes injustes au travers d'une lutte non violente. Gandhi considère même le satyagraha supérieur à la désobéissance civile ou à la résistance non-violente car le terme implique de servir une cause juste et devenait de ce fait l'arme des forts et non plus l'arme des faibles.
Pour lui, cette lutte ne doit engendrer aucune souffrance à l'adversaire, s'il y a souffrance, c'est au défenseur de la vérité de la subir :
« La recherche de la vérité ne doit admettre qu'aucune violence ne soit infligée à un adversaire, mais qu'il doit sortir de l'erreur par la patience et la sympathie. Parce que ce qui apparaît comme la vérité à l'un peut apparaître comme erreur à l'autre. Et patience signifie auto-souffrance. Donc la doctrine est revendication de la vérité, pas en infligeant des souffrances à son adversaire, mais à soi-même. »
En août 1947, le pasteur noir américain William Stuart Nelson demanda à Gandhi comment il se faisait que les Indiens, qui avaient « plus ou moins réussi à obtenir l'indépendance par des moyens pacifiques », ne parvenaient pas à endiguer les violences intercommunautaires. Gandhi répondit qu'il avait fini par comprendre que, comme beaucoup de ses amis anglais lui en avaient fait la remarque, les satyagrahas dirigés contre le gouvernement britannique n'étaient pas de véritables satyagrahas, mais une simple résistance passive ; les Indiens, alors qu'ils prétendaient résister de façon non-violente, avaient la violence dans le cœur ; leur résistance passive n'était qu'une arme de faibles, ce qui apparut quand, le pouvoir britannique ayant pris fin, les Indiens se sautèrent mutuellement à la gorge. Toutefois, Gandhi déclarait ne rien regretter, car si sa vision n'avait pas été obscurcie par son illusion sur les satyagrahas, l'Inde ne serait jamais arrivée au point où elle en était (dans une lettre du 21 juillet 1947, Gandhi avait même dit que c'était Dieu qui l'avait aveuglé au profit de la bonne cause).
William Borman a noté que l'affirmation de Gandhi sur son absence de regrets revient à dire que la violence peut être une bonne chose, ce qui contredit d'autres déclarations de Gandhi proscrivant la violence de façon absolue.

### Critique du développement occidental et de son modèle économique
Gandhi pouvait admirer les avancées technologiques et le confort économique que donnait la civilisation occidentale moderne, mais pointait également ses lacunes et les nouveaux risques et besoins qu'elle apportait à l'individu. Dans son livre Hind Swaraj or Indian home rule (Leur Civilisation et notre délivrance) où il fait la critique du développement et de la notion même de civilisation telle qu'idéalisée par la Grande-Bretagne et les Occidentaux, Gandhi montre que chaque progrès réalisé d'une part correspond à une aggravation des conditions de vie de l'autre, que la civilisation occidentale a laissé de côté la moralité et la religion, qu'elle crée de nouveaux besoins liés à l'argent et impossibles à satisfaire, qu'elle accroît les inégalités et voue à l'esclavage une grande partie de l'humanité. Pour lui, ce type de civilisation est sans issue :
« Cette civilisation est telle que l'on a juste à être patient et elle s'autodétruira. »

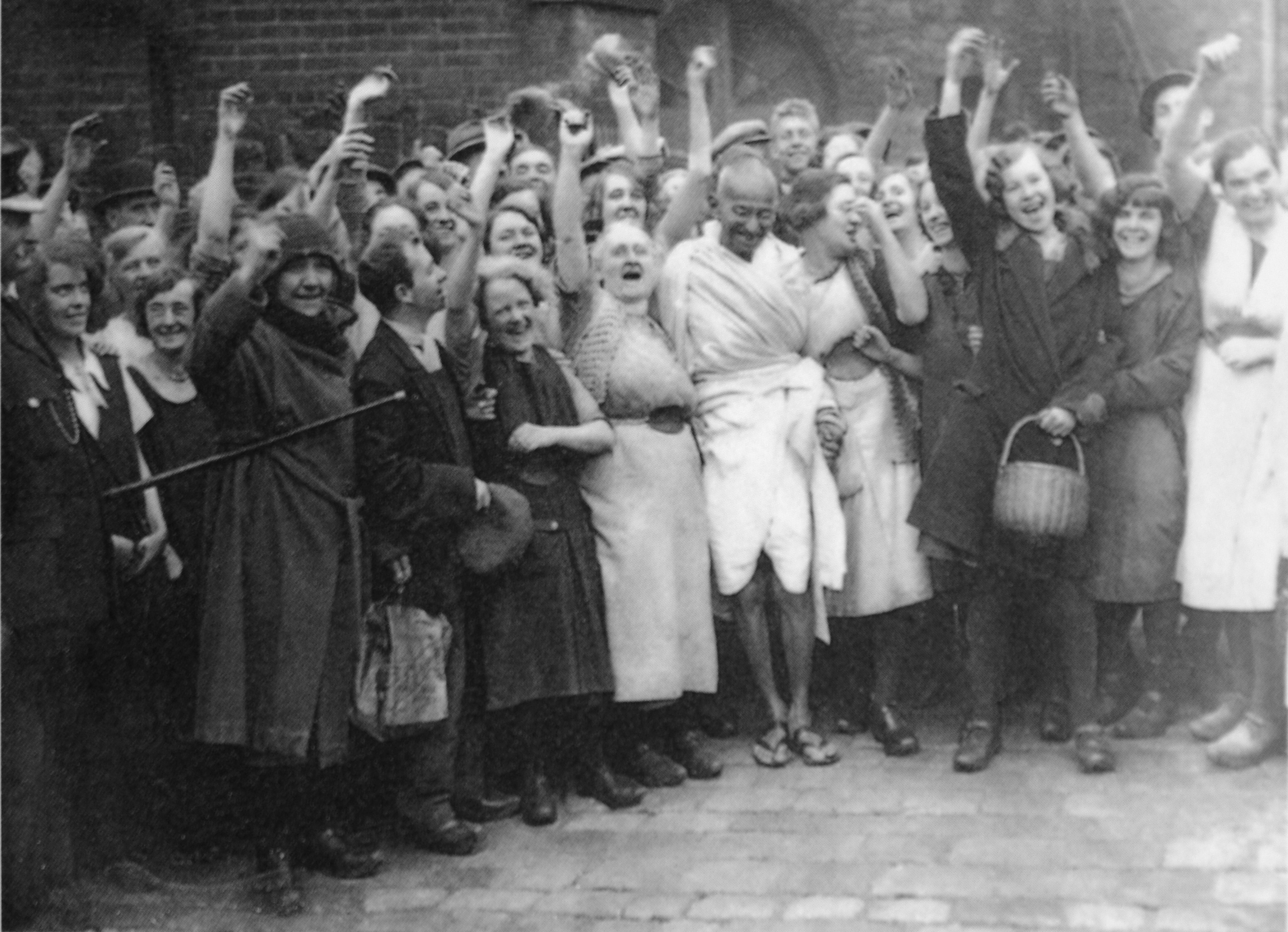
Gandhi avec des ouvrières du textile à Darwen, Lancashire, Angleterre, le 26 septembre 1931.

La mécanisation et la mondialisation des échanges est pour lui un désastre pour l'Inde (les filatures de Manchester avaient fait disparaître l'artisanat indien). Il prend comme exemple des avancées ressenties de manière globalement positive comme le train, les médecins ou les avocats, qui peuvent être selon lui tout aussi néfastes. Le train parce qu'il peut transporter les maladies aussi rapidement que les passagers et peut entraîner la spéculation et les famines. Les avocats parce qu'ils préfèrent trouver une solution juridique à une solution morale à un conflit, prétendent sans raison aucune à des salaires supérieurs aux travailleurs communs, et renforcent la puissance britannique en Inde. Les médecins parce qu'en accordant des soins ils encouragent la négligence et le manque de prévention individuelle, brisent des tabous religieux et font d'énormes profits avec des médicaments hors de prix.
Pour Gandhi, la civilisation indienne n'a rien à envier à l'occidentale avec sa course au développement économique. L'accès à la richesse pour tous est pour lui impossible et l'individu doit lui-même contrôler ses besoins, ainsi que l'avaient compris les anciens sages indiens :
« L'esprit est un oiseau sans repos ; plus il obtient et plus il désire ; il n'est jamais satisfait. Plus nous satisfaisons nos passions et plus elles deviennent débridées. Nos ancêtres avaient compris cela et placé une limite à nos indulgences. Ils avaient remarqué que le bonheur était surtout une condition mentale. »
«  La justification de la pauvreté volontaire était l'impossibilité que tous fussent riches. Tous pourraient avoir part à la non-possession ; moins on possède, moins on désire. Je ne prêche pas la pauvreté volontaire à un peuple qui souffre de pauvreté involontaire, mais le grave problème économique national pourrait être résolu facilement si tous ceux qui sont riches voulaient bien se soumettre à la pauvreté volontaire. »
Gandhi comprenait les processus économiques comme une force que l'on doit régler par des lois basées avant tout sur la morale et surtout l'harmonie générale entre tous les êtres, et non la laisser « s'auto-régler » par elle-même comme cela se veut dans l'économie de marché, le capitalisme, économie liée à l'offre et à la demande, car, en soi, toute réussite économique est immorale :
« L’art de devenir riche, dans le sens commun du terme, n’est pas seulement l’art d’accumuler beaucoup d’argent pour nous-mêmes, mais aussi celui de découvrir comment notre voisin peut en obtenir le moins possible. En termes exacts, c’est l’art d’établir le maximum d’inégalités en notre faveur. »
Critiquant vivement la « logique » de l'économie de marché, économie réduite à elle-même et comme un pilier incontournable dans les relations internationales (commerciales ou non), Gandhi voyait le refus de bâtir une société équitable mondiale, refus venant de l'Occident et — du fait de la colonisation héritée — du reste du monde, comme une fuite en avant, qui amènerait toujours les plus faibles et démunis dans le gouffre, gouffre symbolisé par Gandhi par les famines, ces dernières étant liées soit à la guerre, soit à ce mécanisme économique toujours défectueux, car toujours se refusant à se soumettre à des principes moraux de bien-être universel :
« Si tous les hommes comprenaient l'éternelle loi morale du service à autrui, ils considéreraient comme un péché d'amasser des richesses ; alors il n'y aurait plus d'inégalité de fortune, et par conséquent plus de famine, plus de gens qui meurent de faim. »
On peut donc comprendre que Gandhi se révèle ainsi un grand défenseur des quatre castes sacrées hindous, qui pour lui représentent l'essence cosmique de toute société humaine au niveau universel (brâhmanes/savants ; kshatriya/défenseurs ; vaïshya/paysans-artisans ; shûdra/serviteurs) :
« Chacun de nous a des occupations qui lui sont propres. Ces occupations ne sont pas des castes [Jati, litt. « naissance »] ; elles sont ce que l’hindouisme désigne sous le nom de varna [litt. « couleur »]. Varna n’a rien de commun avec la caste telle que nous la connaissons aujourd’hui. Les castes sont une institution humaine, tout juste bonne à être détruite, mais varna est une loi divine. Nous pouvons la négliger et subir les conséquences de cette attitude, mais si nous l’observons nous en tirerons profit. Un menuisier, un forgeron, un maçon, un balayeur, un professeur, un soldat, ont chacun des occupations différentes, mais aucun d’eux n’est supérieur ou inférieur aux autres. Si nous commençons à empiéter les uns sur les autres, nous créons une confusion (sankar) de toutes les varnas. C’est pourquoi, dès que vous enlevez à la loi de varna les cuisants sentiments d’infériorité qu’on y a mis, non seulement elle agit comme loi, mais encore elle fournit une occasion de faire ce pour quoi nous avons le plus d’aptitudes. »
Son attaque des abus dont sont victimes les plus démunis — éboueurs d'Inde ou sans-droits d'ailleurs — ne se dirigea jamais contre la tradition hindoue, ni contre une quelconque sagesse métaphysique d'un peuple, mais contre un type d'injustice qui s'affirme spécialement dans un système où c'est le pouvoir économique qui règne en maître, alors qu'en bon Hindou il pense que c'est le pouvoir moral et spirituel (incarné en Inde par les brâhmanes orthodoxes) qui doit toujours avoir le dernier mot, du moins, dans l'organisation de la société humaine :
« Voler le pauvre parce qu’il est pauvre est spécialement la forme mercantile du vol, consistant à prendre l’avantage des besoins de l’homme pour obtenir son travail ou sa propriété à un prix réduit. Le voleur ordinaire des grands chemins vole le riche, mais le commerçant vole le pauvre. »
Il pensait que le développement des villes ne saurait permettre la vie autonome et non-violente du peuple indien : seule la consolidation de l'autonomie économique et politique des villages pouvait, à ses yeux, contribuer à l'édification d'une société non-violente ; idéal que l'on pourrait voir comme inspiré par la mythologie hindoue, puisque la Déesse Ahimsâ — non-violence — est l'épouse du Dieu Dharma — ordre sociocosmique. L'Occident restait pour lui un vecteur de « méchanceté » qui abusa du monde entier, mais il n'en demeurait pas moins certain qu'un jour ou l'autre la Justice triompherait sur la Terre.

### Projet d'une société non-violente sans État

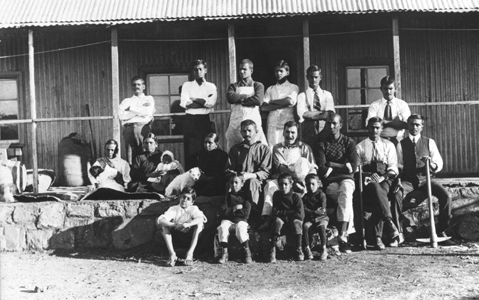
Membres de la ferme Tolstoï en Afrique du Sud, 1910.

Bien que Gandhi se soit essentiellement consacré, dans les faits, à la lutte pour l'Indépendance puis l'unité de l'Inde, il ne sépara jamais, dans sa pensée, les actions de lutte des actions constructives pour préparer l'organisation durable d'une société non-violente. Il pensait même que les actions constructives constituaient un préalable indispensable à la lutte pour l'indépendance. Sa crainte, en effet était que, une fois arrivée à l'Indépendance, l'Inde soit un pays qui continue à dominer et à oppresser son peuple. Selon lui,
« Si, en définitive, le seul changement attendu ne touche qu'à la couleur de l'uniforme militaire, nous n'avons vraiment pas besoin de faire toutes ces histoires. De toute façon, dans ce cas-là, on ne tient pas compte du peuple. On l'exploitera tout autant, sinon plus, qu'en l'état actuel des choses. »
Ainsi, la lutte pacifique de Gandhi s'attaquait aux fondements même du système des castes, en considérant que l'hindouisme, s'il devait survivre, devait se transformer en système sans castes. Il refusait l'objectif de donner aux intouchables un statut politique, pensant qu'il fallait, selon le mot de Nehru à son propos, « dynamiter » le système en s'attaquant à son maillon faible. Dans sa lutte contre les castes, il se distingue ainsi fortement de Bhimrao Ramji Ambedkar, un des représentants des intouchables et premier ministre de la Justice de l'Inde indépendante, qui ne s'opposait pas seulement au système de castes, mais à l'hindouisme comme philosophie religieuse et sociale.
Pétri des écrits de Tolstoï, Gandhi a développé son analyse en une critique radicale de l'État. La nature de l'État, selon lui, est essentiellement violente et oppressive ; l'existence d'un État est incompatible avec les principes de vie non-violents :
« L'État représente la violence sous une forme intensifiée et organisée. L'individu a une âme, mais l'État qui est une machine sans âme ne peut être soustrait à la violence puisque c'est à elle qu'il doit son existence. »

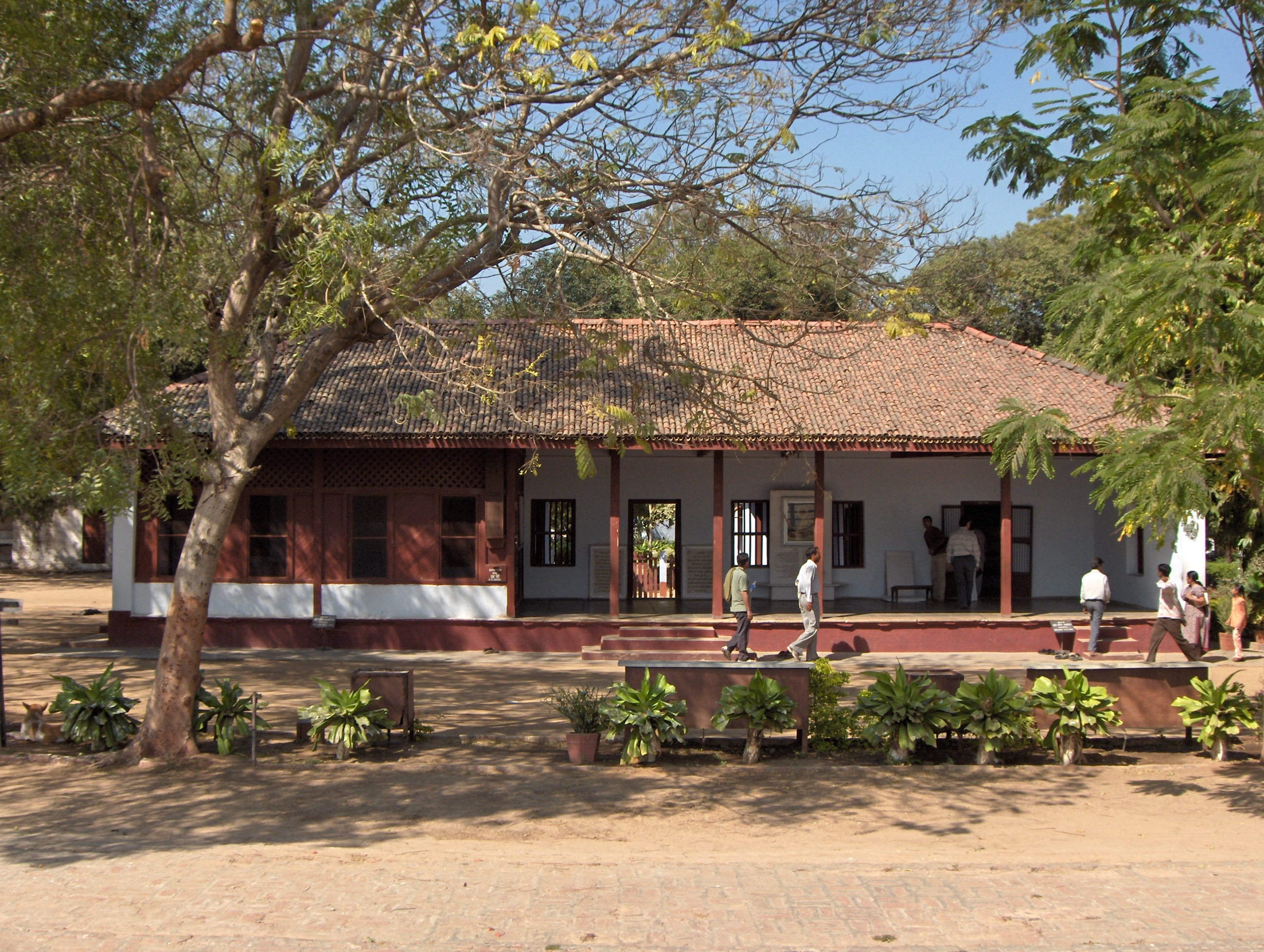
Ashram de Sabarmati, Ahmedabad, Inde.

C'est pourquoi il développa l'idée d'élaborer, en parallèle des actions de lutte et de désobéissance civile pour obtenir l'Indépendance, un « programme constructif ». C'est à travers la recherche de l'autonomie de chaque village, en dehors de (et contre) toute organisation centralisée qu'une Inde réellement démocratique et non-violente pourrait perdurer après l'Indépendance.
« La véritable indépendance ne viendra pas de la prise du pouvoir par quelques-uns, mais du pouvoir que tous auront de s'opposer aux abus de l'autorité. En d'autres termes, on devra arriver à l'indépendance en inculquant aux masses la conviction qu'elles ont la possibilité de contrôler l'exercice de l'autorité et de la tenir en respect. »
L'échelon retenu pour exercer un tel contrôle est le village, qui exercerait une forme de souveraineté dans un cadre fédéral.
« L'indépendance doit commencer à la base. Ainsi chaque village sera une république. »
Gandhi, qui avait conscience de la difficulté de parvenir à une telle organisation de la société, rapprochait cet objectif d'une société anarchiste :
« Ce serait un état d'anarchie éclairée. Dans un tel pays, chacun serait son propre maître. Il se dirigerait lui-même de façon à ne jamais gêner son voisin. Par conséquent, l'État idéal est celui où il n'y a aucun pouvoir politique en raison même de la disparition de l'État. »
Du fait de sa critique de l'autorité, des formes d'oppression et d'exploitation ; du fait de sa critique de l'État ; du fait même que Gandhi lui-même reliait fréquemment et explicitement sa philosophie politique à l'anarchisme, certains se sont demandé si Gandhi ne pouvait pas être qualifié d'anarchiste. À la question de savoir s'il était réaliste de vouloir parvenir à une société démocratique non-violente formée de villages fédérés — situation que Gandhi qualifiait d'anarchie — il rétorquait, en 1940 :
« Elle [cette société] est réalisable dans la mesure où la non-violence est réalisable […]. Le stade le plus proche de l'anarchie pure serait une démocratie basée sur la non-violence. »
Cet aspect important de la pensée de Gandhi, avec celui de la critique du mode de développement occidental, fut laissé en friche puisque la question de la partition de l'Inde a occupé en pratique les dernières années de la vie de Gandhi. Pourtant, ces deux dimensions, complémentaires, ne sont pas restées pure théorie.
Le programme constructif que Gandhi avait appelé de ses vœux a été approfondi par Vinobâ, un de ses plus proches disciples. Dans une optique résolument critique et opposée au mode de développement occidental, Vinobâ entreprit de résoudre la question agraire en recherchant, par l'ouverture de fronts inédits de lutte non-violente, à susciter l'autonomie des villages, bases d'une société indienne non-violente.

### Synthèse
Pour Gandhi, chacun par ses actions devait être le changement qu'il souhaitait voir dans le monde, souvent cité comme : 
« Soyez le changement que vous voulez voir dans le monde. »
La vérité, la non-violence et la lutte pour leur succès étaient un tout indissociable et trahir un aspect de cet ensemble était trahir son idéal tout entier.
« C'est une erreur de croire qu'il n'y ait pas de rapport entre la fin et les moyens, et cette erreur a entraîné des hommes considérés comme croyants à commettre de terribles crimes. C'est comme si vous disiez qu'en plantant des mauvaises herbes on peut récolter des roses. »
En menant une vie simple et proche de la tradition indienne, il appliquait à lui-même l'idéal de vie qui était pour lui le plus bénéfique à l'humanité, très éloigné des critères de développement occidentaux. Hindou profondément croyant, il respectait autant les autres religions qui étaient pour lui des chemins différents vers l'amour et la vérité. Même si le parcours qui menait à cette vérité était long et rempli d'embûches, pour Gandhi, la justice devait toujours triompher :
« Quand je désespère, je me souviens qu'à travers toute l'histoire, les chemins de la vérité et de l'amour ont toujours triomphé. Il y a eu des tyrans et des meurtriers, et parfois ils ont semblé invincibles, mais à la fin, ils sont toujours tombés. Pensez toujours à cela. »
Comme il le notait lui-même non sans humour, maintenir cet idéal était même pour ses amis « l'œuvre d'un fou ».

## Postérité

### Hommages

#### Nominations au prix Nobel de la paix
Gandhi a été nommé en 1937, 1938, 1939, 1947 et 1948 au prix Nobel de la paix, mais sans jamais l'obtenir. Plus tard, certains membres du comité regretteront publiquement que le prix ne lui ait jamais été accordé. Le président du comité dira, au cours de la remise du prix au Dalaï lama en 1989, que le prix est remis en partie à la mémoire du Mahatma Gandhi. En 1937, Ole Colbjørnsen, député du Parlement norvégien, propose le nom de Gandhi à la candidature. La motivation pour cette nomination est rédigée par les membres de la branche norvégienne des « Amis de l'Inde ». Un examinateur du comité, le professeur Jacob Worm-Müller, émet un avis négatif : « C'est un combattant de la liberté et un dictateur, un idéaliste et un nationaliste. C'est souvent un Christ, puis, soudain, un politicien ordinaire. » Jacob Worm-Müller de la Société des Nations ajoutait : « On peut dire qu'il est significatif que son combat bien connu en Afrique du Sud n'était qu'en faveur des Indiens, et non des Noirs, dont les conditions d'existence étaient encore pires. » Le comité Nobel prit en compte les critiques de Worm-Müller et n'attribua pas le prix à Gandhi cette année. Les deux années suivantes, Ole Colbjørnsen propose de nouveau Gandhi, sans plus de succès. En 1947, les tensions dues à la partition de l'Inde ne permettent pas de dégager une majorité de votes pour Gandhi, et en 1948 le comité considère accorder le prix Nobel à Gandhi à titre posthume puis décide finalement de ne pas accorder de prix cette année-là car « il n'y avait de candidats vivants adéquats ».

#### Dans le monde
L'anniversaire de Gandhi, déjà fête nationale en Inde, est devenu « Journée internationale de la non-violence » par un vote à l'unanimité de l'Assemblée générale des Nations unies le 15 juin 2007.
Time Magazine a nommé Gandhi la Personnalité de l'année en 1930 et Gandhi fut 2e derrière Albert Einstein comme Personnalité du siècle en 1999. Le magazine a désigné le Dalai Lama, Lech Wałęsa, Dr Martin Luther King, Jr., César Chávez, Aung San Suu Kyi, Benigno Aquino, Jr., Desmond Tutu et Nelson Mandela comme enfants de Gandhi et héritiers spirituels de la non-violence.
Dans son ouvrage Comment je vois le monde (Politique et pacifisme, pour la suppression du danger de guerre), Albert Einstein écrivit à son propos :

« Gandhi, le plus grand génie politique de notre temps, a indiqué le chemin et montré de quels sacrifices les hommes sont capables quand ils ont reconnu le bon chemin. Son œuvre pour l'affranchissement de l'Inde est un témoignage vivant que la volonté dominée par une ferme conviction est plus forte que la puissance matérielle en apparence invincible. »

Le 30 janvier de chaque année, anniversaire de la mort du Mahatma Gandhi, on pratique la Journée scolaire de la non-violence et de la paix (DENIP), fondée en Espagne en 1964.
Plus de 80 pays sur tous les continents ont émis au moins un timbre à l'effigie de Gandhi entre 1961 (année de l'émission du premier par les États-Unis) et 2011. Parmi les pays n'en ayant émis aucun, on compte entre autres la France et le Canada.
Une espèce d'Insecte Coléoptère de la famille des Histeridae : Chaetabraeus (Chaetabraeus) gandhii, décrite de l'Inde (Kérala), lui a été dédiée par l'entomologiste français Yves Gomy en 2009.
De par le monde, il existe de nombreux monuments, statues ou bustes élevés en mémoire de Gandhi.

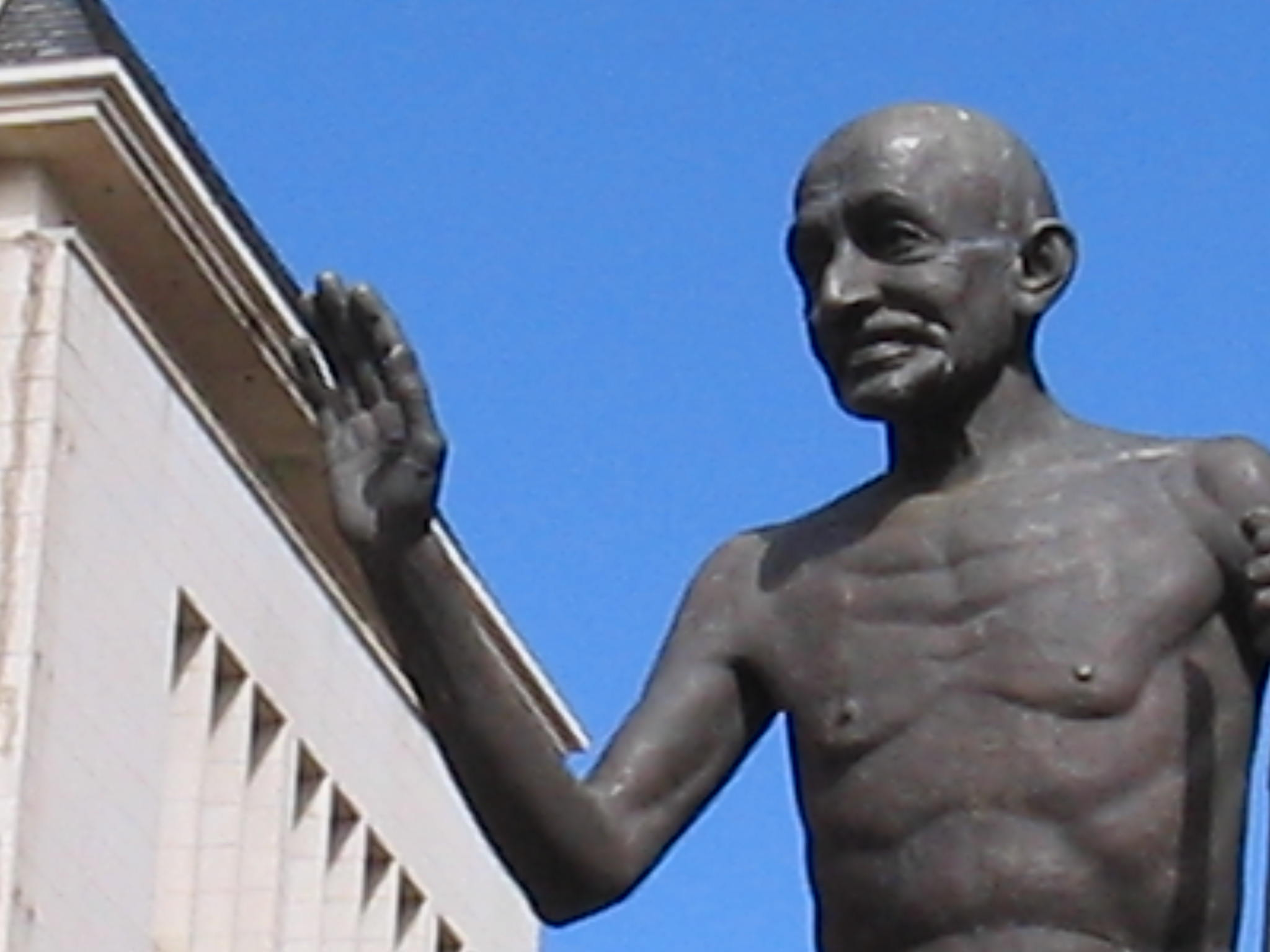
Pietermaritzburg, Afrique du Sud.
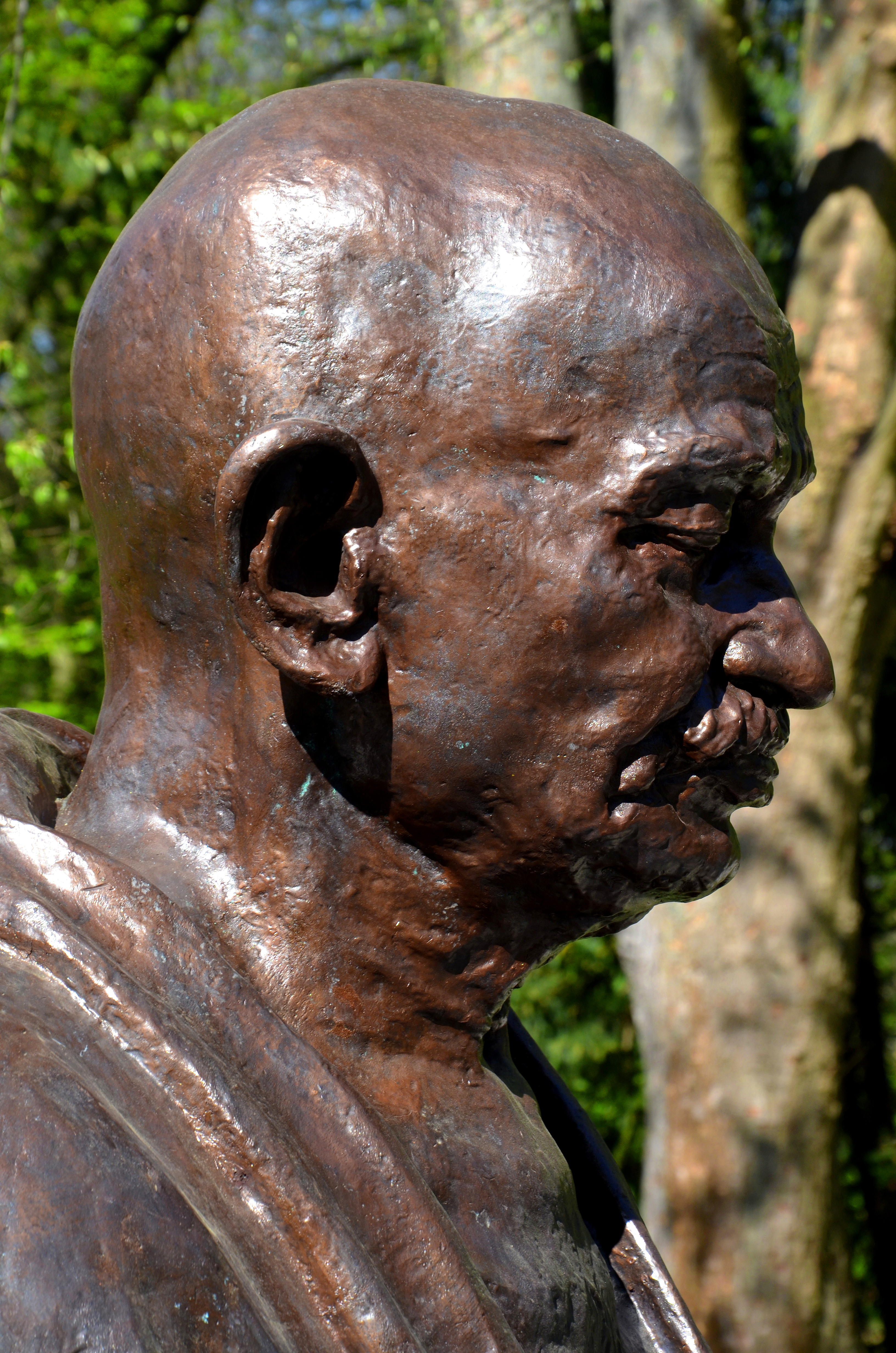
Hanovre, Allemagne.
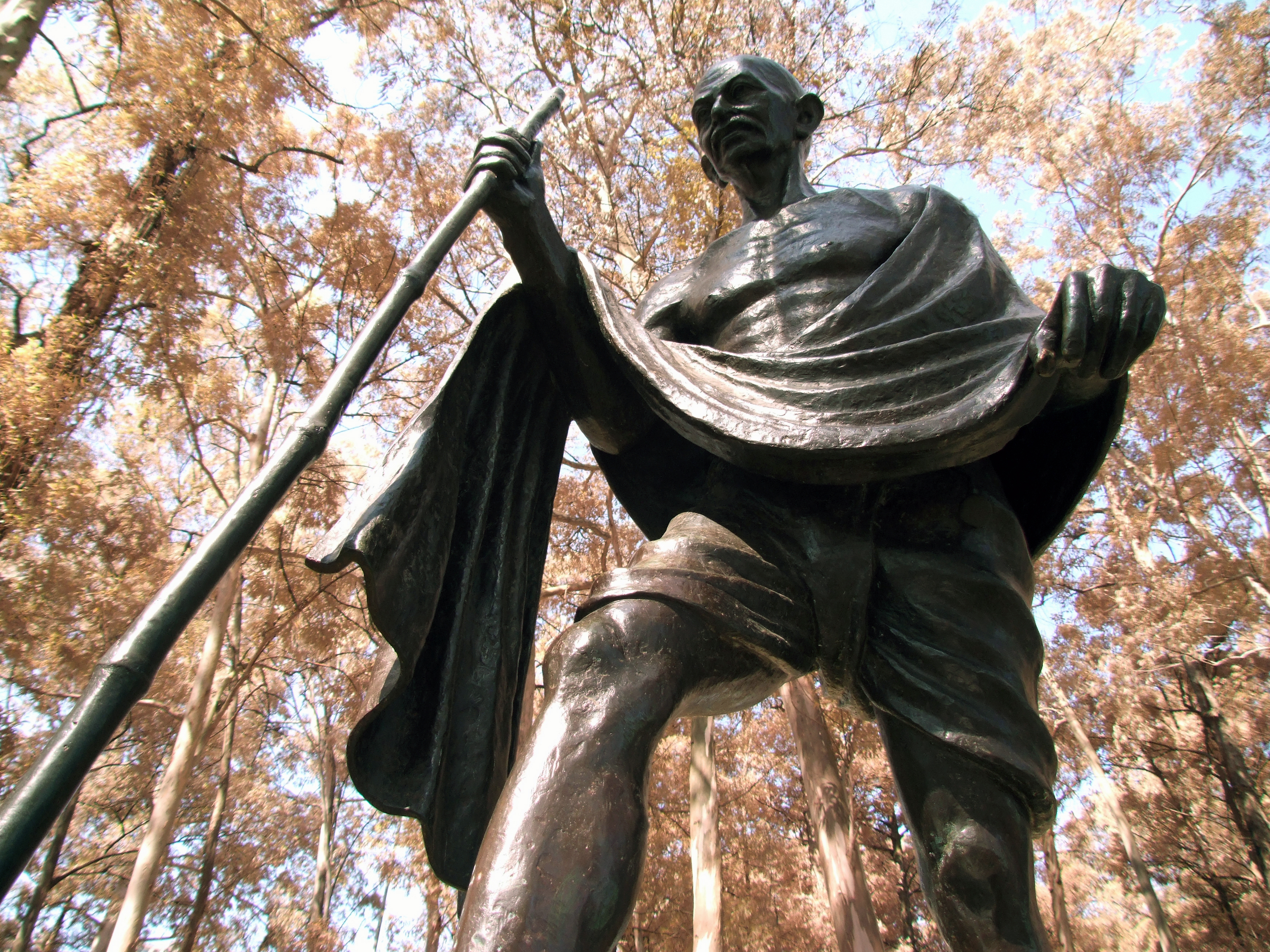
São Paulo, Brésil.
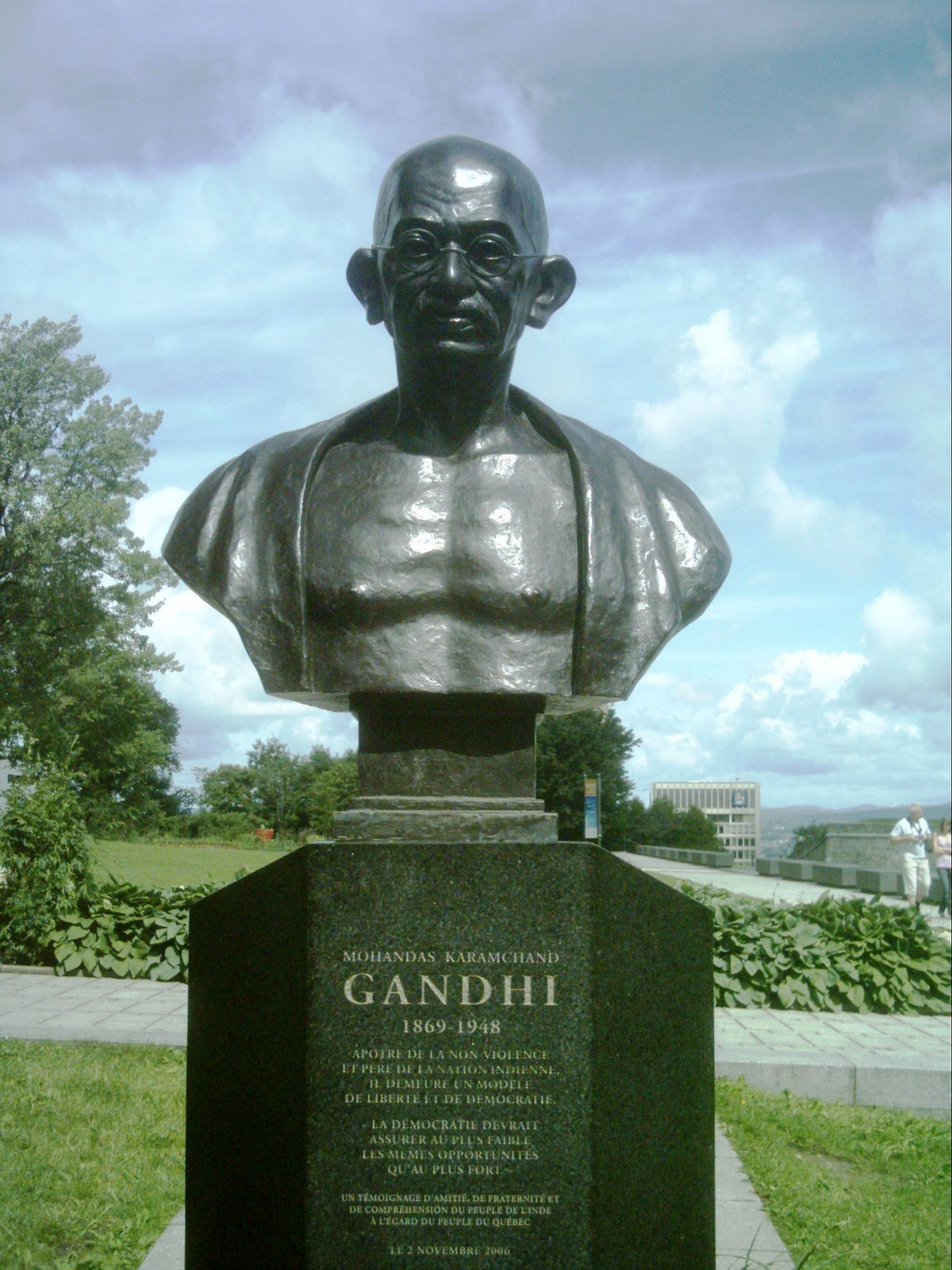
Québec, Canada.
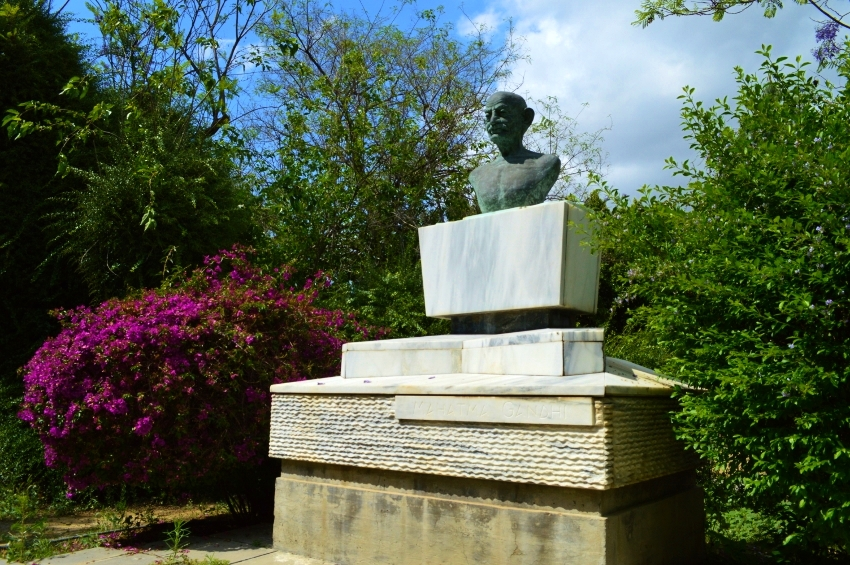
Nicosie, Chypre.
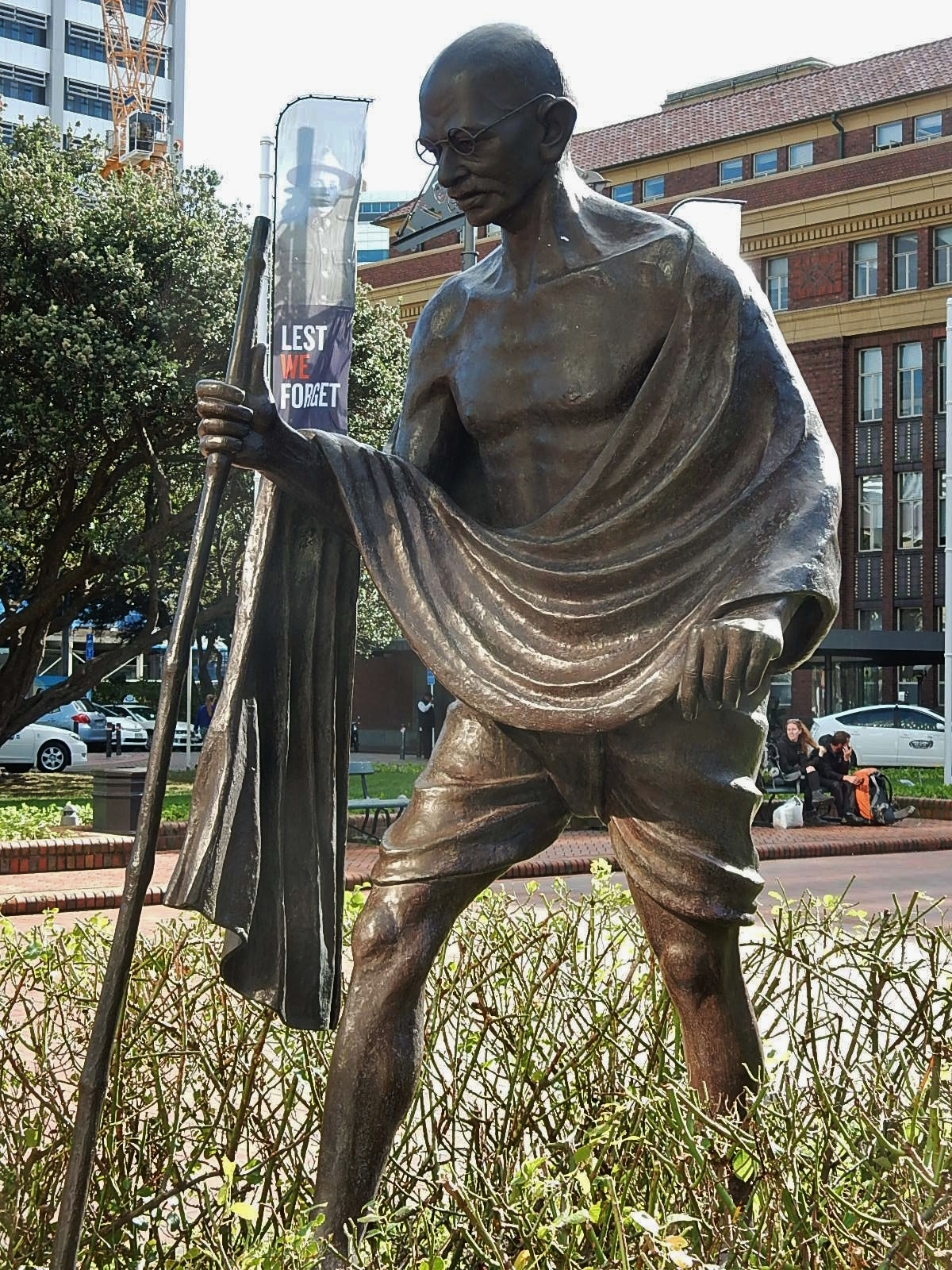
Wellington, Nouvelle-Zélande.
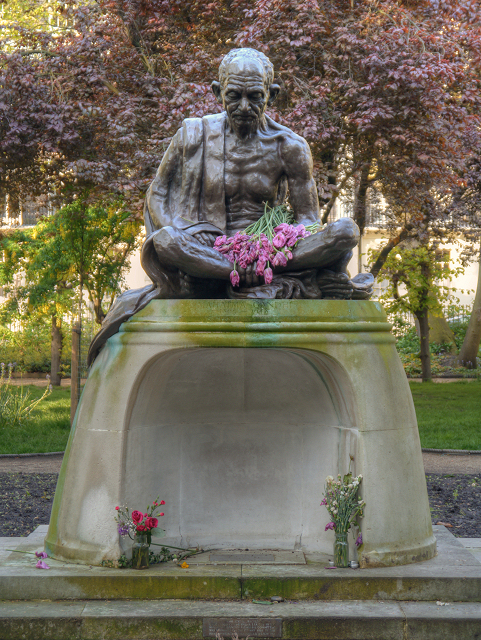
Londres, Royaume-Uni.
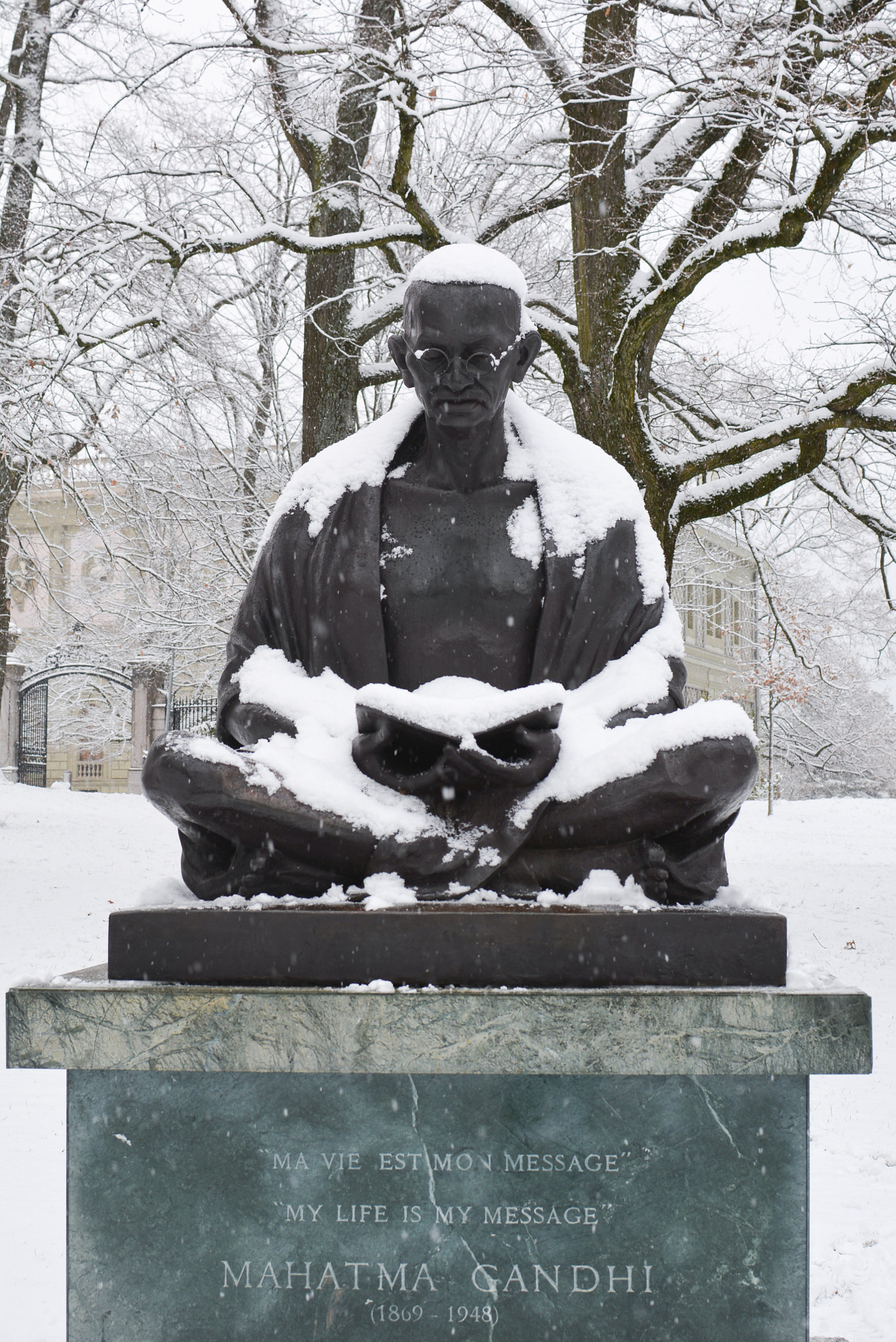
Genève, Suisse.

#### En Inde
Gandhi est célébré comme Père de la Nation et son anniversaire le 2 octobre y est fêté comme le Gandhi Jayanti et est un jour férié.
Le Gouvernement indien accorde chaque année le Mahatma Gandhi Peace Prize à des personnalités ou des citoyens qui se sont distingués. Nelson Mandela, a été l'un des non-Indiens célèbres à le recevoir.
Depuis 1996, le gouvernement imprime sur tous les billets de banque le portrait de Gandhi, ce qui est considéré paradoxal par certains, compte tenu des opinions négatives de Gandhi sur l'accumulation des richesses et le pouvoir de l'argent.
À New Delhi, le Birla Bhavan (ou « Birla House »), où Gandhi a été assassiné est devenu ouvert au public depuis 1973 et est connu comme le Gandhi Smriti (« Souvenir de Gandhi »). Il préserve la pièce où le Mahatma Gandhi vécut les quatre derniers mois de sa vie et une colonne de pierre symbolisant son martyre marque l'endroit exact où il a été abattu.

### Partisans et influence
Gandhi influença d'importants dirigeants et mouvements politiques.
Le premier fut bien sûr Nehru lui-même qui disait : « Il était clair que ce petit homme compensait son piètre physique par une âme d'acier ou de roc qui refusait de ployer devant la force brute. Malgré son visage peu impressionnant, son pagne, sa nudité, il y avait en lui quelque chose de royal qui forçait à lui rendre obédience… »
Aux États-Unis, Martin Luther King s'est référé spécialement à Gandhi dans sa lutte pour le mouvement des droits civiques américains, et de l'inspiration qu'il lui a apporté pour ses propres théories sur la non-violence. Le militant anti-apartheid et ancien président d'Afrique du Sud, Nelson Mandela, dit lui aussi avoir été inspiré par Gandhi comme l'avait été Steve Biko. D'autres personnalités comme Khan Abdul Ghaffar Khan au Pakistan et Aung San Suu Kyi en Birmanie ont été déclarés héritiers des méthodes de Gandhi. Parmi les nombreuses personnalités qui se sont réclamées son influence, on compte aussi John Lennon, Al Gore, et Malala Yousafzai.
Plusieurs personnes et organisations ont dédié leur vie à répandre ses idées. Madeleine Slade, fille d'un amiral britannique, décida de tout quitter pour vivre en Inde avec Gandhi. Romain Rolland fut le premier à faire connaître la vie de Gandhi avec son livre Mahatma Gandhi. Lanza del Vasto alla en Inde en 1936 dans le but de vivre avec Gandhi. À son retour en Europe, il décida de propager la philosophie de Gandhi. En 1948, celui que Gandhi avait appelé Shantidas (Serviteur de la Paix) a fondé, dans une optique résolument chrétienne, les Communautés de l'Arche sur le modèle des ashrams gandhiens. Jean-Baptiste Libouban, membre des Communautés de l'Arche, est un des initiateurs du mouvement des Faucheurs volontaires, lequel inscrit ses luttes contre les OGM en plein champ dans une perspective non-violente. José Bové fut également un des disciples de Lanza del Vasto. La création en 1966 du Centre pour la Communication Non-Violente (dont le siège est à Albuquerque, États-Unis ) par le psychologue Marshall Rosenberg s'est faite en référence à Gandhi et au pasteur Martin Luther-King.
En Inde, un disciple de Gandhi, Vinoba Bhave, entreprit d'approfondir et d'étendre le processus d'émancipation non violente du peuple indien : il se consacra, non sans un certain succès dans certaines régions, à résoudre la question agraire, puis s'employa à promouvoir l'autonomie des villages. En Inde aujourd'hui, Narayan Desai (en), fils de Mahadev Desai, secrétaire personnel de Gandhi, est peut-être la personnalité dont l'œuvre et la pratique sont les plus proches de celles de Gandhi.
Le magazine pour l'égalité raciale américain The Crisis compara même Gandhi à Jésus en 1922. En Europe aussi, des voix se sont élevées pour revendiquer ce double héritage, notamment celle du Dr Albert Schweitzer :

« Quand on me demande quels penseurs modernes ont influencé ma vie et ma philosophie, je réponds invariablement, ces deux noms : le grand auteur Allemand Goethe et l'humble saint hindou Mohandas Gandhi. […] De même, Gandhi, qui était l'hindou le plus chrétien du siècle, a reconnu qu'il avait eu l'idée d'Ahimsa et de non-violence des commandements de Jésus […] Chez eux deux, l'éthique de perfection intérieure est gouvernée par le principe de l'amour. »

Gandhi a eu de très nombreux admirateurs ; outre ceux qui ont prôné la non-violence, on peut citer la photographe Margaret Bourke-White, le général George Marshall. Le physicien Albert Einstein disait à propos de Gandhi : « Les générations à venir auront peine à croire qu'un tel homme ait existé en chair et en os sur cette terre ».

### Critiques

#### Opinions des Dalits

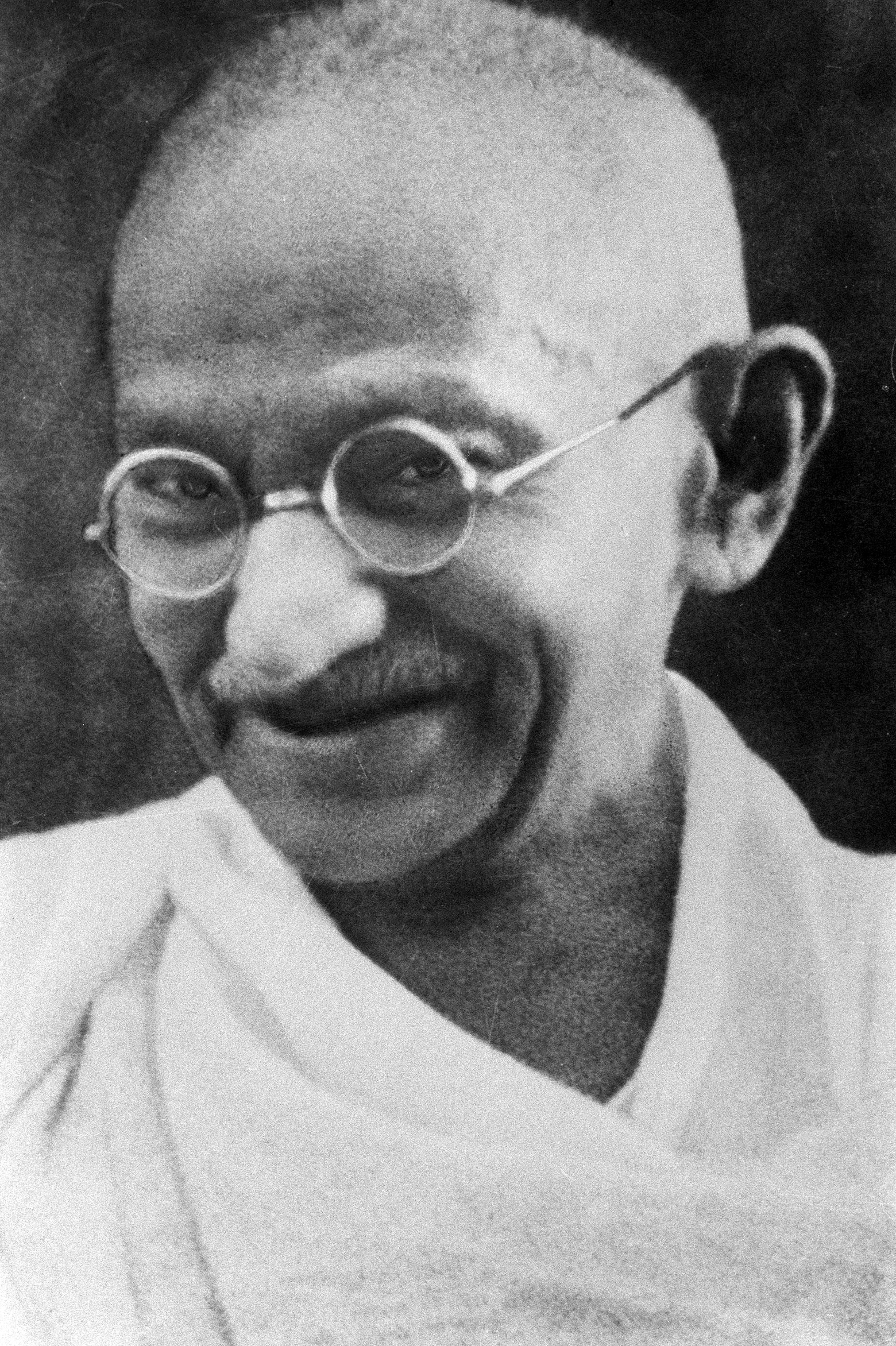
Gandhi dans les années 1940.

Certains dalits (ou « intouchables ») et notamment Bhimrao Ramji Ambedkar, ont critiqué la position de Gandhi comme étant « paternaliste », notamment en les appelant harijan, enfants de Dieu. Ambedkar reprochait à Gandhi de ne pas s'attaquer à la racine du problème, qui était selon lui le système des castes dans son ensemble. Si Gandhi adopta une position ambiguë sur cette question complexe[réf. nécessaire], il entreprit à plusieurs reprises des jeûnes pour la défense des intouchables, et tint également sur cette question des positions claires : ainsi, dans une lettre adressée à son ami C. F. Andrews (datée du 29 décembre 1921), il déclara notamment : « Je ne pourrais plus me considérer comme Hindou si l'intouchabilité restait incluse dans l'hindouisme ». Gandhi demeure néanmoins un « héros » pour la grande majorité des dalits.

#### Désobéissance civile et partition des Indes
Winston Churchill, qui se réjouira de la partition des Indes (entraînant des millions de morts) en déclarant « finalement nous avons eu le dernier mot »[réf. nécessaire], Churchill qui participa en tant que soldat (en même temps que Gandhi, mais ce dernier en tant que brancardier occupé au soin des Sud-Africains noirs laissés pour compte) à la bataille de Spion Kop, avait déclaré en 1931 qu'il considérait « alarmant de voir monsieur Gandhi, un avocat séditieux, qui se fait passer pour un fakir d'un genre bien connu en Orient, grimpant à mi-nu les marches du palais du vice-roi alors qu'il est encore en train d'organiser et conduire une campagne de désobéissance civile, parler d'égal à égal avec le représentant de l'empereur-roi ».
Selon les professeurs en science politique Susanne Hoeber Rudolph et Lloyd I. Rudolph, le livre de la nationaliste blanche Katherine Mayo, Mother India, publié en 1927, est un des premiers exemples de « Gandhi Bashing » (dénigrement) écrit dans le but à la fois officiel et officieux des britanniques de s'assurer le support des États-Unis dans le maintien au pouvoir du Royaume-Uni en Inde. Katherine Mayo y vise particulièrement Gandhi dont le succès affolait les sponsors britanniques de Mayo, qu'elle décrit comme « séditieux ». Selon Mayo sur l'action de Gandhi : « La doctrine mystique de la guerre spirituelle, de la guerre par la « force d'âme », qui use d'un langage de haine tout en affichant des théories d'amour, s'était, en toute logique et avec persistance, matérialisée sous forme de boucheries d'êtres humains ».
Dans un livre de 1987, l'écrivain indien Nirad C. Chaudhuri affirme que Gandhi, à une certaine époque, séduisit par ses belles apparences (« Il n'y avait pas trace, sur son visage, de la répugnante arrogance qui défigure les traits de tout saint homme hindou »), discerne chez lui un « goût insatiable du pouvoir » et une « simplicité de caractère qui le rendait plus tortueux que le pire des escrocs ». Pour Chaudhuri, le culte que les Britanniques vouent à Gandhi est « une imbécillité sans nom et une preuve certaine de la dégénérescence du caractère britannique ». Selon une recension de Geoff Wisner, Chaudhuri estime qu'en faisant appel au nationalisme primitif des masses, Gandhi a nié tout ce que l'Empire britannique a fait pour unifier et civiliser l'Inde et qu'il a ainsi préparé la voie aux émeutes sanglantes et à la partition de l'Inde qui suivirent l'indépendance.
L'auteur controversé Koenraad Elst résume dans un livre certaines critiques selon lui formulées encore aujourd'hui contre Gandhi par une partie de l'opinion indienne :
- Gandhi n'utilisait l'agitation non violente que contre des gens avec qui il partageait certains principes moraux, c'est-à-dire les hindous et les Britanniques libéraux. Envers les musulmans, il ne procédait pas par action non violente mais par concessions et démissions, sans jamais négocier une contrepartie équitable. Il trompait ainsi les attentes de ses électeurs[réf. nécessaire] hindous et ne parvenait d'ailleurs qu'à rendre les musulmans plus arrogants. Incapable de tirer la leçon des effets en retour et de la réalité politique, il persévéra dans ces concessions alors qu'elles ne causaient visiblement pas un rapprochement entre hindous et musulmans.
- Des facteurs, internes et externes, autres que l'action non-violente de Gandhi ont contribué à la libération de l'Inde, tel que les pressions anticoloniales exercées par les États-Unis et l'Union soviétique sur la Grande-Bretagne[288].

Pourtant, concernant la non-violence conçue comme arme politique face à des tyrannies basées uniquement sur la force et la violence faisant Droit, Gandhi n'en était pas moins réaliste : devant l'imminence de l'invasion japonaise, il s'effaça de lui-même devant les partisans de la résistance armée, limitant son action à une éventuelle désobéissance dirigée, non contre les envahisseurs, mais contre les maîtres de l'Inde.
L'argument qui vise à critiquer Gandhi (qui n'était qu'un membre du Congrès parmi d'autres) avec la partition des Indes (un immense échec pour Gandhi), est tempéré par le prêtre jésuite et spécialiste de l'Inde, Guy Deleury, qui reconnaît que la partition est essentiellement le fruit conjugué de la précipitation (inconséquente et partisane) du Britannique Lord Mountbatten (qui décida de la partition et était de toute façon le seul à avoir le pouvoir ou la légitimité politique de l'Empire britannique pour prendre la décision finale sur cette question) et de l'opportunisme politique de la Ligue musulmane d'Ali Jinnah (parti minoritaire trahissant la confiance que Gandhi leur avait accordée).
Mais avec ou sans Gandhi, la partition aurait eu lieu, puisque Lord Mountbatten ne prit finalement en considération que la volonté de la Ligue musulmane (création d'un État islamique, Pakistan, et d'un État hindou, Hindustan, État hindou qui ne verra jamais le jour : l'Union indienne est « laïque » mais sans code civil uniforme) ; la Ligue musulmane (faction minoritaire non représentative des musulmans des Indes qui souhaitaient une Union indienne) avait en effet pour idéologie la conception d'un État islamique. Lord Mountbatten se rangea à la volonté de partition du groupuscule qu'était la Ligue musulmane pour des raisons qui demeurent encore aujourd'hui inconnues, soit pour « se venger » de la perte de cette colonie britannique qu'était l'Inde, pour mettre à mal le désir du nouvel État laïc tant désiré par les Indiens et le Congrès et leur infliger ainsi un échec idéologique, soit par manque total de discernement politique et d'absence de considération sur les possibilités de guerres civiles et d’embrasements communautaires qu'entraîneraient la création d'un État islamique réservé aux musulmans et d'un État hindou réservé aux hindous, alors que les communautés religieuses sont éparpillées sur tout le sous-continent.

## Écrits

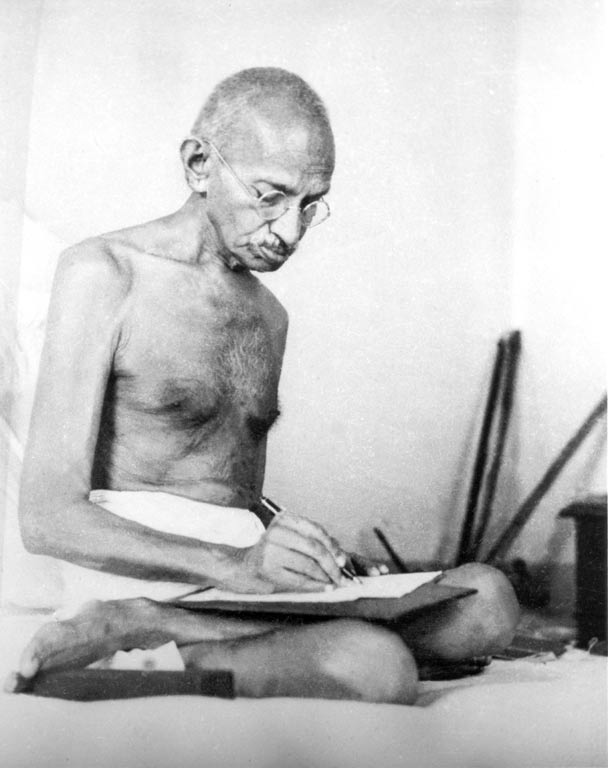
Gandhi écrivant à Birla House, Bombay, août 1942.

Gandhi a été un auteur prolifique. Pendant des décennies, il a été le rédacteur principal de plusieurs journaux, des hebdomadaires ou mensuels, dont Harijan en gujarati, en hindi et en anglais ; Indian Opinion, un hebdomadaire en anglais, lorsqu'il était en Afrique du Sud, et Young India (en), un hebdomadaire en anglais, et Navajivan, un mensuel en gujarati, après son retour en Inde. Navajivan fut aussi publié plus tard en hindi. Il écrivait aussi quotidiennement de nombreuses lettres à des personnalités et des journaux pour défendre sa cause. Entre 1915 et 1947, il échangea plus de 75 lettres avec la poétesse et activiste Sarojini Naidu.
Gandhi a aussi écrit plusieurs livres, dont son autobiographie, Une autobiographie ou mes expériences avec la vérité, Satyagraha en Afrique du Sud à propos de la campagne pour les droits des Indiens dans ce pays, Hind Swaraj or Indian Home Rule, un pamphlet politique, et une paraphrase en gujarati du livre de John Ruskin Unto This Last. Ce dernier essai peut être considéré comme son programme économique. Il a aussi écrit de nombreux articles sur le végétarisme, les régimes alimentaires et la santé, la religion, les réformes sociales, etc. Gandhi écrivait habituellement en gujarati, mais il révisait lui-même la traduction de ses livres en hindi et en anglais. Seule une petite partie de ses écrits ont été traduits en français.
Les œuvres complètes de Gandhi ont été publiées par le gouvernement indien sous le nom The Collected Works of Mahatma Gandhi dans les années 1960. Ses écrits font environ 50 000 pages publiées dans un total de 100 volumes. En 2000, une édition remaniée de ses œuvres complètes a déclenché une vive controverse, les partisans de Gandhi accusant le gouvernement de modifications pour des raisons politiques.

### Œuvres
: document utilisé comme source pour la rédaction de cet article.

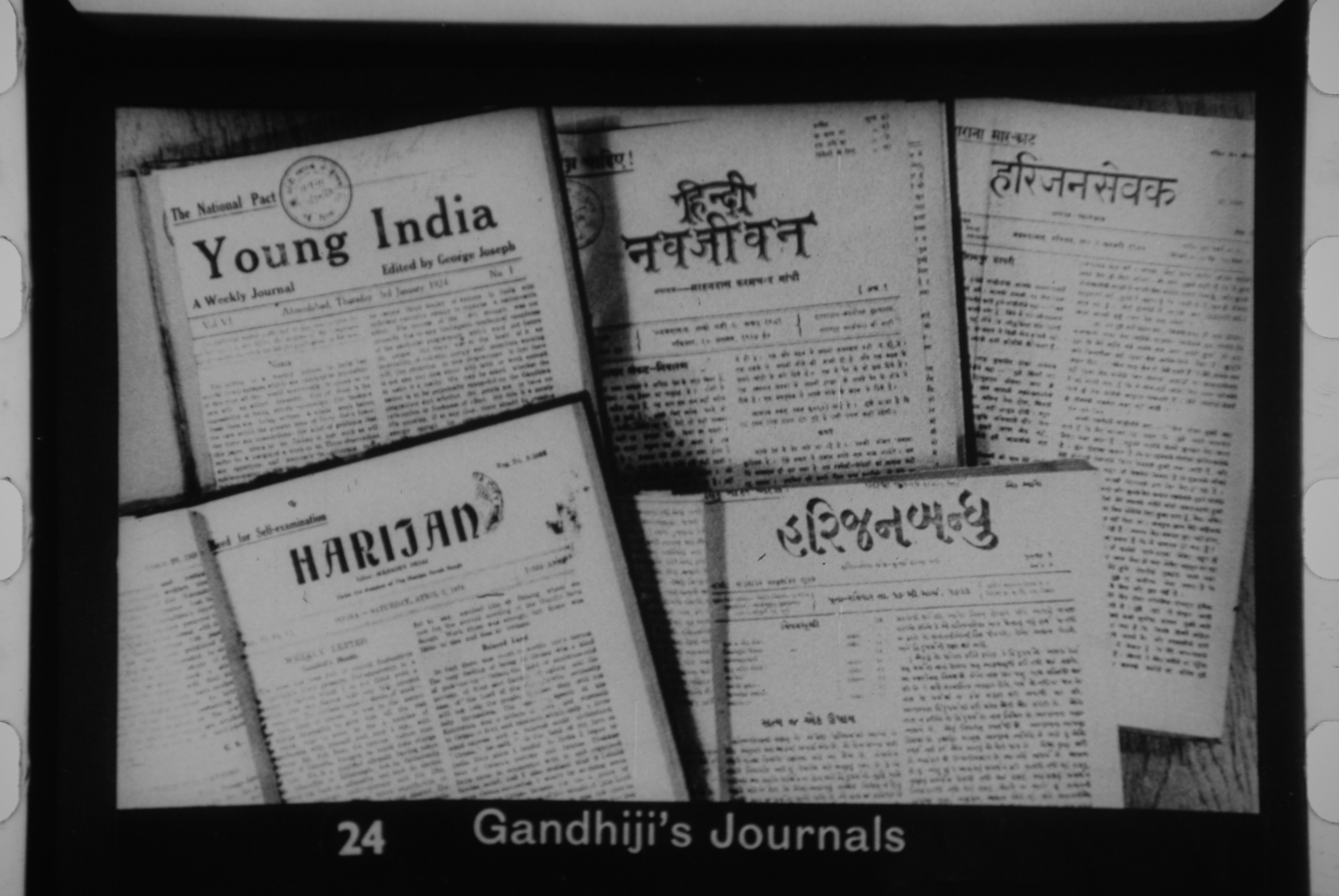
Journaux de Gandhi.

- Autobiographie ou mes expériences de vérité (1929), Presses universitaires de France, 2003  (ISBN 2-130536387), disponible sur wikisource en anglais.
- (en) The Collected Works of Mahatma Gandhi. New Delhi: Publications Division, Ministry of Information and Broadcasting, Govt. of India, 1994.
- Le Guide de la santé, trad. et préface Henri Delmas, Éditions Figuière, sans date (1932 ?).
- (en) Hind Swaraj or Indian Home Rule, Navijan Publishing House, Ahmedabad, 1909, Ouvrage en ligne en anglais. 
trad. franç. : Leur civilisation et notre délivrance, intr. Lanza del Vasto, Paris, Denoël, 1957 ; réédition sous le titre Hind Swaraj. L'émancipation à l'indienne, Fayard, 2014.
- La Jeune Inde (1919-1922), traduit de l'anglais par Hélène Hart. Introduction de Romain Rolland. Stock, 1924, rééd. 1948.
- Lettres à l'ashram, Albin Michel, 1948  (ISBN 2-226037039).
- Méditations, Éditions du Rocher, 2002  (ISBN 2-268043274).
- Résistance non violente, Buchet Chastel, 1994  (ISBN 2-702014763).
- (en) Satyagraha in South Africa, 1928.
- Tous les hommes sont frères, Gallimard, 1990  (ISBN 2-070325709), Ouvrage en ligne en anglais.
- Gandhi. La voie de la non-violence, Gallimard, 2004. Extraits de Tous les hommes sont frères (ISBN 2-07-0305535-X) édité erroné.
- Vie de M. K Gandhi, écrite par lui-même, édition préparée par Charlie Andrews, trad. de Georgette Camille. Préf. de R. Rolland, Rieder, 1931, rééd. 1934.
- M. K. Gandhi à l'œuvre. Suite de sa vie écrite par lui-même, édition préparée par Charlie Andrews, trad. A. Bernard, Rieder, 1934.
- (en) Zionism and Antisemitism. The Gandhi Reader: A Sourcebook of His Life and Writings., Homer Jack (ed.), Grove Press, New York, 1956.

## Dans les arts et la culture populaire

### Filmographie

#### Cinéma
- 1963 : À neuf heures de Rama de Mark Robson avec J.S. Casshyap.
- 1982 : Gandhi de Richard Attenborough, récompensée par huit Oscars et trois Golden Globe Awards.
- 1996 : The Making of the Mahatma de Shyam benegal, joué par Rajit Kapoor.
- 2000 : Hey Ram de Kamal Haasan, joué par Naseeruddin Shah.
- 2006 : Lage Raho Munna Bhai, comédie indienne de 2006 son fantôme aide un jeune Indien qui adopte sa philosophie dans la vie moderne.
- 2005 : Water de Deepa Mehta.
- 2007 : Gandhi, mon père.
- 2011 : Gandhi to Hitler de Rakesh Ranjan Kumar, joué par Avijit Dutt.
- 2012 : Welcome Back Gandhi d'A. Balakrishnan, joué par S. Kanagaraj.
- 2017 : Le Dernier Vice-Roi des Indes de Gurinder Chadha avec Neeraj Kabi.
- 2019 : 
  - Mohandas de Pattabhiramaiah Sheshadri, joué par Samarth Hombal (14 ans), Param Swamy (7 ans) et Anant Mahadevan (adulte).
  - The Gandhi Murder de Karim Traïdia and Pankaj Sehgal, joué par Jesus Sans.

#### Télévision

##### Série
- 2002 : Clone High doublé par Nicolas Dubois.

### Littérature

#### Roman
- Le Grand Roman indien de Shashi Tharoor, une œuvre qui mêle le Mahâbhârata et l'histoire de l'Inde depuis le début du siècle, ainsi qu'une description loufoque et critique de Gandhi sous le nom de Ganga Datta.
- Une référence à Gandhi est faite dans 1984 de George Orwell (1948). Il mentionne dans Le Livre de Goldstein que « retourner au passé agricole comme le rêvaient certains penseurs du début du XXe siècle n'était pas une solution possible ». Selon le Livre, le progrès et la richesse partagés par tous signifiait la fin d'une société hiérarchique.
- Gandhi est l'un des principaux personnages du livre Cette nuit la liberté, de Dominique Lapierre et Larry Collins.
- Dans le conte Le Jour du Jugement Dernier, dans le recueil Les Mémoires de Satan et autres contes loufoques, de Pierre Cormon, Dieu essaie de juger Gandhi lors du jugement dernier mais s'aperçoit que le personnage est plus complexe qu'il n'y paraît.
- Gandhi est l'un des personnages principaux de La nuit de Maritzburg de Gilbert Sinoué. L'histoire se centralise principalement autour des activités de Gandhi en Afrique du Sud.

### Musique
- Homage to Mahatma Gandhi (raga Mohan Kauns, 1948), de Ravi Shankar, 1979-1980.
- Satyagraha, opéra de Philip Glass, 1980.
- Au pays de Gandhi par MC Solaar, album Mach 6, 2003.
- Gandhi par Patti Smith, album Trampin', 2004.
- Les hommes de paix par Danakil, album Micro Climat, 2006.
- Soulman par Ben l'Oncle Soul, album Ben l'Oncle Soul (album), 2010.
- Mahatma par Danakil, album Entre Les Lignes, 2014.

### Jeux vidéo
- Dans la série des Civilization, Gandhi est le dirigeant de la civilisation indienne.

### Homonymes: Indira et Rajiv Gandhi
Le nom de Gandhi, que l'on retrouve à la tête de l'Inde dans les décennies suivantes, est dû au hasard : le premier Premier ministre après l'indépendance, Nehru, avait une fille, Indira, qui épousa Feroze Gandhi (1912-1960), un journaliste et homme politique de religion parsi, sans lien de parenté avec le Mahatma. Elle succéda à son père au même poste. Plus tard, le fils d'Indira, Rajiv, lui succéda puis, à la suite de son assassinat, fut remplacé à la tête du Parti du Congrès par son épouse Sonia.

#### Biographies en français
- Marie-Pierre Bovy (sous la dir. de), Gandhi : L'héritage, Siloë, 2001.  (ISBN 2-84231-171-X).
- Robert Deliège, Gandhi, Paris, PUF, coll. Que sais-je ? no 3501, 1999.
- Louis Fisher, La Vie du Mahatma Gandhi, Paris, Belfond, 1983.
- José Frèches, Gandhi. Je suis un soldat de la paix, XO Éditions, 2007  (ISBN 978-2-84563-342-1).
- Christine Jordis, Gandhi, Paris, Gallimard, Folio Biographies, 2006, 372 pages  (ISBN 2-07-030673-9).
- Suzanne Lassier, Gandhi et la non-violence, Paris, Seuil, 1975.
- Claude Markovits, Gandhi, Paris, Presses de Science-Po, 2000, 279 p.
- Jean-Marie Muller, Gandhi l'insurgé, Paris, Albin Michel, 1997  (ISBN 2-226-09408-3).
- Robert Payne, Gandhi : biographie politique, Paris, Seuil, 1972.
- Romain Rolland, Gandhi, Paris, 1924.
- Jacques Attali, Gandhi ou l'éveil des humiliés, Paris, Éditions Fayard, 2007  (ISBN 2213631980).
- Soumyendranath Tagore, Gandhi, Clichy (Seine), Gallimard, 1934, 252 p.
- Anne Viguier : "Brève Histoire de l'Inde: Du Pays des Mille Dieux à la puissance mondiale", p. 182 & suiv., Éd. Flammarion, 2023,  (ISBN 978-2080285386)

#### Biographies en anglais
- Surendra Bhana & Goolam Vahed, The Making of a Political Reformer: Gandhi in South Africa, 1893–1914. New Delhi: Manohar, 2005.
- (en) Joan V. Bondurant, Conquest of Violence : The Gandhian Philosophy of Conflict, Princeton UP, 1988  (ISBN 0-691-02281-X)
- Yogesh Chadha, Gandhi: A Life  (ISBN 0-471-35062-1).
- Ira Chernus, American Nonviolence: The History of an Idea, chapter 7  (ISBN 1-57075-547-7).
- Krishna Dutta et Andrew Robinson, Rabindranath Tagore : An Anthology, Londres, Picador/Macmillan, 1997  (ISBN 0-330-34962-7).
- Eknath Easwaran, Gandhi The Man  (ISBN 0-915132-96-6).
- Rajmohan Gandhi, Patel : A Life, Navajivan Publishing House, 1990  (ISBN 81-7229-138-8)
- James D. Hunt, Gandhi in London, New Delhi, Promilla & Co., 1978.
- Joseph Lelyveld, Great Soul: Mahatma Gandhi and His Struggle with India, 2011.
- Bernhard Mann, « The Pedagogical and Political Concepts of Mahatma Gandhi and Paulo Freire » dans Claußen, B. (Ed.) International Studies in Political Socialization and Education, Bd. 8, Hambourg, 1996.  (ISBN 3-926952-97-0)
- Peter Rühe, Gandhi: A Photo biography, 2002  (ISBN 0-7148-9279-3).
- Gene Sharp, Gandhi as a Political Strategist, with Essays on Ethics and Politics, Boston, Extending Horizon Books, 1979.
- Gianni Sofri, Gandhi and India: A Century in Focus, 1995  (ISBN 1-900624-12-5).
- Kathryn Tidrick, Gandhi: A Political and Spiritual Life, Londres, I.B. Tauris, 2006.

#### Études sur Gandhi
- Manuel Cervera-Marzal, Gandhi. Politique de la non-violence, Paris, éditions Michalon, 2014.
- Catherine Clément, Gandhi, athlète de la liberté, Paris, Gallimard, coll. « Découvertes Gallimard / Histoire » (no 50), 1989  (ISBN 2-07-053071-X).
- Robert Deliège, Gandhi, sa vie et sa pensée : Un modèle pour le XXIe siècle, Villeneuve d'Ascq, Presses universitaires du Septentrion, 2008.
- Koenraad Elst & B. Frumer, « Pourquoi j'ai tué Gandhi » : Examen et critique de la défense de Nathuram Godse, Paris, Les Belles lettres, 2007.
- Alexandre Kaplan, Gandhi et Tolstoï (Les sources d'une filiation spirituelle), Paris, Imprimerie L. Stoquert, 1949.
- Milan T. Markovitch, Tolstoï et Gandhi, Paris, Librairie ancienne H. Champion, 1928.
- Mashrouwala Krishôrlâl, Gandhi et Marx, introduction de Vinoba Bhave, préface de Lanza del Vasto, Paris, Denoël, coll. Pensée gandhienne, 1957.
- Jean-Marie Muller, « Gandhi était-il anarchiste ? », Alternative non violente, no 117, hiver 2000/2001, p. 48-53
- Marc Semenoff, Tolstoï et Gandhi, Paris, Denoël, coll. Pensée gandhienne, 1958.

#### Ouvrages complémentaires
- « Gandhi », dans Antoine Capet, Churchill : Le dictionnaire, Paris, Perrin, 2018, 862 p. (ISBN 978-2262065355), p. 376-379
- Muriel Pécastaing-Boissière, Annie Besant (1847-1933) : La lutte et la quête, Paris, Éditions Adyar, juillet 2015, 276 p. (ISBN 978-2-85000-305-9).

#### Bases de données et dictionnaires
- Ressources relatives à la musique :   - AllMusic
  - Discogs
  - Last.fm
  - MusicBrainz
  - Rate Your Music
- Ressources relatives aux beaux-arts :   - Bridgeman Art Library
  - British Museum
  - National Portrait Gallery
  - Te Papa Tongarewa
- Ressources relatives à l'audiovisuel :   - Filmportal
  - France 24
  - IMDb
- Ressources relatives à plusieurs domaines :   - Radio France
  - Répertoire du patrimoine culturel du Québec
- Ressource relative à la santé :   - Bibliothèque interuniversitaire de santé
- Ressource relative à la recherche :   - PhilPapers (travaux)
- Ressource relative à la bande dessinée :   - Comic Vine
- Notices dans des dictionnaires ou encyclopédies généralistes :   - Britannica
  - Brockhaus
  - Den Store Danske Encyklopædi
  - Deutsche Biographie
  - Dizionario di Storia
  - Enciclopedia De Agostini
  - Gran Enciclopèdia Catalana
  - Hrvatska Enciklopedija
  - Internetowa encyklopedia PWN
  - Larousse
  - Nationalencyklopedin
  - Munzinger
  - Oxford Dictionary of National Biography
  - Proleksis enciklopedija
  - Store norske leksikon
  - Treccani
  - Universalis
- Notices d'autorité :   - VIAF
  - ISNI
  - BnF (données)
  - IdRef
  - LCCN
  - GND
  - Italie
  - Japon
  - CiNii
  - Espagne
  - Belgique
  - Pays-Bas
  - Pologne
  - Israël
  - NUKAT
  - Catalogne
  - Suède
  - Vatican